# Insektenhotel

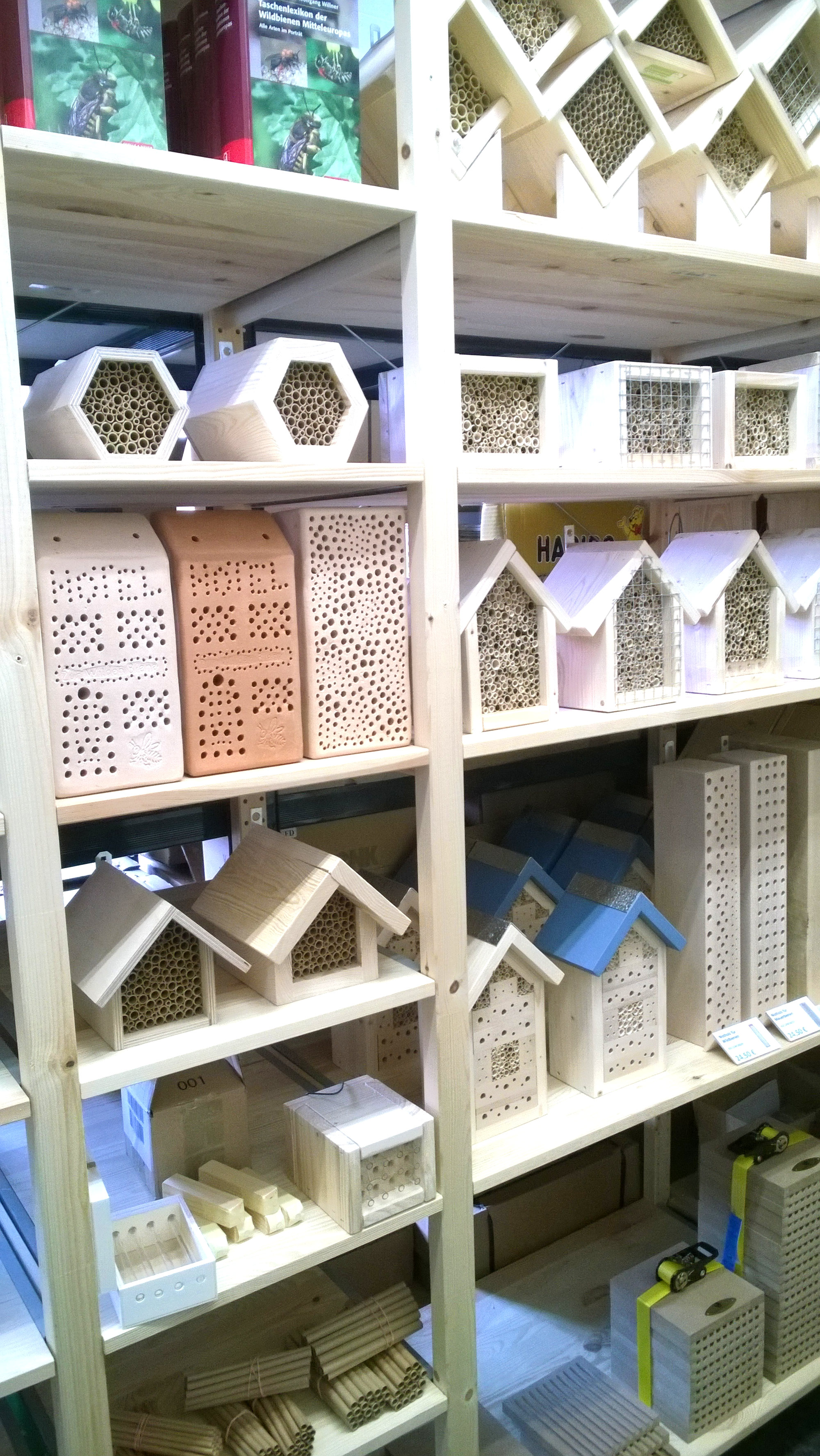
Verschiedene fachgerechte Insektenhotels mit Schilf oder Pappröhrchen, aus Ton oder Hartholz

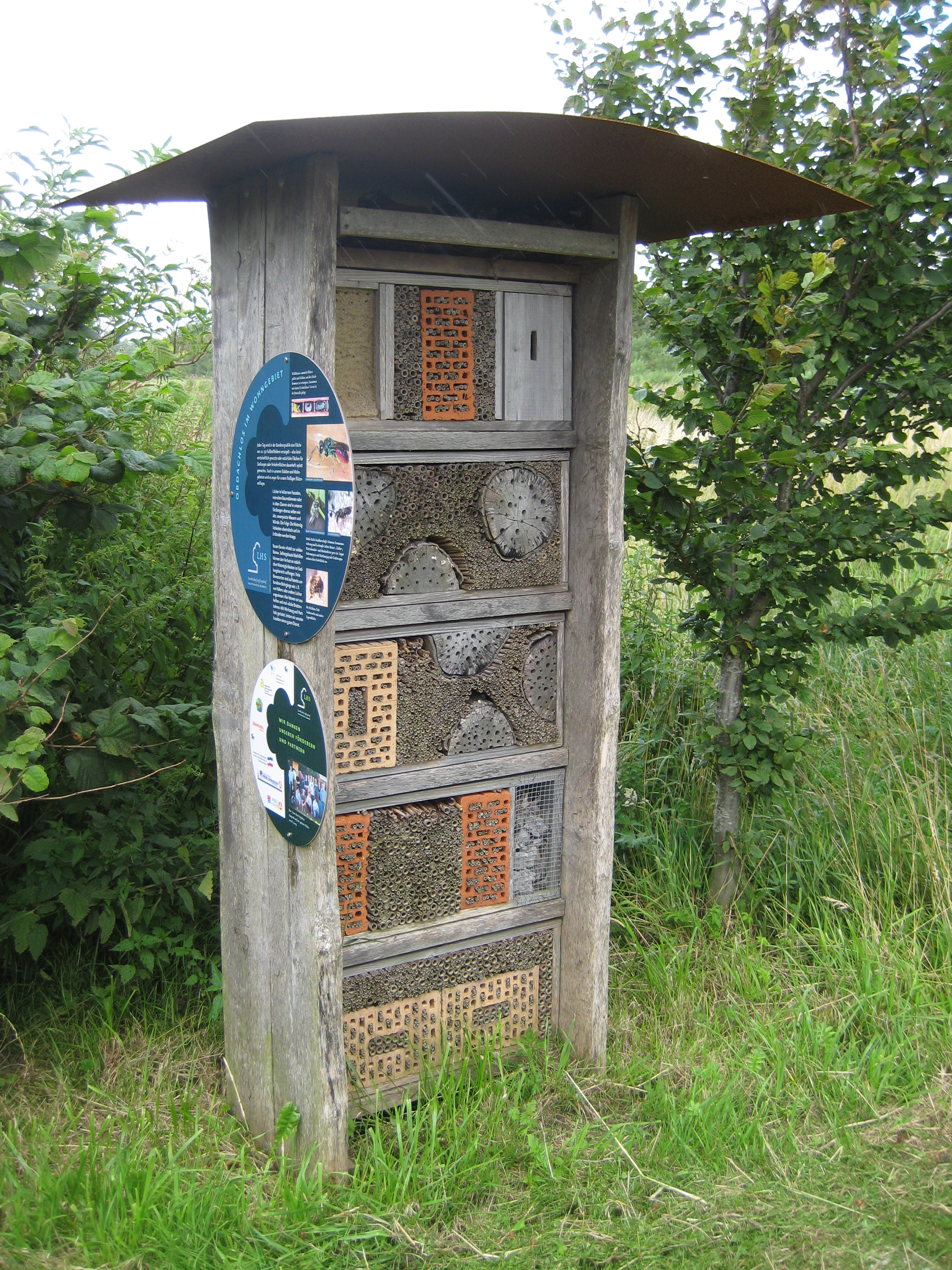
Schauanlage im Naturerlebnisraum „Koldenbütteler Marsch“

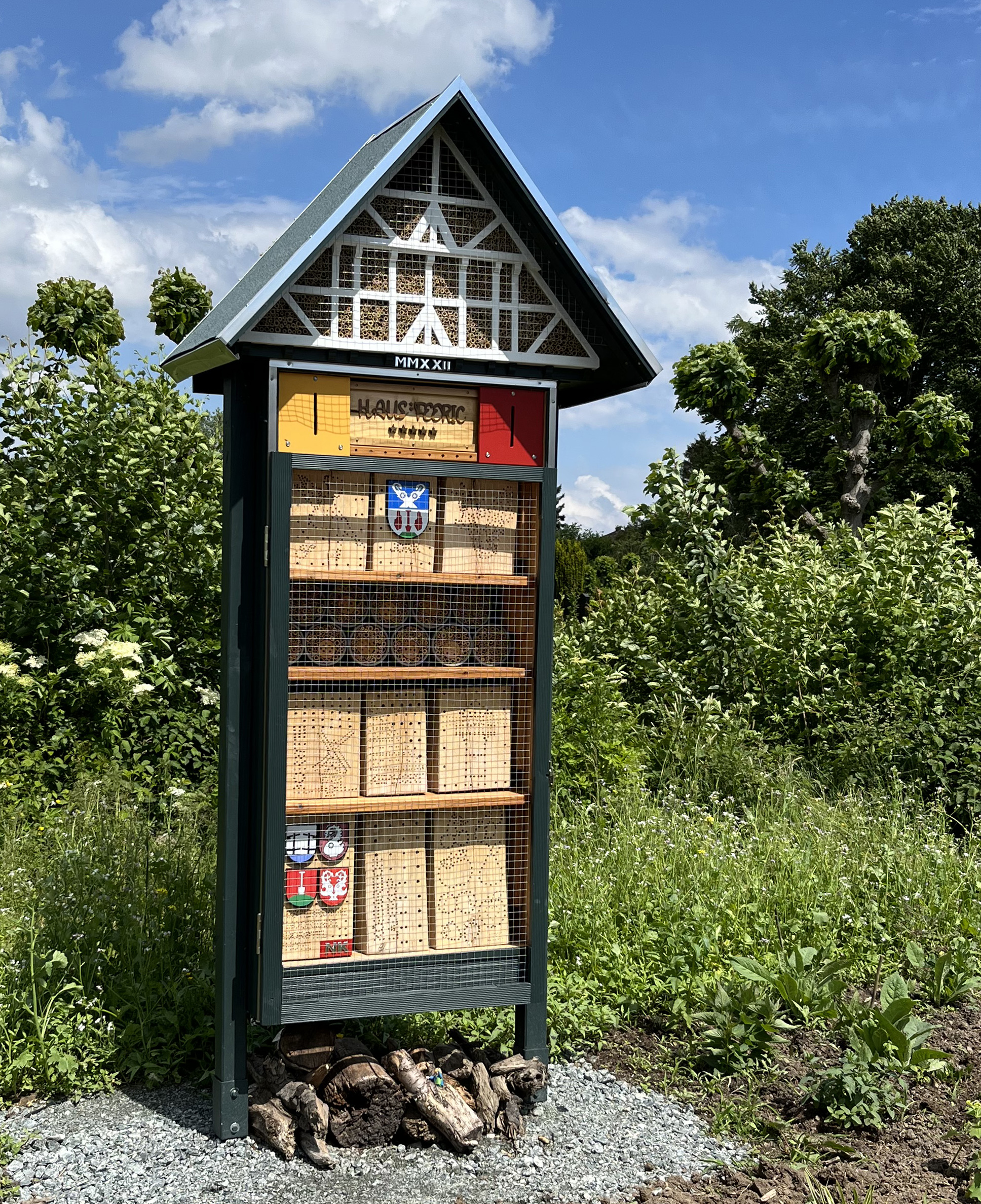
Wildbienenhaus in Estebrügge

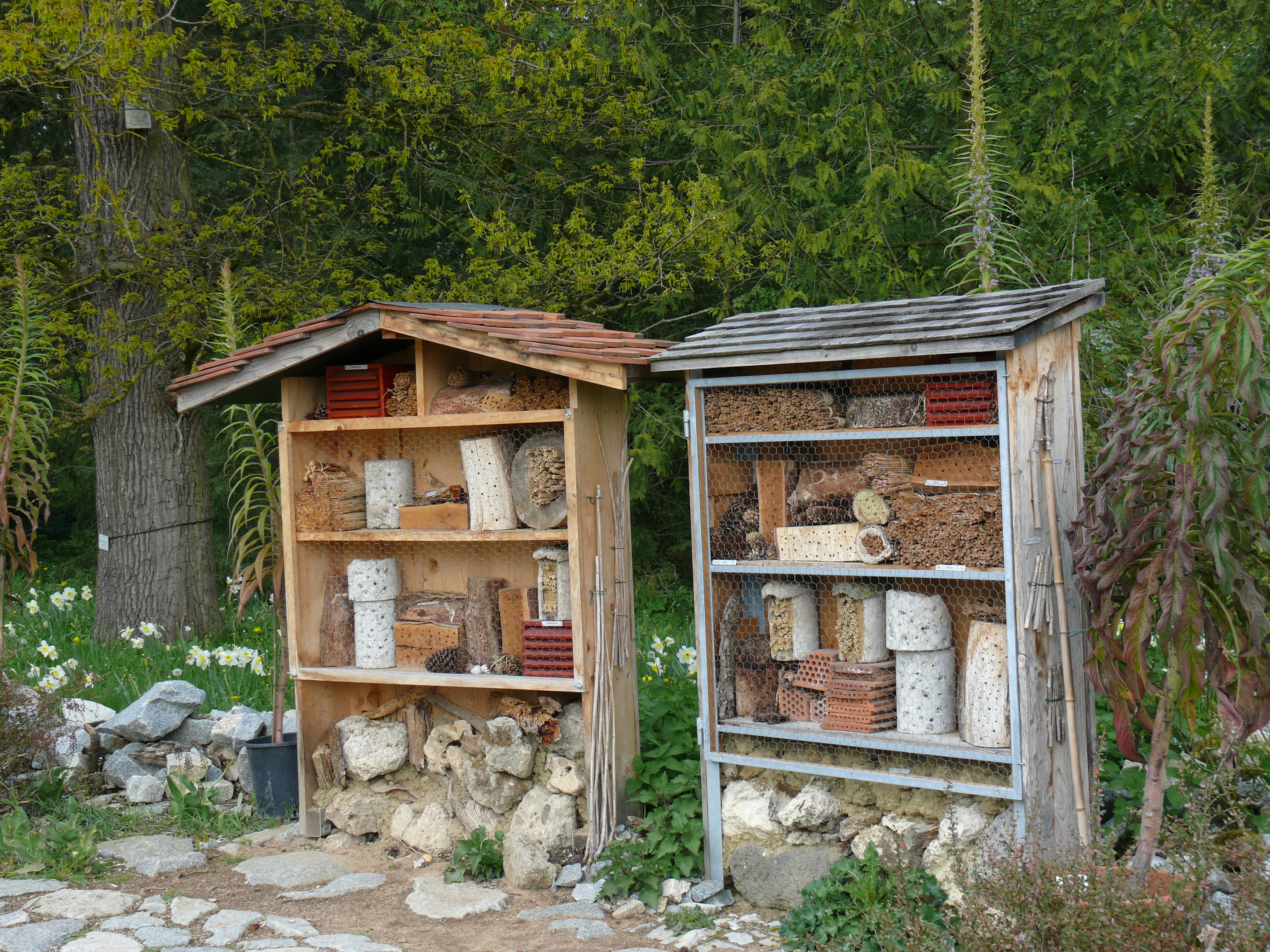
Zwei Insektennisthilfen im Botanischen Garten München

Insektenhotels oder Insektenhäuser, seltener auch als Insektenasyle, Insektenwände, Insektenkästen oder Nützlingshotels bezeichnet, sind künstlich geschaffene Unterschlupf-, Nist- und Überwinterungshilfen für Insekten. Die Bezeichnungen werden entweder als Oberbegriffe für die unterschiedlichen insektengruppenspezifischen Bauformen (wie Wildbienenhotels, Ohrwurmhotels) verwendet oder sollen eine Bauform als Kombimodell für verschiedene Insektengruppen charakterisieren.
Erste Wildbienenkästen wurden von Privatleuten in England bereits um 1840 gebaut. Diese dienten damals Beobachtungszwecken, können aber als Vorläufer der für mehrere Insektengruppen geeigneten Insektenhotels gelten. Insektenhotels finden seit den 1990er Jahren vor allem bei naturnahen Gärtnern und in der Schulbiologie zunehmend Verbreitung. Als praktisch von jedermann mit geringem Aufwand umsetzbare Insektenschutzmaßnahmen wurden die Einrichtungen insbesondere von zahlreichen europäischen Naturschutzverbänden bekannt gemacht, eine wichtige Rolle spielen sie auch im Rahmen der Permakultur.
Neuere Untersuchungen stellen die Nützlichkeit von Bienenhotels infrage. Die hohe Populationsdichte begünstigt schlimmstenfalls die Verbreitung von Parasiten. Sie kann Bienenvölker anfälliger für Raubtiere machen. Wespen und invasive Arten scheinen offenbar mehr von Insektenhotels profitieren als heimische Wildbienen. Wildbienenschutz besteht eher aus dem Schaffen von naturnahen Gärten mit offenen Böden, Totholz und regionalen Blühpflanzen.
Insektenhotels werden von Heimwerkern selbst gebaut oder im Handel in verschiedenen Größen und mit unterschiedlichen Ausstattungen als Bausätze oder Fertigmodelle angeboten. Die Formenvielfalt reicht von kleinen kreativen Einzelbauten bis zu großen, meist wand- oder schrankartigen Modellen. Große und individuell gestaltete Insektenhotels werden oft in Eigenarbeit von Naturschutzgruppen errichtet oder von Unternehmen des Garten- und Landschaftsbaus oder Werkstätten für behinderte Menschen realisiert. Große Insektenhotels werden freistehend errichtet, an Bäume oder vorhandene Gebäudewände angelehnt oder vorgebaut. Der Begriff Insektenhotel entstand umgangssprachlich in Anlehnung an das hausartige Erscheinungsbild moderner Anlagen, die durch freistehende mehrstöckige Bauweise und – zum Schutz vor Witterungseinflüssen – ausgeprägte Dachkonstruktionen auffallen.

## Motivation, Nutzen
Durch intensive menschliche Eingriffe in die Naturlandschaft – unter anderem durch umfangreichen Pestizideinsatz im Acker- und Gartenbau sowie durch die auch in Privatgärten vorhandene Tendenz zur „aufgeräumten“ Landschaft – sind nur noch wenige natürliche Insektenlebensräume vorhanden, wie offene Lehmtrockenhänge oder Totholz. Diese Vorgänge werden als Habitatvernichtung bezeichnet.
Nicht nur in der freien Natur, auch in Gärten helfen viele als Nützlinge angesehene Insekten wie Hummeln, Wildbienen, Schlupf-, Falten-, Grab- und Wegwespen, Florfliegen oder Ohrwürmer durch Bestäubung und als kostenlose biologische „Schädlingsbekämpfer“, das ökologische Gleichgewicht zu bewahren. In Obstplantagen und Gewächshäusern werden gezielt Insektenhotels angelegt, um die Bestäubung zu fördern. Darüber hinaus werden Insektenhotels auch zu Lehrzwecken errichtet, etwa für die breite Öffentlichkeit bei Gartenschauen und in Parkanlagen oder von Schulen, die Kindern die Biologie der Insekten und praktischen Naturschutz anschaulich nahebringen wollen. Insektenhotels leisten einen wichtigen Beitrag zur Umweltbildung, weil das Beobachten der Wildbienen beim Nestbau einfacher möglich ist, als Bienennester in der Natur zu finden.

## Kritik, Artenschutz
Insektenhotels tragen in aller Regel nicht dazu bei, Rote-Liste-Arten zu schützen und können daher nicht als direkter Artenschutz verstanden werden.
Sie fördern ausschließlich oberirdisch brütende Insektenarten und werden überwiegend von häufig vorkommenden Kulturfolgerbienen (zum Beispiel der Roten Mauerbiene (Osmia bicornis)) besiedelt. Selten vorkommende Insekten leben meist in Abhängigkeit von besonderen Pflanzenarten, teilweise auch in Verbindung mit besonderen Lebensraumstrukturen, wie Steilwänden und Sandflächen. Ein Großteil der Wildbienenarten brütet unterirdisch. Um das Vorkommen seltener Bienenarten zu fördern, ist es wichtig, auf Pestizide zu verzichten und vorhandene monotone Rasenflächen in Wildblumenwiesen mit heimischen Pflanzenarten umzuwandeln, indem man die Flächen nur noch ein- bis zweimal im Jahr mäht. Trampelpfade, die durch die Wiesen führen, sind wünschenswert, weil die meisten Bienenarten, die im Boden nisten dafür bewuchsfreie Zonen brauchen. Zusätzlich kann man diese Flächen mit Totholz, Steinhaufen und Sandflächen aufwerten.
Einige Naturschutzgruppierungen ziehen mittlerweile auch den umweltpädagogischen Nutzen von Insektenhotels in Zweifel, der allenfalls unter kundiger edukativer Begleitung gewährleistet werden könne, in der Regel aber nicht stattfindet. Als weitere Argumente werden angeführt, dass …
- … künstliche Nisthilfen der Schnelllösung, der Gewissensberuhigung und dem „Ablasshandel“ dienten: Man meint, einen Beitrag geleistet zu haben und das Thema Insektensterben sei abgehakt. Gemeinden, Firmen, Landwirte nutzen sie als einfaches und billiges Mittel zum Greenwashing.
- … die irrige Meinung gefördert werde, künstliche Nisthilfen dieser Art leisteten einen echten Beitrag zu Natur- und Artenschutz
- … für weitaus wirkungsvollere Maßnahmen wie die Renaturierung von Lebensräumen und die Umsetzung anderer Umweltziele kein offenes Ohr mehr bestehe
- … die in Baumärkten, Gartencentern und im Internet angebotenen Nisthilfen mit wenigen Ausnahmen aus Gründen der Gewinnmaximierung nicht fachgerecht konstruiert und befüllt sind. Damit seien hinsichtlich der Besiedlung Misserfolge und Enttäuschungen vorprogrammiert, was auch eine skeptische oder gar ablehnende Haltung gegenüber professionellen Naturschutzmaßnahmen aufkommen lassen könne.

## Spezifische Modelle für bestimmte Insektengruppen

### Wildbienenhotel
Ausschließlich mit Nistgelegenheiten für Wildbienen bestückte Anlagen werden als Wildbienenhotels bezeichnet. Sie werden aber in der Regel nicht nur von Solitärbienen wie Mauer-, Scheren-, Löcher-, Blattschneider- und Maskenbienen, sondern auch von Einsiedlerwespen wie Töpfergrabwespen, Blattlaus-Grabwespen, Lehm- und Goldwespen besiedelt. Anders als Bienenstöcke mit Honigbienen stellen diese Anlagen aber keine Gefahr dar. Alle diese Arten sind absolut friedfertig gegenüber Menschen und Haustieren, da sie keinen Staat oder Honigvorräte zu verteidigen haben.

#### Bauformen
Die Bauformen von Wildbienenhotels sind sehr vielgestaltig. Im Privatbereich überwiegen kleine und mittlere, meistens wandhängende Behausungen. Diese sind oftmals optisch ansprechend gestaltet, für eine erfolgreiche Brut jedoch oft unzureichend und fehlerhaft konstruiert. Für Demonstrationszwecke werden häufig größere, meistens freistehende Anlagen errichtet, z. B. in Botanischen Gärten, auf Natur-Lehrpfaden oder auf Schulgeländen. Für Bestäubungszwecke im Erwerbsobstbau sind ebenfalls größere, standardisierte Anlagen üblich, die meistens eine oder einige wenige Bienenarten beherrbergen.

#### Überdachung und Witterungsschutz
Bei allen Bauformen und -größen sollte ein ausreichender Witterungsschutz gegeben sein. Alle Nistmaterialien in Wildbienenhotels müssen atmungsaktiv sein und sind daher in der Regel nur bedingt regenabweisend; zu viel Feuchtigkeit begünstigt aber die Verpilzung der Brut und lässt die meisten Nistmaterialien vorzeitig altern und verwittern. Aus diesem Grund sollten Wildbienenhotels entweder unter Dachüberständen von Gebäuden aufgestellt werden oder ein eigenes Dach besitzen. Andererseits sollten die Dachüberstände aber auch das Inventar so wenig wie möglich verschatten, damit die Brut die erforderliche Wärme bekommt. Damit bieten sich transparente Plexiglas-Platten ausreichender Stärke oder halbtransparente, meistens gewellte Lichtplatten für die Dachkonstruktion an.

#### Schutz vor Fressfeinden
Insbesondere Meisen und Spechte sind als Fressfeinde bekannt. Die meisten Wildbienenarten schließen zwar die Belegung einer Niströhre ganz außen mit einer Leerzelle ab, was aber nur bei sehr harten Nistmaterialien wie Bambus oder Terrakotta erfolgreich verhindert, dass Feinde an die bewohnten Brutzellen gelangen können. Weichere Nistmaterialien wie Schilf oder Holzbeton halten den harten Vogelschnäbeln nicht stand. Daher sollten entweder die gesamte Anlage oder zumindest partiell die gefährdete Nistkomponenten z. B. durch Kleintier-Drahtgitter gegen Vögel geschützt werden. Dabei ist ein ausreichender Abstand zu den Nistgängen von mindestens 5 cm einzuhalten. Bewährt hat sich auch ein Vorhang etwa 20 cm vor der Anlage. Die Maschenweite sollte ca. 3 cm betragen.

#### Größere Anlagen für Demonstrationszwecke
Für die Grundkonstruktion größerer freistehender Insektenhotels werden meistens lange Kanthölzer verwendet, die zu einem Gerüst ähnlich einem rechteckigen Schaukasten verbunden werden. Die Seitenflächen und die Rückseite werden typischerweise mit Holzbrettern geschlossen – eine geschlossene Rückseite ist für den Wetterschutz des Inventars und eine bessere Wärmehaltung wichtig. Der Nutzraum wird zumindest waagerecht durch hölzerne Regalböden unterteilt, die entsprechend dem Gewicht des Inventars dimensioniert sein müssen. Oftmals werden die Ebenen auch noch zur besseren Lastverteilung und zur Bildung von Gefachen senkrecht unterteilt. Im Hinblick auf das Gesamtgewicht samt Inventar und zusätzliche Windlasten kommen solche Konstruktionen in der Regel nicht ohne Betonfundamente aus. Bei Verwendung von Einschlagbodenhülsen muss die Windlast durch zusätzliche Diagonalstützen abgefangen werden. Ein direktes Einlassen der hölzernen Ständer ins Erdreich kommt nicht in Frage, da die Partien mit Erdanschluss zu schnell abfaulen würden. Als oberer Abschluss der Konstruktion wird ein Schrägdach aufgesetzt.

#### Größere Anlagen für Bestäubungszwecke im Erwerbsobstbau
Im Erwerbsobstbau werden vermehrt Mauerbienen zur Bestäubung eingesetzt, da diese eine vielfach höhere Bestäbungsleistung gegenüber z. B. der Honigbiene haben und bereits bei geringeren Temperaturen fliegen. Bei Apfelplantagen geht man z. B. davon aus, dass zur Erlangung von Vollertrag pro Hektar etwa 400 Mauerbienen-Weibchen und mindestens 400–600 Männchen notwendig sind. Für die Ausbringung und Nachzucht der Tiere werden in den Plantagen in Distanzen von 300 – 500 m Mauerbienenhotels installiert, die üblicherweise aus Batterien von Nistblöcken aus gestapelten MDF-Nistbrettchen bestehen. Durch die massenhafte Vermehrung ist deren Bestand gesichtert.

#### Beobachtungsnistkästen

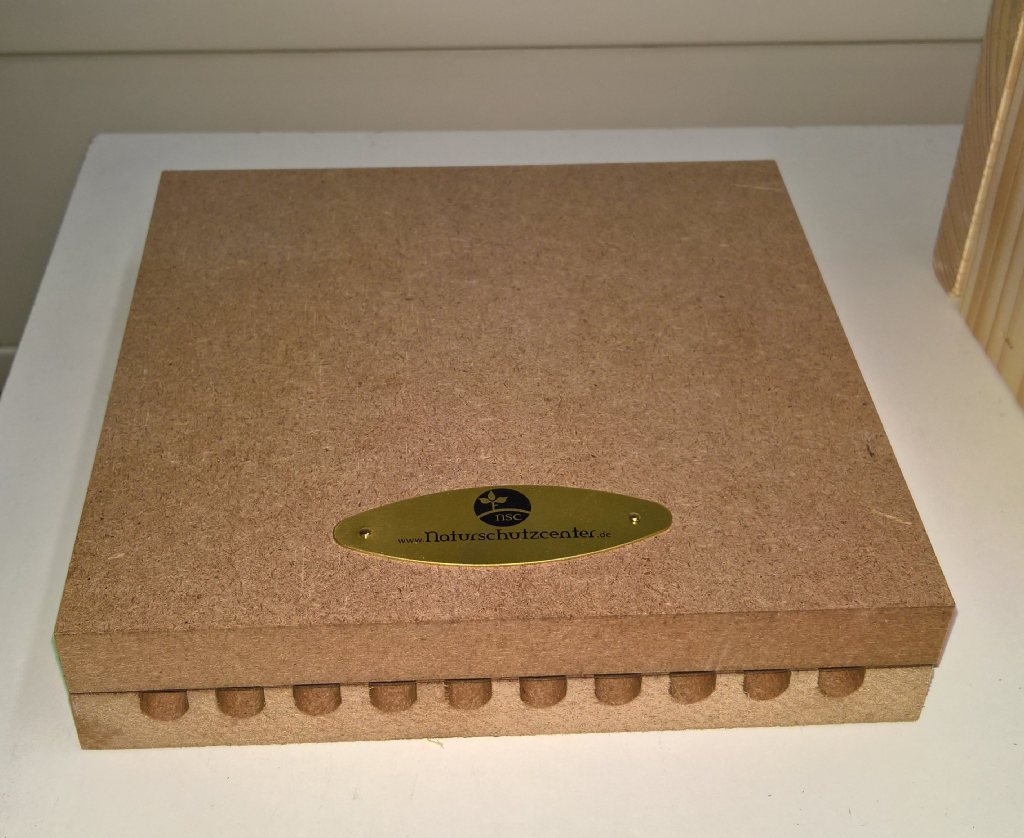
Zugeklappter MDF-Beobachtungskasten

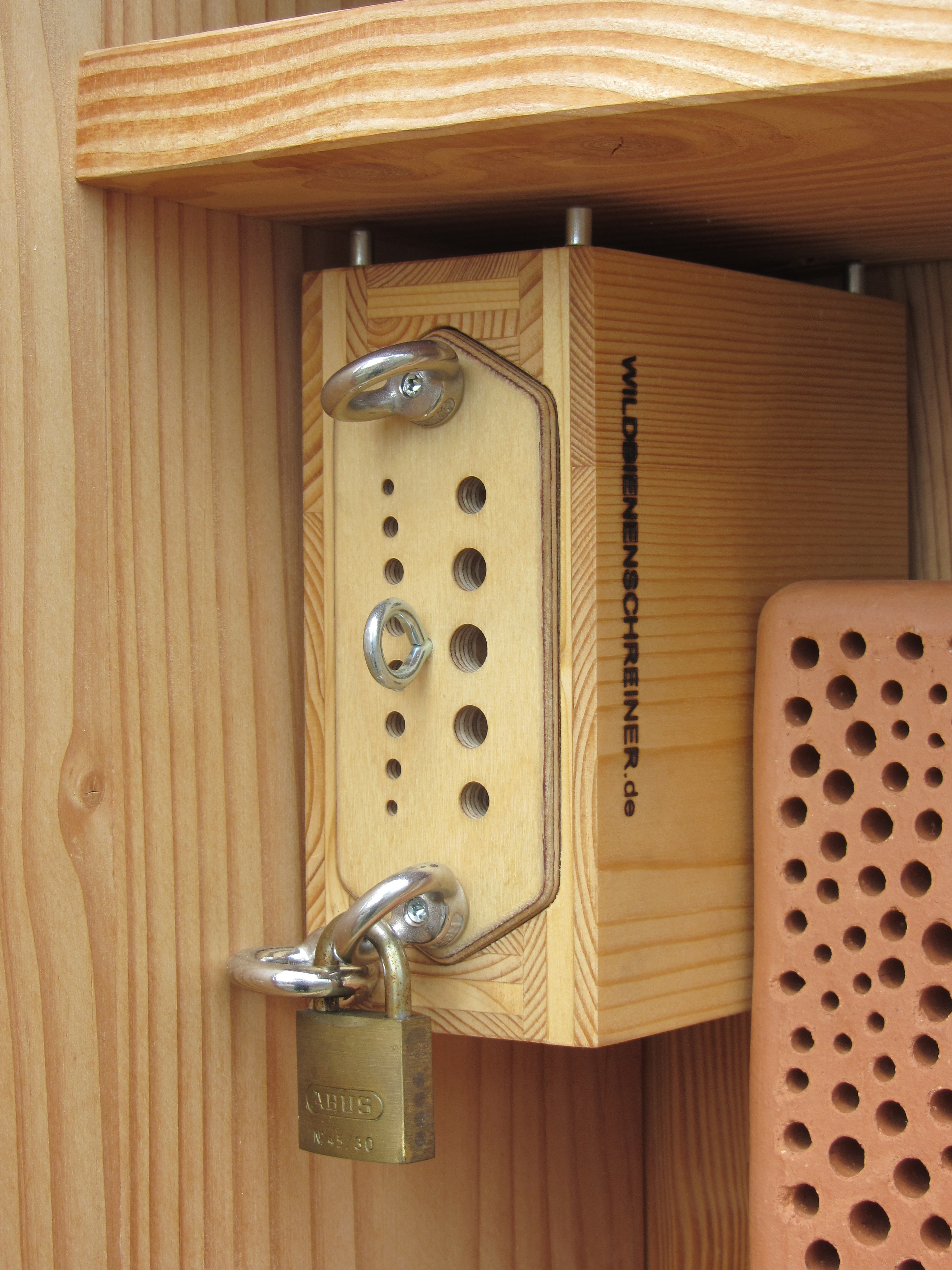
Wildbienenspion mit diebstahlgesichertem Einschub

Im Handel werden verschiedene Beobachtungsnistkästen angeboten, um zu umweltpädagogischen Zwecken Einblicke in die belegten Brutröhren zu ermöglichen.
Einige Modelle solcher Beobachtungsnistkästen verwenden transparente Plastikröhrchen als Brutröhren. Versuche des Biologen Fritz Brechtel haben 1986 gezeigt, dass in den Plastikröhrchen auch bei Verwendung luftdurchlässiger Verschluss-Stopfen aus Schaumstoff kein ausreichender Luft- und Feuchtigkeitsaustausch gewährleistet ist. Dadurch kommt es vermehrt zu Schimmelbildung in den Brutzellen, außerdem können die Bienenlarven ersticken. Bei den Untersuchungen wurden Mortalitätsraten von rund 14 % bei der Natternkopf-Mauerbiene und über 93 % bei der Gewöhnlichen Maskenbiene ermittelt.
Bewährt haben sich dagegen Beobachtungsnistkästen, bei denen die Brutröhrenwandungen zu rund 75 % ihres Querschnitts aus atmungsaktivem Material (Hartholz oder MDF) bestehen und nur die verbleibenden rund 25 % mit einer transparenten hermetischen Glas- oder Acrylglasplatte abgedeckt sind.

#### Inventar – Materialien und Aufbereitung
Das Inventar eines Wildbienenhotels (die darin angebotenen Nistmaterialien und deren Aufbereitung) entscheidet ganz wesentlich darüber, ob eine Anlage von den Insekten angenommen oder gemieden wird. Ungeeignetes Inventar kann im schlimmsten Fall die Tiere sogar verletzen oder ihren Bruterfolg gefährden.

#### Beschaffenheit der Nistgänge
Fast alle Nistmaterialien bieten den Insekten röhrenförmige Nistgänge an, die entweder schon von Natur aus so beschaffen sind (pflanzliche Stängel wie Schilf, Bambus) oder künstlich hergestellt werden (Pappröhrchen, zylindrische Sacklöcher in gebranntem Ton oder in Holzbeton, Bohrungen in Holz). Für alle Ausführungsarten gelten gleichermaßen die folgenden Anforderungen und Empfehlungen.

#### Durchmesser der Brutröhren

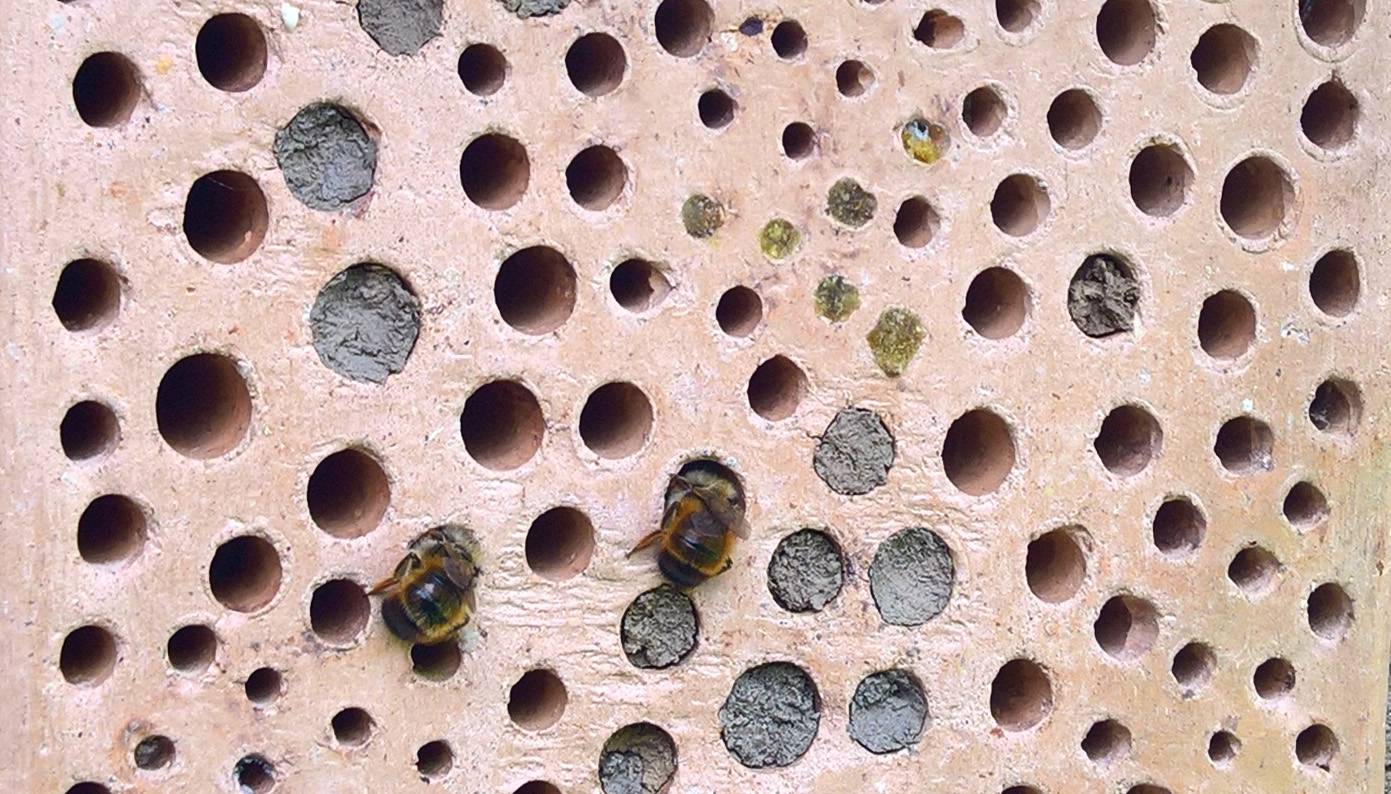
Rote Mauerbienen (osmia bicornis) bei der Arbeit. Baumharz als Verschluss der Löcher deutet auf eine Löcherbiene.

Solitäre Wildbienen und auch Wespen haben verschiedene Körpergrößen und damit auch verschiedene Bedürfnisse an die Durchmesser ihrer Nistmöglichkeiten. Sie bevorzugen Löcher, in die sie gerade noch hineinschlüpfen können. Grund dafür ist die Minimierung des Materialverbrauches beim Bau der einzelnen Brutzellen.
- Maskenbienen, Löcherbienen und solitäre Wespen: 2–4 mm
- Scherenbienen: 3–5 mm
- Stahlblaue Mauerbiene 4–5 mm
- Rostrote Mauerbienen, Blattschneiderbienen: 5–7 mm
- Gehörnte Mauerbiene: 6–9 mm

Nur im Notfall weichen die Tiere auch auf etwas größere Durchmesser aus, wenn keine passenderen Nistmöglichkeiten in der Nähe vorhanden sind. Lochdurchmesser größer 9 mm werden kaum oder gar nicht von Wildbienen angenommen. Sie dienen höchstens als nächtlicher Ruheplatz oder für andere Insekten.
Bei vielen käuflichen oder selbst gebauten Wildbienenhotels dominieren die größeren Brutröhrendurchmesser zwischen 6 und 9 Millimetern. Im Hinblick auf die Verteilung der zu erwartenden Nistgäste sollten aber im Gegenteil eher die kleineren Durchmesser zwischen 3 und 6 mm in Überzahl angeboten werden.
- Anteil der Brutröhrendurchmesser 3–6 mm: ca. 75 Prozent
- Anteil der Brutröhrendurchmesser 6–9 mm: ca. 25 Prozent

#### Brutröhrentiefe

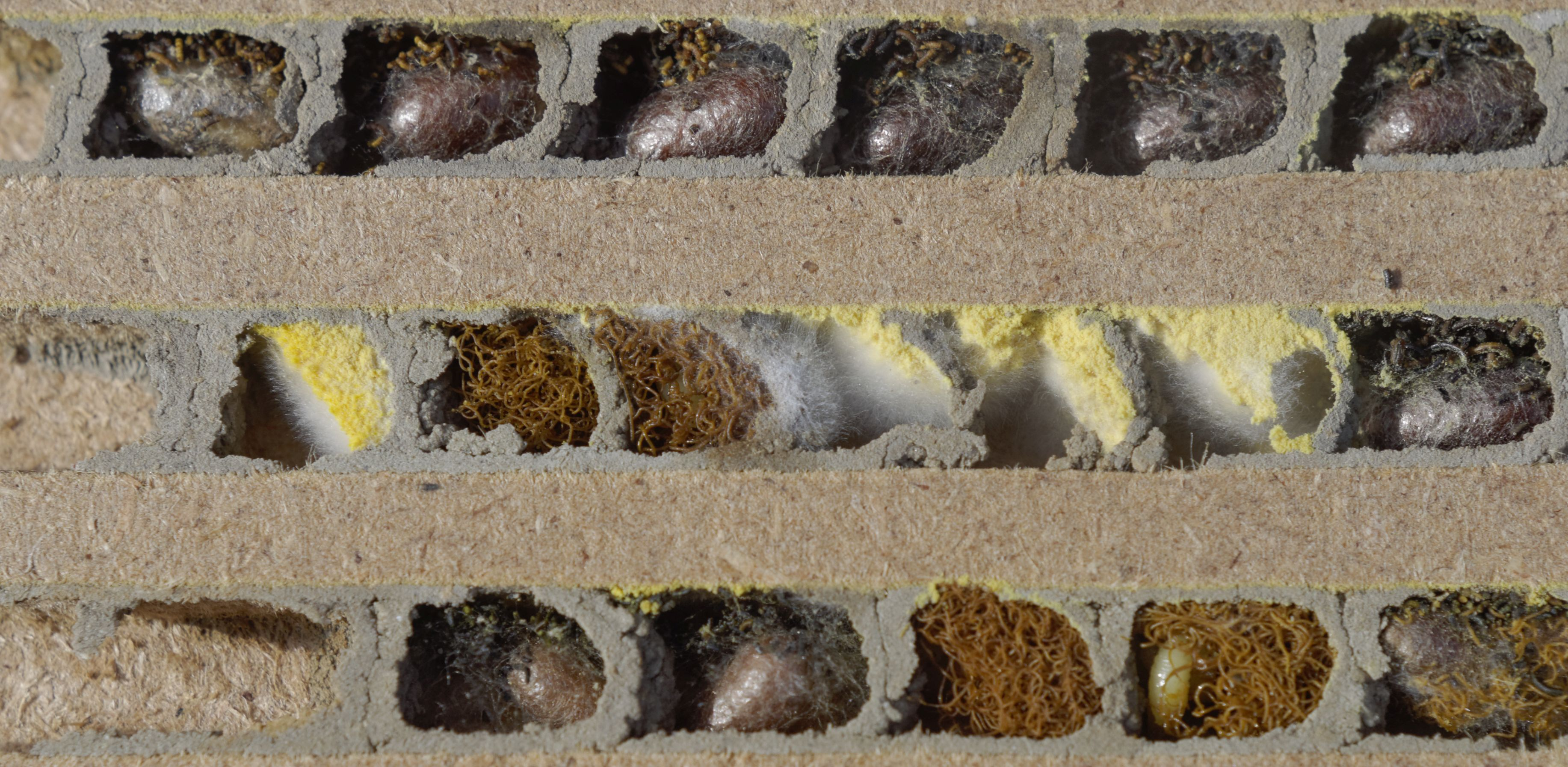
Geöffnetes Nistbrett: gesunde Mauerbienenkokons (obere Reihe), Pilzbefall (mittlere Reihe) und Parasiten (Mitte und unten)

Wildbienen besiedeln zur Not auch sehr kurze Brutröhren, um eine Fortpflanzung sicherzustellen. Für einen optimalen Bruterfolg sollten die Brutröhren aber mindestens eine Tiefe vom Zehnfachen ihres Durchmessers aufweisen. Damit können die Tiere eine ideale Brutzellenabfolge realisieren: In den hinteren Zellen in der Tiefe des Ganges wachsen üblicherweise weibliche Tiere heran, aus den vorderen Zellen schlüpfen Männchen. Als Abschluss legen die Tiere ganz vorne zum Schutz gegen Fressfeinde und Parasiten mit langem Legestachel üblicherweise eine Leerzelle an. Aus diesem Grund verschiebt sich bei einigen Wildbienenarten wie der Mauerbiene oder der Blattschneiderbiene das Geschlechterverhältnis zu Gunsten der Weibchen, je tiefer der Gang ist. Sehr tiefe Brutröhren werden aber auch nicht in beliebiger Länge belegt, so dass sich z. B. bei MDF-Nistbrettern eine Gangtiefe von 15 cm etabliert hat und Strangfalzziegel auf eine Länge von 20 cm halbiert werden.
Mit den üblichen Spiralbohrersets nach DIN 338 lassen sich Brutröhren gemäß dieser Empfehlung in Hartholz nur schwerlich herstellen. Längere Bohrer nach DIN 340, (oder auch DIN 1869 oder DIN 1870) erleichtern diese Arbeit sehr und sind in Baumärkten üblicherweise auch problemlos erhältlich.

#### Hinterer Brutröhrenabschluss
Die Brutröhren müssen an ihrem hinteren Ende abgeschlossen sein. Dabei kann es sich um einen natürlichen Abschluss handeln, indem z. B. Bambusstängel immer kurz hinter ihren Knoten abgeschnitten werden und somit die Bambusknoten als Abschlüsse fungieren. Die Abschlüsse können aber auch künstlich hergestellt werden, wobei möglichst natürliche und nur für die Tiere ungiftige Materialien zum Einsatz kommen dürfen. Ein hinterer Abschluss mit Gips, Lehm, Mörtel oder Wachs kann dabei zugleich als Fixierung wirken, so dass Vögel aus einem Stängelbündel keine Stängel herausziehen können. Bohrungen in Holz müssen immer als Sacklöcher ausgeführt werden.

#### Bohrlochanordnungen
Eine Anordnung der Bohrlöcher in regelmäßigen, sich wiederholenden Mustern erschwert den Bienen die Orientierung beim Anflug. Kreative oder chaotische Muster lassen die Bienen erheblich leichter zu ihrer gerade in Bearbeitung befindlichen Brutröhre finden. Bei monotonen Bohrlochmustern (z. B. bei MDF-Nistblöcken) können die Fronten zur besseren Orientierung der Bienen auch mit farbigen Mustern versehen werden.

#### Hohle Pflanzenstängel

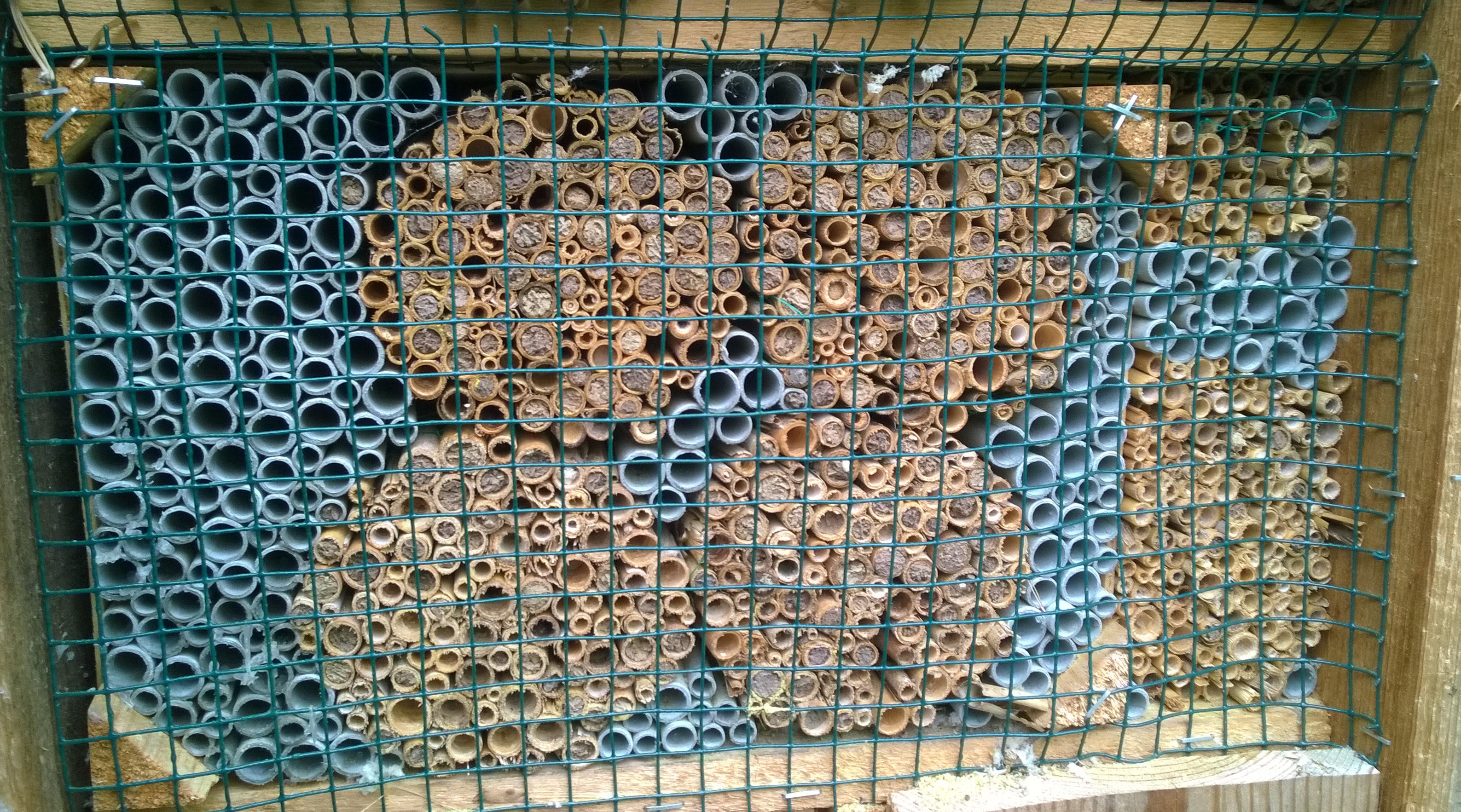
Schilf und Pappröhrchen in einer alten Mandarinenkiste und mit Kleintierdraht gesichert

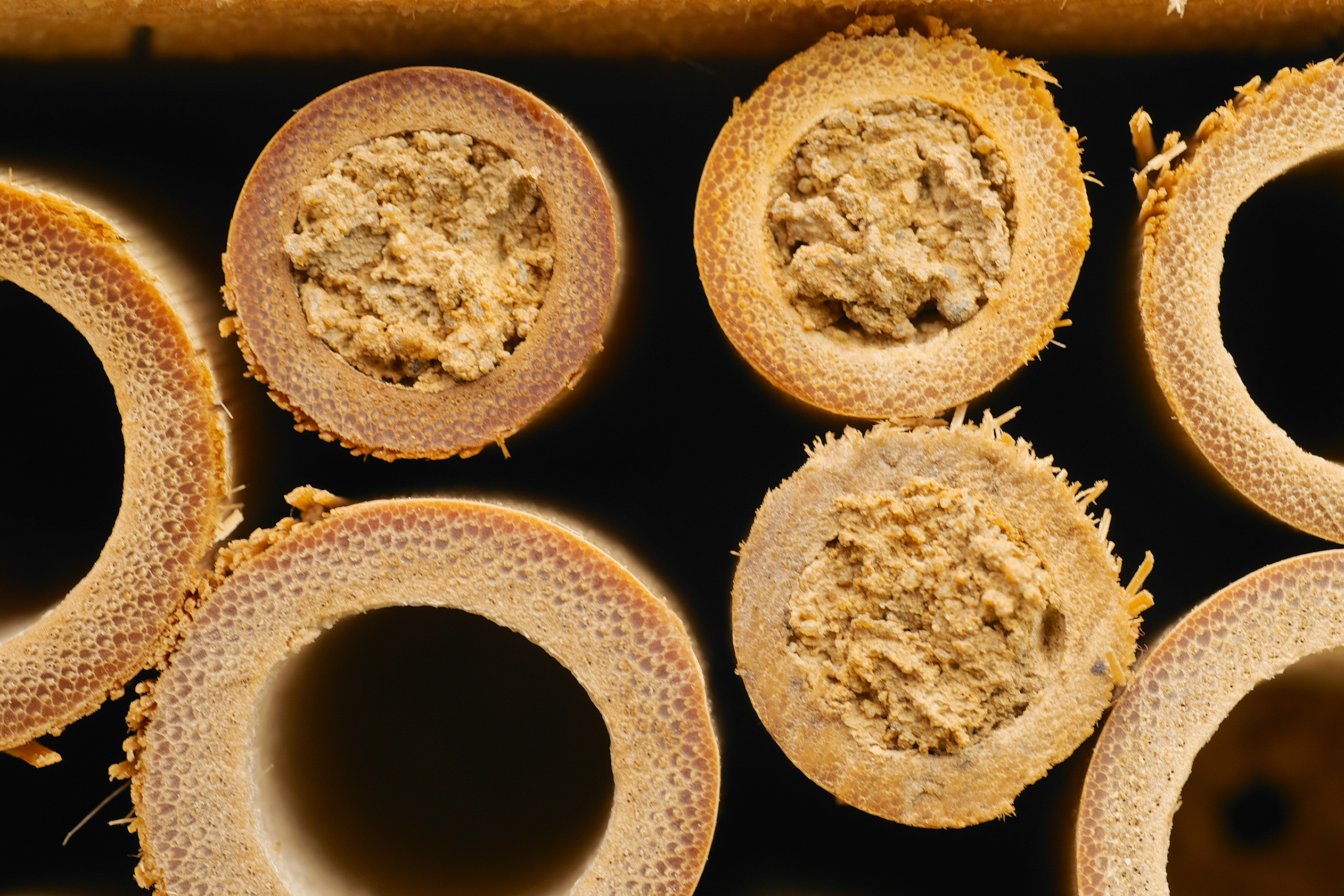
Insektenhotel mit Bambusrohren

In der Natur suchen sich viele Wildbienenarten als Nistgelegenheiten verschiedenste, in der Regel abgestorbene Pflanzenstängel, die auch als gut geeignetes Inventar für Wildbienenhotels Verwendung finden können.
Bambus ist eine der unkompliziertesten Möglichkeiten, da die Stängel sehr hart sind und beim Sägen nicht zum Splittern neigen. Die Bambusknoten eignen sich als natürliche hintere Abschlüsse der Brutröhren, so dass die Abschnitte nur noch auf die gewünschte Länge gekürzt werden müssen. Fressfeinde wie Vögel oder andere Insekten, die als Parasiten ihre Eier in die Brutkammern legen wollen, haben durch die Härte der Stängel kaum eine Chance.
Schilfrohr/-matten, Stroh (besonders geeignet ist Roggenstroh), Japanischer Knöterich oder andere Pflanzenstängel sind wesentlich weicher und benötigen daher mehr Sorgfalt und besondere Werkzeuge, z. B. feine Handsägen oder elektrische Band- oder Dekupiersägen. Zerquetschte oder ausgefranste Halme gefährden die Insekten bzw. den Bruterfolg und werden in der Regel nicht besiedelt. Schilfstängel lassen sich selbst mit einer perfekt geschärften Gartenschere nicht schneiden, ohne durch den Druck der Klingen längs zu splittern, so dass sie keine intakten Brutröhren mehr darstellen. Nach ausgiebigem Einweichen können Schilfstängel dagegen recht gut mit einer feinzähnigen Säge geschnitten werden. Außerdem werden von einigen Internetanbietern fachgerecht vorkonfektionierte Schilfstängel in verschiedenen Längensortierungen angeboten.
Hohle Pflanzenstängel brauchen einen Wetterschutz und eine Fixierung, damit sie nicht von Wind oder Vögeln weggetragen werden können. Stängelbündel können mit Kabelbindern zusammengeschnürt oder in leeren Konservendosen oder zugeschnittenen Plastikrohren zusammengezwängt werden.

#### Markhaltige Pflanzenstängel

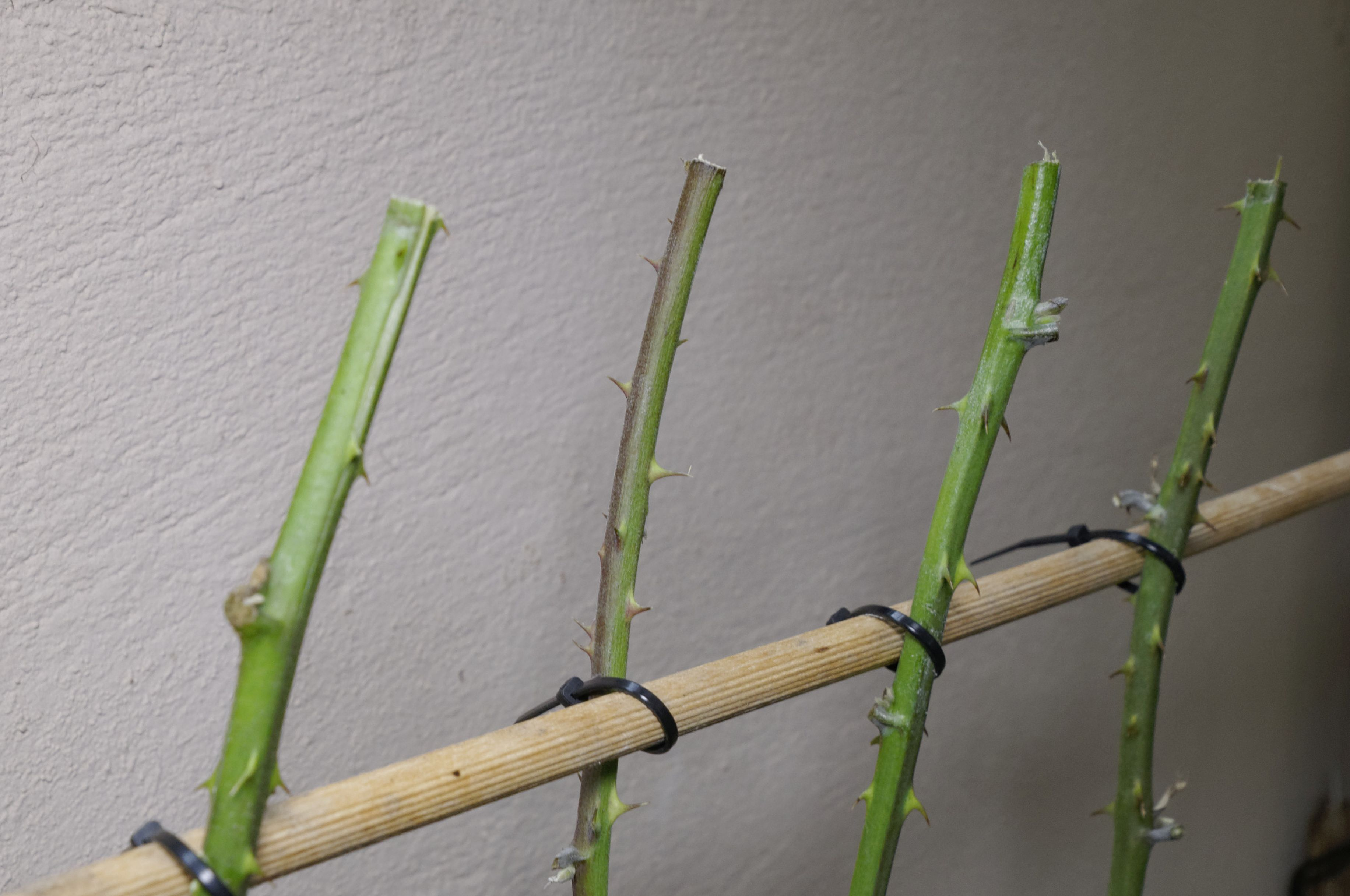
Markhaltige Pflanzenstängel mit Kabelbinder an Leisten gespannt

Einige Wildbienenarten nisten vorzugsweise in markhaltigen Pflanzenstängeln. Nur die robuste Dreizahn-Mauerbiene Hoplitis tridentata ist selbst in der Lage, mit ihren Mundwerkzeugen seitlich ein Loch in die zähen, verholzten Stängelwände zu nagen. Die anderen markstängelorientierten Wildbienenarten sind auf an- oder abgebrochene Stängel angewiesen, wo sie an den Bruchstellen leichten Zugang zu dem weichen Pflanzenmark haben und dort ihren Nistgang hineinnagen können. Die Bienen bevorzugen dabei die stehengebliebenen Stängelteile gegenüber den auf die Erde gefallenen Stängelspitzen, die infolge des Erdkontaktes meistens schneller verrotten. Daher werden diese Wildbienenarten bei ihren Nistplatz-Suchflügen durch ein genetisch fest einprogrammiertes Suchmuster zu stehenden, senkrechten Strukturen geleitet, die dann näher auf ihre Tauglichkeit untersucht werden. Gebündelte waagerechte Strukturen entsprechen nicht diesem Suchmuster und werden daher in der Regel von den Bienen übersehen, wenngleich sie mit ihren übrigen Eigenschaften gut geeignet wären.
Wer markstängelorientierten Wildbienenarten Nistgelegenheiten anbieten will, sollte dazu Stängel von Brombeeren (werden am besten angenommen), Himbeeren, Heckenrosen, Königskerzen, Disteln, Kletten, Beifuß, Sommerflieder oder Herzgespann (Holunder wird kaum angenommen) auf Längen von 50 bis 100 cm schneiden. Solche Stängelabschnitte sollten dann einzeln (ungebündelt) und aufrecht z. B. entlang von Zäunen, an Pergolen, Wänden, Blumenkästen angebracht werden. Zum Fixieren kommen Bindedraht, Kabelschellen, Kabelbinder, Bindfaden oder zur Not auch Heißkleber in Betracht. Erdkontakt, der zu vorzeitigem Verrotten führen würde, sollte vermieden werden.

#### Nistgelegenheiten aus Tonmineralien

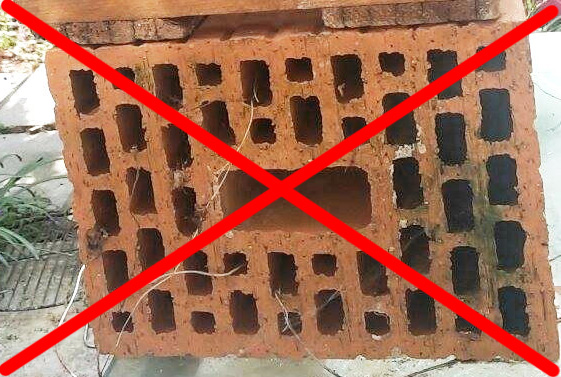
Häufiger Fehler: Verwendung von Hohllochziegeln

Ein weit verbreiteter Fehler ist die Verwendung von Hohllochziegeln, deren meist rechteckige oder zu große Kammerquerschnitte nicht zur Besiedlung angenommen werden. Als Halterungen für hohle Stängel eignen sich die Hohllochziegel dagegen sehr gut. Ebenfalls völlig ungeeignet sind – auch wegen ihres sehr hohen Wasseraufnahmevermögens – Kalksandsteine und Porenbetonsteine.

#### Bienensteine aus gebranntem Ton oder Holzbeton

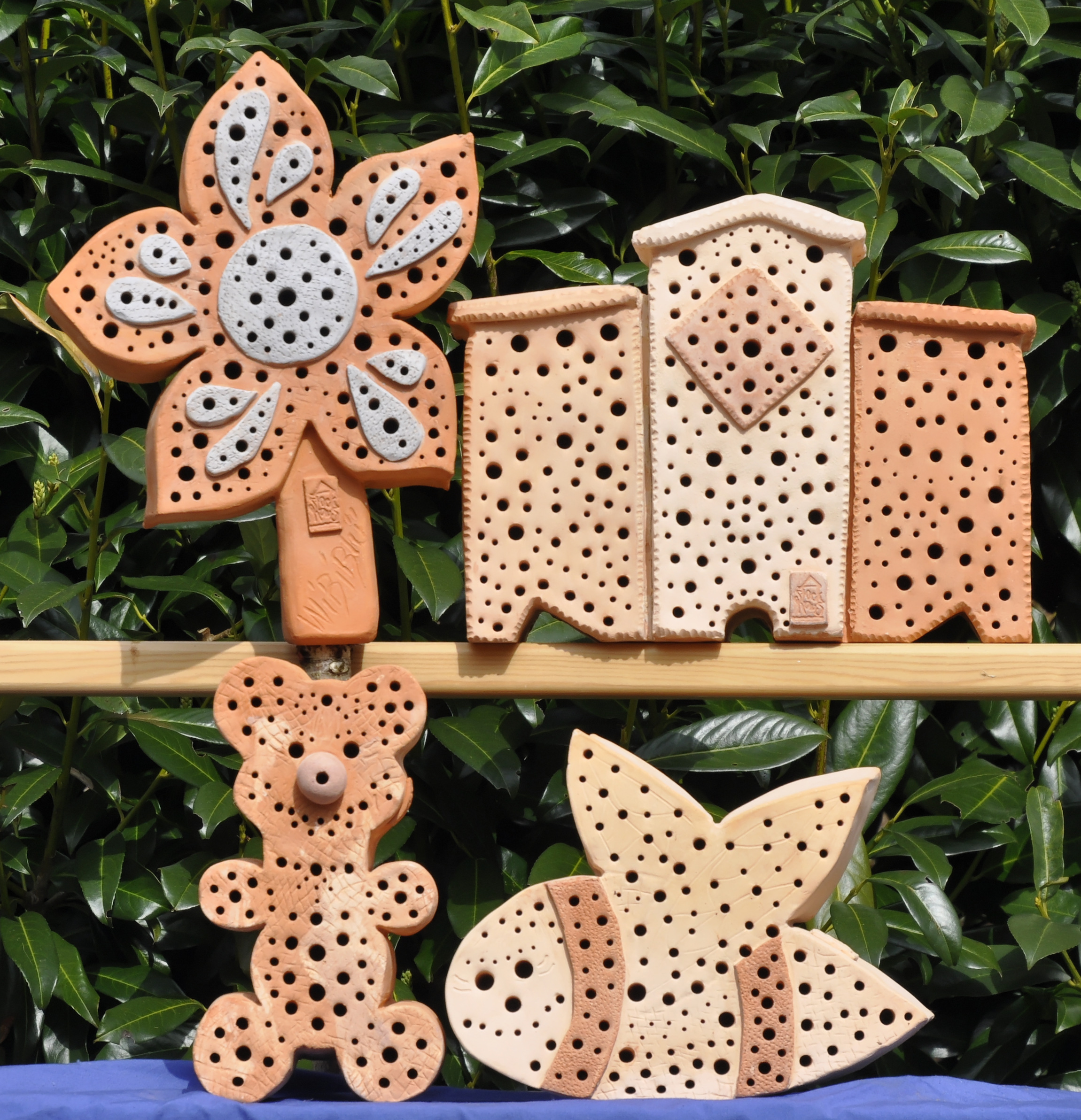
Künstlerisch gestaltete Wildbienenhotels aus gebranntem Ton

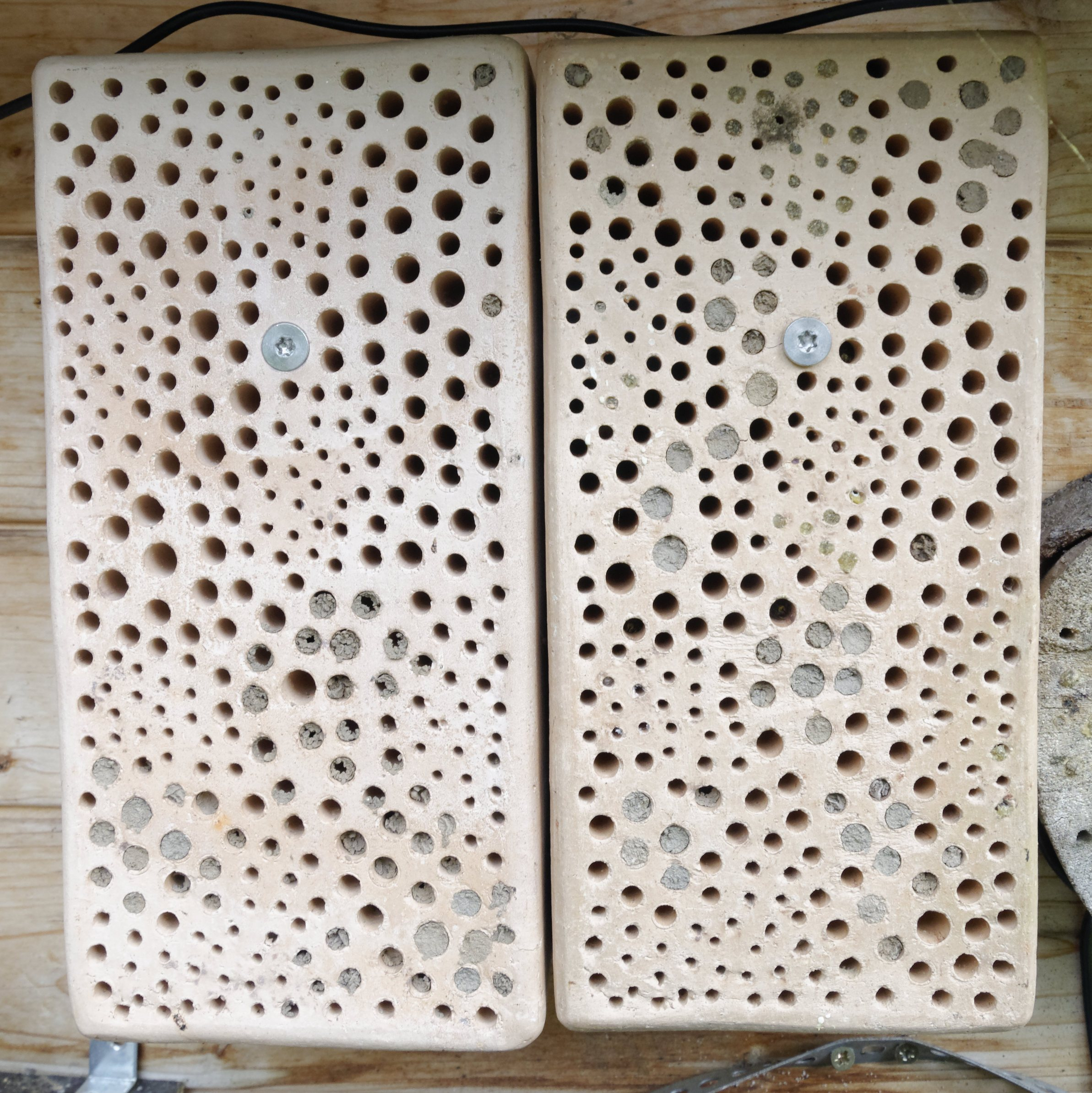
Der Bienenstein mit über 331 Nistgängen

1998 entwickelte der Biologe Volker Fockenberg seine erste Insektennisthilfe aus gebranntem Ton und nannte sie Hotel zur Wilden Biene. Diese Nisthilfe hatte 180 Nistgänge mit Durchmessern von 2–11 mm. Aus diesem ersten Produkt entwickelte sich der Bienenstein mit über 331 Nistgängen. Geht man von vier Brutzellen pro Nistgang und einer Vollbelegung aus, so hätten über 1300 Insekten auf sehr kleinem Raum die Möglichkeit zur Entwicklung.
Die Produktion dieser Steine erfolgt nach einem über 300 Jahre alten Vorbild in einer Ziegel-Trockenscheune, da die behutsame und langsame Trocknung Trocknungsrisse verhindert. Die aufwendige Herstellung und eine Brenntemperatur von 996 °C bewirken einen offenporigen und atmungsaktiven Ton, der die Verpilzung der Brutkammern verhindert. Der gebrannte Ton verwittert nicht und stellt sogar für Spechte ein unüberwindbares Hindernis dar.
Im Laufe der letzten Jahre haben einige Künstlerinnen diese Idee auf künstlerische gestaltete Formen abgewandelt und bieten eine Kollektion aus verschieden gestalteten Tonfiguren und Tonobjekten an.
Bezüglich der Materialeigenschaften recht ähnlich sind Nistblöcke aus Holzbeton, die aber im Vergleich zu gebranntem Ton deutlich weicher sind und daher nicht ohne Spechtschutz auskommen.

#### Strangfalzziegel
Strangfalzziegel sind eine Modellvariante der besonders in Süd- und Ostdeutschland verbreiteten Biberschwanz-Dachziegel. Einige Modelle werden mit durchgehenden Lüftungskanälen hergestellt und dann auch als Hohlstrangfalzziegel bezeichnet. Diese Lüftungskanäle haben Durchmesser von 6 oder 8 mm, die gerne von größeren Bienenarten wie der Roten und Gehörnten Mauerbiene, der Natternkopf-Mauerbiene und verschiedenen Blattschneiderbienen als Nistgelegenheit angenommen werden – bei normaler Dacheindeckung ebenso wie bei spezieller Verwendung in Wildbienenhotels.
Wegen ihrer geografischen Verbreitung sind Hohlstrangfalzziegel für Wildbienennistzwecke leichter und teilweise sogar lagermäßig im Baustoffhandel in Süd- und Ostdeutschland erhältlich; Wildbienenfreunde in Nord- oder Westdeutschland müssen dagegen mit schwierigerer Beschaffung und höheren Lieferkosten rechnen. Aktuell werden in Deutschland zwei Hohlstrangfalzziegel-Modelle angeboten. In der Schweiz hergestellte Modelle enthalten einen Imprägnierstoff und werden daher von den Wildbienen nicht angenommen.
Die Ziegel werden von den Wildbienen nicht auf ihrer vollen Länge von 40 cm mit Brutzellen belegt, sondern vermutlich aufgrund des kaum noch einfallenden Lichts maximal bis zu einer Tiefe von ca. 25 cm. Daher empfiehlt es sich, die Ziegel in der Länge zu halbieren (und damit die Anzahl der Nistgelegenheiten zu verdoppeln) – mit etwas Übung durch Schlag auf eine harte Kante oder sicherheitshalber mit einem Winkelschleifer. Die hinteren Öffnungen der Lüftungskanäle müssen mit Lehm, Gips, Mörtel, Watte, Kapokwolle o. ä. lichtdicht und wetterfest verschlossen werden, da die Bienen nicht immer selbst für einen hinteren Abschluss sorgen, sondern diese Nistgelegenheiten eventuell gar nicht annehmen.
Außerdem ist eine Nachbearbeitung der ursprünglichen Lüftungskanal-Öffnungen erforderlich, wenn diese als Einschlupföffnungen nach vorne orientiert werden sollen. Fabrikationsbedingt sind sie oft etwas verengt, wenn beim Zuschneiden der einzelnen Ziegel aus einem endlosen Tonstrang der noch weiche Ton an den Schnittstellen zusammengedrückt wird und damit Grate an den Enden der bereits enthaltenen Lüftungskanäle entstehen. Diese Grate lassen sich am einfachsten und ohne Maschinenhilfe entfernen, wenn man einen 10-mm-Steinbohrer (oder größer) in die Hand nimmt und die Bohrerspitze mit einigen Links-/Rechts-Viertelumdrehungen auf die Kanalöffnung drückt. Wenn man nur die beim Halbieren entstandenen Schnitt- oder Bruchflächen nach vorne sortiert, ist dieses Entgraten nicht erforderlich.
Nach einer solchen Vorbereitung kann man die Ziegel wie Bücher hochkant oder als Stapel waagerecht in einem Wildbienenhotel einbauen oder beim Bau einer Trockenmauer integrieren. Man kann sie auch ohne weitere Umhausung als kleine Stapel in sonnenexponierten Beeten platzieren, sollte aber mit untergelegten Pflastersteinen für etwas Abstand gegen Bodenfeuchtigkeit und Ameisen sorgen und die direkt benachbarte Vegetation niedrig halten. Noch besser angenommen werden solche Stapel, wenn sie ca. in Brusthöhe und höher an Gebäuden, Mauern installiert werden. Auch das Dach eines größeren Wildbienenhotels kann mit solchen Ziegeln gedeckt werden und bietet dann zusätzliche Nisträume.

#### Steilwände aus Lehm
Zahlreiche Wildbienen- und Solitärwespenarten (z. B. Buckel-Seidenbienen, Maskenbienen, Pelzbienen oder Schornsteinwespen) besiedeln gern vertikale Bodenflächen, da diese lange trocken und vegetationsfrei bleiben. Beispiele dafür sind Uferabbrüche von Flüssen, Abbruchkanten an Weinbergen, Steilwände, Sand- und Lehmgruben, Steinbrüche, Hohlwege und ersatzweise in Siedlungen mit Kalkmörtel oder Lehm verfugte Mauern z. B. von Fachwerkhäusern.
Insbesondere wenn vor Ort im Untergrund geeignetes Bodenmaterial zur Verfügung steht, lassen sich für diese Arten oft ohne zu großen Aufwand Nistangebote schaffen. In Gärten und auf anderen Flächen mit ohnehin vorhandenen Niveauunterschieden lassen sich Lehm- und Lösswände modellieren. Geeignetes Material lässt sich in Blumenkästen aus (asbestfreiem) Faserzement, frostfreiem Ton/Terrakotta oder Holz einbauen und ergibt senkrecht gestellt attraktive künstliche Wildbienensteilwände.
Schwieriger wird es, wenn das Bodenmaterial vor Ort für das Graben der Nistgänge ungeeignet ist (loser Sand, steinig, zu tonhaltig), sondern Lehm oder Löß anderweitig beschafft werden müssen. Das Material muss in durchgetrocknetem Zustand relativ leicht mit dem Fingernagel abzuschaben sein, sonst ist es auch für die Mundwerkzeuge der Tiere zu hart. Selbstverständlich sollte eine Materialentnahme aus der Natur verantwortungsvoll geschehen und nur dort, wo es in großen Mengen vorkommt. Wertvolle, bereits besiedelte oder gar geschützte Lebensräume dürfen dabei auf keinen Fall beschädigt werden. Auch eine Mischung aus Materialien aus dem Baustoffhandel ist möglich.
Künstliche Wildbienensteilwände müssen nach dem Einbau des feuchten Lehms behutsam getrocknet werden, um Rissbildung zu vermeiden. Danach werden mit einem Bohrer mehrere Gänge von 5–8 mm Durchmesser, aber nur ca. 2–3 cm Tiefe in die Oberfläche gebohrt. Die dunklen Löcher wirken anziehend auf grabende Wildbienen-Arten, außerdem sind Weibchen zu Beginn ihrer Grabarbeit darin besser gegen aufdringliche Männchen geschützt. Künstliche Wildbienensteilwände sollten gut regengeschützt installiert werden, da bienengeeigneter Lehm oder Löß in der Regel auch leicht von Regen ausgewaschen werden kann.

#### Nistgelegenheiten aus Holz
Holz ist neben der Verwendung von Pflanzenstängeln der gebräuchlichste Werkstoff zur Herstellung von Wildbienen-Nisthilfen. Allerdings bestehen bei Nisthilfen aus Holz zwei besondere Risiken, die den Bruterfolg gefährden können und daher soweit wie möglich minimiert werden müssen:
1. Flugunfähige Wildbienen durch Holzsplitter
Holzsplitter an den Eingängen der Brutröhren oder an den Bohrlochwandungen können schon beim Herstellprozess durch unsauberes Bohren entstehen oder später, wenn sich Holzfasern durch den Trocknungsprozess des Holzes von der Bohrlochwand ablösen und in den Brutgang ragen. An solchen Holzsplittern können sich sowohl die Muttertiere wie auch die schlüpfenden Jungtiere die Flügel zerreißen und sind dann flugunfähig – für eine Wildbiene das Todesurteil.
2. Trocknungsrisse
Mit intakten Brutgang-Wandungen soll die Brut vor Verpilzung und Parasitierung geschützt werden. Wenn ein Brutgang durch den Trocknungsprozess des Holzes teilweise oder auf ganzer Länge aufreißt, ist dieser Schutz für die Brut nicht mehr gegeben.

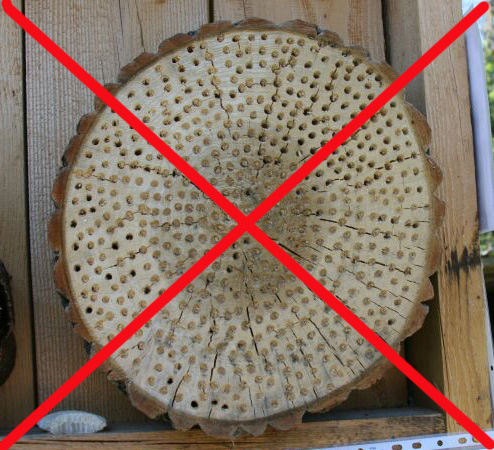
Häufiger Fehler: Bohrungen ins Stirnholz von Baumscheiben

Um diese beiden Risiken zu minimieren, sollten dringend die folgenden Empfehlungen umgesetzt werden:
- Nadelhölzer und Weichhölzer sind ungeeignet
In Nadel- und Weichhölzern lassen sich keine splitterfreien Bohrungen realisieren. Außerdem neigen sie zu starker Rissbildung beim Trocknen. Ein zusätzliches Problem bei Nadelhölzern sind Harztröpfchen, die insbesondere bei Erwärmung in die Brutgänge austreten und den Insekten die Flügel verkleben können.
- Bohrungen nicht ins Hirnholz von Stammscheiben, sondern immer quer zur Faser
Stammscheiben mit Bohrungen ins Hirn- oder Stirnholz (längs der Holzfasern)[33] gelten nach wie vor als sehr dekoratives Inventar in Wildbienenhotels, sind aber hauptverantwortlich für erfolglose oder gar schädliche Nisthilfen aus Holz. Einerseits sind in Hirnholz keine splitterfreien Bohrungen möglich. Da Holz während des Trocknungsprozesses sternförmig reißt, fungieren Bohrungen längs der Faser oftmals wie Sollbruchstellen, und ein durch eine Bohrung verlaufender Riss beraubt einen Brutgang komplett seiner Schutzwirkung. Außerdem saugt Hirnholz bei Regen viel stärker das Wasser auf als Längsholz, was zu schnellerer Verwitterung und Verrottung des Holzes führt und Brutzellen eher verpilzen lässt.
- Bohrungen sauber ausführen
Saubere, splitterfreie Bohrungen erreicht man am besten mit scharfen Bohrern. Die besten Bohrresultate erzielt man, wenn man beim Bohren einen Bohrständer benutzt, bei jedem Bohrvorgang etappenweise bohrt und in gewissen Abständen immer wieder den Bohrer zurückzieht, damit die Bohrspäne besser aus dem Bohrloch heraustransportiert werden und sich nicht im Bohrgang stauen. Saubere Bohrlocheingänge lassen sich am besten mit Holzspiralbohrern nach DIN 7487 E erzielen. Zwischen den einzelnen Bohrvorgängen sollten die Bohrer Gelegenheit zum Abkühlen bekommen, damit die Bohrlochwandungen nicht verkohlen und dann schlechter von den Wildbienen angenommen werden.

#### Hartholzblöcke
Hölzer mit einer Darrdichte über 550 kg/m³ werden als Harthölzer bezeichnet. Laub-Harthölzer eignen sich gut für die Herstellung von hölzernen Wildbienen-Nistblöcken, z. B. (Darrdichte in Klammern): Pflaume (750), Apfel (730), Hainbuche (720), Birne (680), Eiche (660), Kastanie (650), Esche (640), Birke (640), Hasel (610) oder Ahorn (600). Besonders gut geeignet ist Eschenholz wegen seiner geringen Rissbildung.
- Das Holz sollte mindestens zwei Jahre abgelagert und sorgfältig getrocknet sein.
- Auch alte Dachstuhlbalken können aufgearbeitet werden.
- Einige Arten nehmen nur Röhren in schon abgelagertem, „vergrautem“ Holz an.
- Die Holzblöcke müssen unbehandelt sein (keine kesseldruckimprägnierten Hölzer oder anderweitig mit Holzschutzmitteln, Lacken oder Lasuren behandelt).
- Die Hartholzblöcke müssen entsprechend den allgemeinen Anforderungen an Brutröhren mit Sackbohrungen versehen werden.

#### Nistbretter

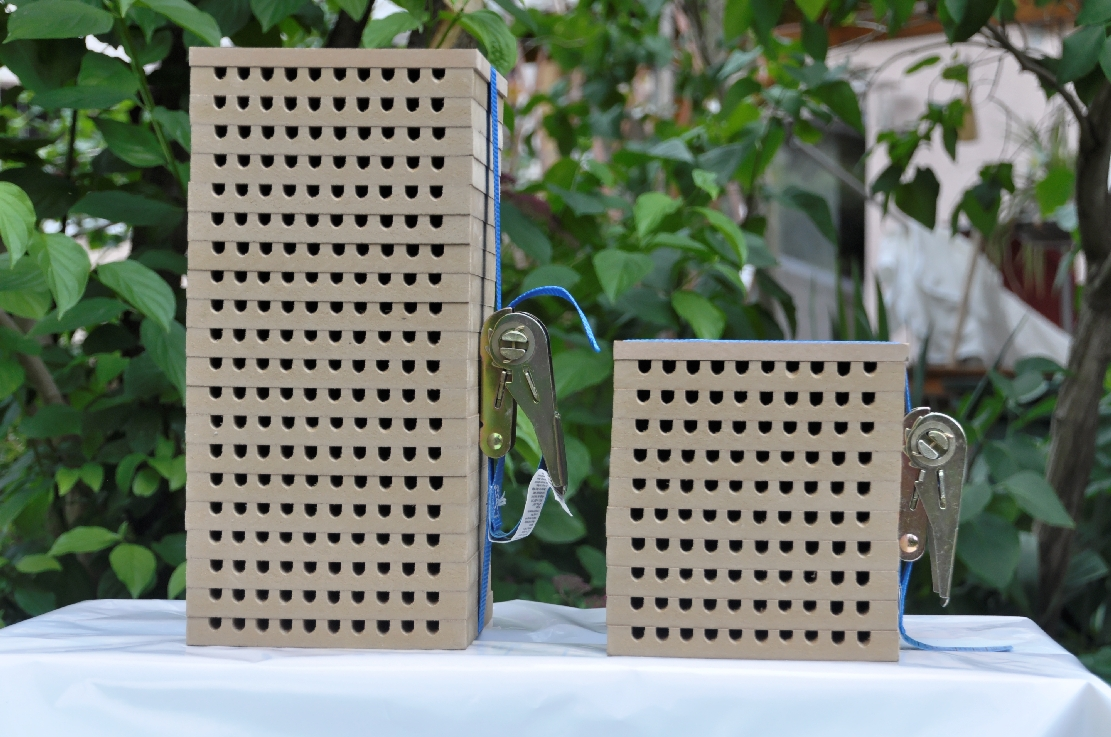
Zwei MDF-Nistblöcke

In vielen Ländern werden Wildbienen gezielt bei der Bestäubung von Obstplantagen eingesetzt. Durch die Varroamilbe und fehlende Imker wird auch in Europa verstärkt auf die Gehörnte und Rostrote Mauerbiene als Bestäuberin gesetzt. Bei einer möglichen Haltungsform werden dafür Holzfaserplatten mit 8 mm tiefen Nistgang-Fräsungen genutzt, welche mit einem Spanngurt zu einem Block zusammengepresst werden. Im Herbst werden die Blöcke geöffnet und die Kokons aus den Nistgängen entnommen, gereinigt und kühl gelagert. Auch die Bretter werden von Milben und Nistresten gereinigt. Diese einfache Möglichkeit zur Entfernung von Parasiten unterscheidet diese Art der Nisthilfen von anderen Insektenhotels. Diese pflegende Mauerbienenhaltung verhindert ein Zusammenbrechen der Bienenpopulation nach mehreren Jahren durch überhandnehmende Parasiten. Im Frühjahr, kurz vor der Obstblüte werden die Kokons und Nistblöcke wieder in den Gärten und Plantagen in Unterständen platziert. Dabei hat sich gezeigt, dass die Rostrote Mauerbiene lichtabgewandt angebotenen Nistmöglichkeiten bevorzugt.
Nistbretter mit anderen Lochstärken sind auch für weitere Wildbienenarten attraktiv. Auch ohne die Entnahme von Kokons können diese Nistbretter nach mehreren Jahren Nutzung aufwandsarm geöffnet, gereinigt und umweltfreundlich weiterverwendet werden. Dies ist nötig, da die Nistgänge von den Wildbienen nicht gereinigt werden und so mit der Zeit immer kürzer und unattraktiver werden.
Werden Nistbretter gefräst, können diese Gänge zwar eine Länge von bis zu 20–25 cm haben, die optimale Länge beträgt aber 15 cm. Somit sind professionelle Nistbretter mit einem Seitenmaß von 16 × 16 cm bei einer Höhe von ca. 18 mm am Markt weit verbreitet.

#### Totholz

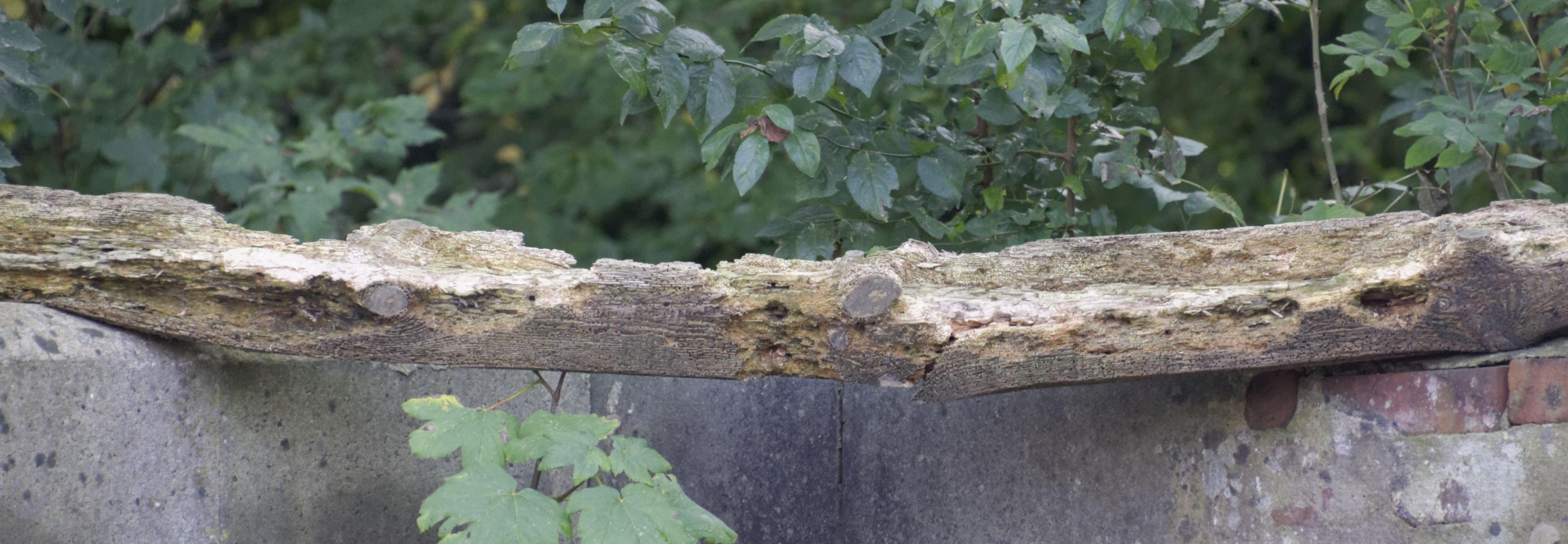
Ein über Jahre verwitterter Balken als Nisthilfe

Nur wenige Wildbienen nagen ihre Nistgänge selber, zu ihnen gehören die Blauschwarze Holzbiene, die Wald-Pelzbiene, die Schwarzbürstige Blattschneiderbiene, die Garten-Blattschneiderbiene sowie die solitärlebenden Wespen der Gattung Symmophus. Sie bevorzugen leicht morsches weißfaulendes, aber noch relativ festes Holz von Laubbäumen. Pilze bauen bei der Weißfäule die drei Komponenten Zellulose, Lignin und Hemizelluose des Holzes ab. Nur bei den Laubbäumen herrscht gegen Ende des Vorgangs weiße Zellulose vor, daher der Name Weißfäule. Der Braunfäule unterliegende Nadelbäume sind nicht geeignet, da das Holz brüchiger ist und schnell zerfällt.
Totholz ist nicht nur für Wildbienen eine große Bereicherung, sondern für viele Insekten ein unschätzbarer Lebensraum. Daher sollte angestrebt werden, tote oder sterbende Bäume, die keine Gefahr für die Umgebung darstellen, am Ort zu belassen oder ein längeres Stück des Stammes stehen zu lassen. Künstliche Nisthilfen für Totholzbewohner sollten aus einer Laubholzart wie Esche, Eiche, Ahorn, Pappel, Weide oder einer beliebigen Obstbaumart bestehen. Im Gegensatz zu den allgemeinen Anforderungen an Brutröhren der anderen Nisthilfen können die Gänge im Totholz über 30 cm Länge betragen. Geeignet sind lose aufgeschichtete oder als Beet- oder Wegeinfassung oder Hochbeetumrandung verwendete lange Stämme, dicke Äste, Balken oder auch Holzklötze. Wichtig ist dabei, dass das Holz einen Schutz vor direktem Wassereinfluss bekommt. Die Stämme sollten auf feuchtem festen Boden durch Steine, Kiese, Gehwegplatten vor dem schnellen Verfaulen geschützt werden. Ein kleines Dach aus den verschiedensten Materialien schützt ebenfalls deutlich vor dem schnelleren Verfall.

#### Pappröhrchen

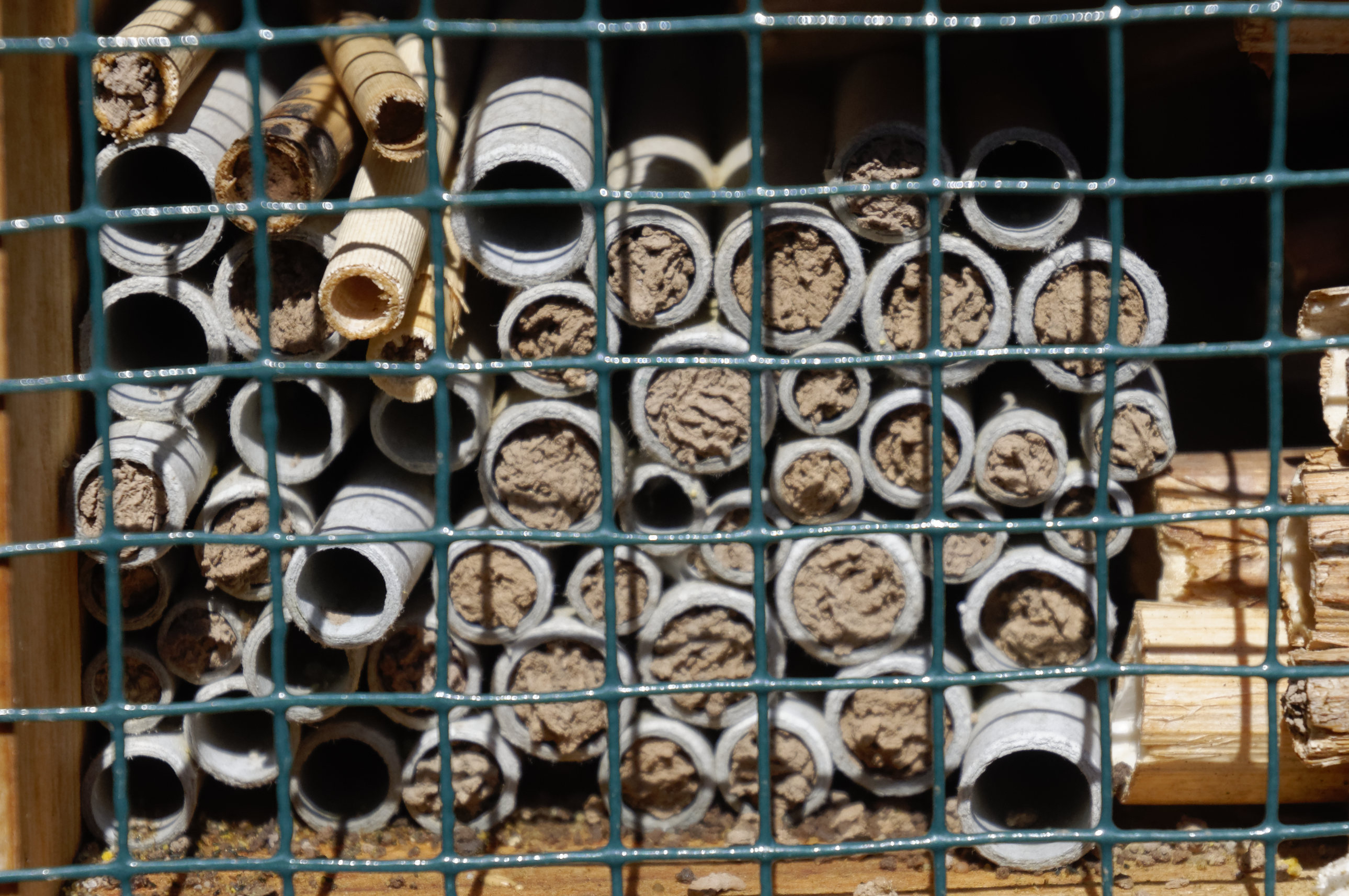
Insektenhotel aus Pappröhrchen

Im Handel werden auch speziell als Inventar für Wildbienenhotels entwickelte Pappröhrchen aus Altpapier angeboten. Auf dem Markt gibt es verschiedene Varianten, unbehandelte oder mit Paraffin imprägnierte, in den Durchmessern von 4, 5, 6, 7, 8 und 9 mm sowie in Längen zwischen 7 und 15 cm. Da die Röhrchen auf beiden Seiten offen sind, müssen die hinteren Enden entweder fest an einer glatten Oberfläche anliegen oder mit Gips, Mörtel, Wachs oder Lehm verschlossen werden. Da Vögel versuchen könnten, die Röhrchen aus der Nistmöglichkeit zu ziehen, sind eine Fixierung (gleich in Kombination mit dem Verschluss der hinteren Röhrchen-Enden) und ein Spechtschutz ratsam. In der Regel werden die Röhrchen in kurzer Zeit sehr gut angenommen, so dass sie schon in der ersten, spätestens in der zweiten Saison vollständig besetzt sind. Ist dies nicht der Fall, gibt es störende Faktoren wie die Platzwahl, zu geringes Nahrungsangebot in der Nähe, einen fehlenden hinteren Röhrchen-Abschluss oder ausreichend attraktivere Nistmöglichkeiten in der Nähe.

#### Leere Schneckenhäuser

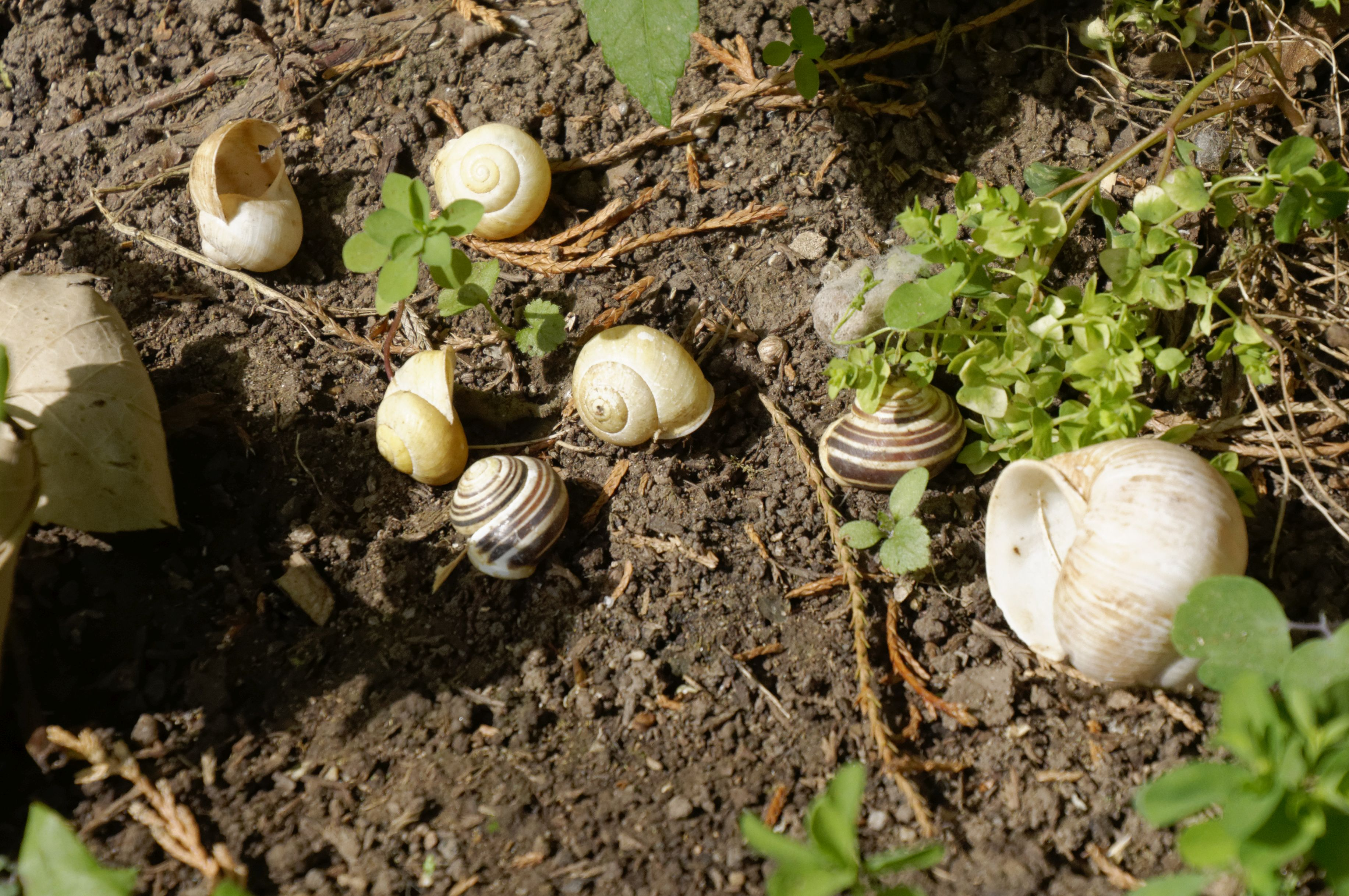
Leere Schneckenhäuser im Garten

Einige Arten der Mauerbienen (z. B. Osmia andrenoides, Osmia aurulenta und Osmia bicolor) benutzen leere Schneckenhäuser – allerdings nur bei speziellen Rahmenbedingungen. Es ergibt daher keinen Sinn, leere Schneckenhäuser zu sammeln und sie in ein Fach eines Insektenhotels zu legen.
Die leeren Schneckenhäuser müssen frei beweglich auf dem Boden liegen, weil eine brutwillige Wildbiene das Schneckenhaus in eine für sie geeignete Lage drehen will. Auch der Untergrund muss passen. Einige Arten bevorzugen sandigen oder feuchten Humus, andere versteckte Schneckenhäuser in Gras, Gestrüpp oder Hecken.
Osmia bicolor zum Beispiel nutzt leere Häuser von Schnirkelschnecken oder Weinbergschnecken, die in einem Steingarten am besten unter hohlaufliegenden Steinen verteilt sind – allerdings nur in kalkreichen Regionen, in denen die Osmia bicolor natürlicherweise vorkommt.

#### Standortwahl
Der ideale Standort für ein Wildbienenhotel ist vollsonnig und witterungsgeschützt. So wird einerseits sichergestellt, dass die für die Brut benötigte Wärme vorhanden ist, andererseits ist ausreichender Schutz vor Wind und Niederschlägen vorhanden, so dass die Insekten das künstliche Quartier annehmen. Ein positiver Nebeneffekt ist, dass die verbauten Naturmaterialien so möglichst lange halten. Die Einflugschneise für die Tiere sollte an der wetterabgewandten Seite liegen und für die Tiere gut sichtbar sein. Ideal ist es für einige Arten zudem, wenn entweder in einem der Gefache oder in der Nähe am Boden ausreichend Lehm, Sand und Wasser angeboten werden.

#### Nahrungsangebot in der Umgebung eines Wildbienenhotels

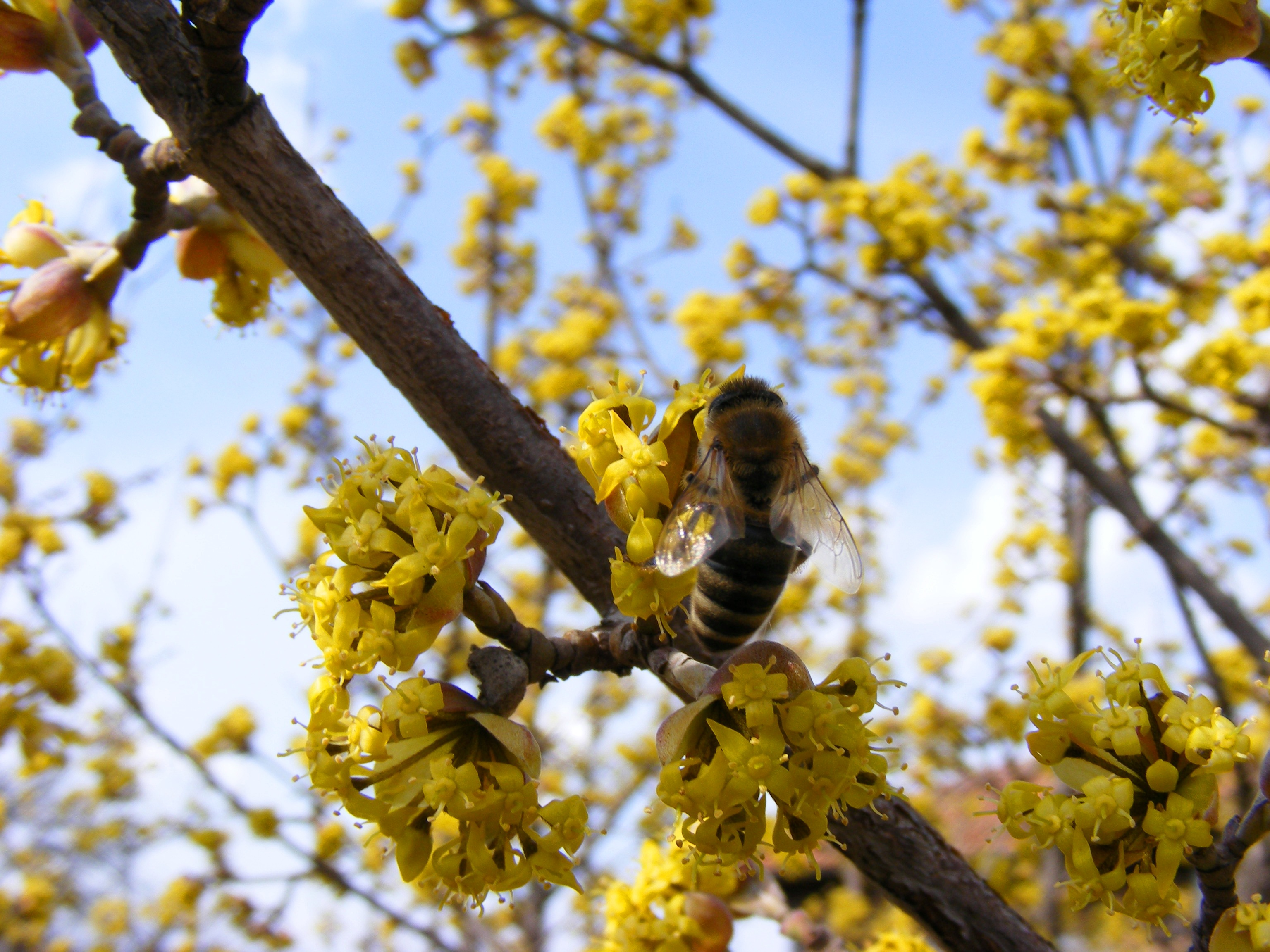
Kornelkirsche statt steriler Forsythie

Grundvoraussetzung für eine effektive Wildbienenförderung ist ein ausreichendes Nahrungsangebot über das gesamte Bienenjahr in der näheren Umgebung der Nistgelegenheiten.
Die erwachsenen Wildbienen benötigen als Nahrung für sich selbst in erster Linie energiereichen Nektar. Für die Anlage ihrer Brutzellen benötigen sie dagegen proteinreichen Pollen, von dem sich die Larven während ihrer Entwicklung ernähren. Beide Nahrungsformen sollten daher für alle Flugzeiten der verschiedenen, zeitversetzt im Jahr auftretenden Wildbienenarten, also möglichst durchgehend über das gesamte Bienenjahr von Mitte Februar bis Ende Oktober in ausreichender Menge zur Verfügung stehen. Gerade im zeitigen Frühjahr ab Mitte Februar bis März und im Sommer ab Mitte/Ende Juli bis Ende Oktober ist das Angebot aber oft unzureichend. Im Siedlungsraum wird dieser Effekt dadurch verstärkt, dass Bienenfreundlichkeit in der Gartenkultur der letzten Jahrzehnte höchstens eine untergeordnete Rolle gespielt hat und daher viele für Bienen (und andere Insekten und Vögel) weitgehend wertlose Blühpflanzen weite Verbreitung in den Gärten und Grünanlagen gefunden haben, z. B. Forsythien, Magnolien, Gemeiner Flieder, Kirschlorbeer und viele Zuchtformen mit gefüllten Blüten. Gut sichtbare Auswirkung dieses Nahrungsmangels ist das immer wieder zu beobachtende massenhafte Hummelsterben insbesondere unter spätblühenden Silberlinden, wurde aber lange Zeit nicht im Zusammenhang verstanden.

##### Bienenfreundliche Bepflanzungen
Für eine erfolgreiche Wildbienenförderung ist daher eine Bestandsaufnahme der umliegenden Vegetation und möglichst eine Anreicherung mit (wild-)bienenfreundlichen Wildpflanzen, Kräutern, Stauden, Sträuchern und Bäumen sehr wirkungsvoll. Bienenbewusste Hobbygärtner, Garten-/Landschaftsarchitekten und kommunale Grünflächenämter planen ihre Neuanlagen oder Umgestaltungen mittlerweile oft mithilfe einschlägiger Blühkalender, die neben der Blütezeit auch den Nektar- und Pollenwert der verschiedenen Blühpflanzen angeben.

##### Wildbienenfreundliche Blühflächen

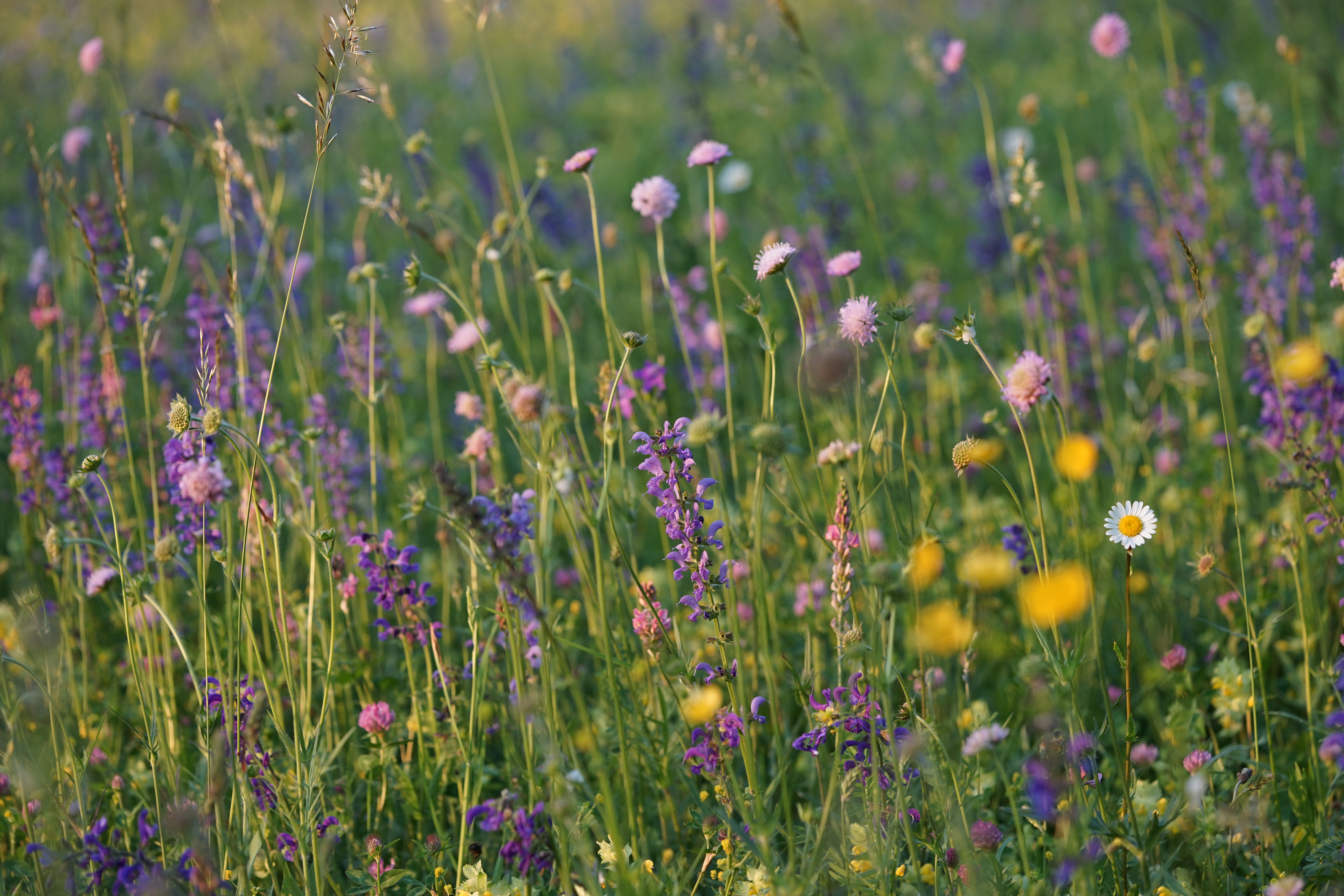
Blühende Streuobstwiese im Jagsttal

In der Landwirtschaft werden seit den 1990er-Jahren Blühstreifen an Ackerrändern als Agrarumweltmaßnahmen angelegt und sollen die lokale Biodiversität fördern. Im Siedlungsraum geschieht dies auch häufig durch die Kommunen, Naturschutzverbände und private Initiativen. Naturbewusste Hobbygärtner legen auch vermehrt in ihren Privatgärten Blühflächen an.

##### Saatgutmischungen
Etwa zeitgleich mit der Verbreitung käuflicher Insektenhotels ist im Handel auch ein breites Angebot spezieller Saatmischungen in Kleingebinden für Blühflächen in Privatgärten aufgekommen. Für alle Anwendungsfälle wird grundsätzlich unterschieden zwischen Mischungen einjähriger, zweijähriger oder mehrjähriger Pflanzen. Eine Volldeklaration mit allen enthaltenen Pflanzenarten ist nicht unbedingt selbstverständlich, hilft einem botanischen Laien aber auch nur bedingt, den tatsächlichen Wert der jeweiligen Mischung für Wildbienen und andere Insekten einzuschätzen. Kritiker bemängeln, dass zahlreiche Mischungen eher für das menschliche Auge optimiert, aber nicht unbedingt für die Ansprüche der Insekten optimiert sind und teilweise sogar Arten mit gefüllten, für die Insekten völlig wertlosen Blüten enthalten. In der Kritik steht z. B. die Mischung „Mössinger Sommer“, die für Wildbienen nur einen geringen Wert darstelle, sich aber weitgehend aus nicht heimischem Saatgut zusammensetze und daher die Gefahr von Florenverfälschungen berge. Ebenfalls als schlecht einschätzbar und in den meisten Fällen nicht wildbienenförderlich werden auch die oft als Give-Aways angebotenen kleinen Wildblumen-Samentütchen angesehen.
Bienenbewusste Hobbygärtner und andere Initiatoren von Blühflächen sollten sich daher bei der Auswahl geeigneter Saatgutmischungen nicht allein auf Anbieterinformationen verlassen, sondern möglichst seriöse unabhängige Informationsquellen (Beispiele: ) zu Rate ziehen. Weiterhin ist zu beachten, dass in Deutschland seit dem 2. März 2020 in der „freien Natur“ nur gebietseigenes Saatgut ausgebracht werden darf, wobei der Anbau in der Land- und Forstwirtschaft von dieser Regelung ausgenommen ist.

#### Bodenvorbereitung und Aussaat
Um gute Startvoraussetzungen für eine Blühfläche zu schaffen, muss zuvor der Boden aufgelockert und eine feinkrümelige Bodenstruktur hergestellt werden, bei größeren Flächen maschinell durch Pflügen (vorzugsweise vor dem Winter) oder Fräsen und anschließendes Eggen. Gegebenenfalls vorhandene alte Rasensoden sollten abgeschält oder untergefräst werden und austrocknen. Wurzelunkräuter wie Quecke, Distel, Weißklee, Winde etc. sollten soweit wie möglich manuell entfernt werden. Bei stark mit Samenunkräutern belasteten Flächen empfiehlt sich vor der Einsaat eine Schwarzbrache (durch wiederholte flache Bodenbearbeitung vegetationsfrei gehaltene Brache).
Günstige Zeitpunkte für die Aussaat sind Februar bis Mai und August bis Oktober. Sie erfolgt bei kleinen Flächen breitwürfig von Hand, bei größeren Flächen maschinell mit einer Rasenbaumaschine oder einer Sämaschine. Da die meisten Arten in den Saatmischungen Lichtkeimer sind, sollte das Saatgut möglichst nicht mit Erde überdeckt werden. Unbedingt notwendig ist aber ein Andrücken bzw. Anwalzen des Saatgutes auf der Fläche, um für den benötigten Bodenkontakt zu sorgen und damit eine gleichmäßige Keimung zu fördern. Geeignet sind hierfür bei großen Flächen Prismen- und Cambridge-Walzen oder bei kleineren Flächen eine Rasenwalze bzw. ein Andrücken mit einer Schaufel von Hand.

##### Pflege der Flächung
Nach der Aussaat mehrjähriger Saatmischungen ist eine fachgerechte Pflege im ersten Jahr entscheidend für den Erfolg bzw. Misserfolg der Blühfläche. In den Böden der Aussaatflächen befinden sich oft Samen unerwünschter Beikräuter und Gräser, die nach einer Bodenbearbeitung und Aussaat meist schneller als die ausgebrachten Wildblumen und Wildgräser auflaufen, z. B. Melde, Hirtentäschel, Ackerhellerkraut, Geruchlose Kamille, Gänsedistel, Klettenlabkraut und Ackerfuchsschwanz. Damit diese konkurrenzstarken Arten nicht die ausgebrachten Arten unterdrücken, ist ca. 6 bis 8 Wochen nach der Aussaat unbedingt ein erster so genannter Schröpfschnitt erforderlich (Schnitthöhe nicht unter 5 cm), der bei Bedarf und erneutem Unkrautaufwuchs noch ein- bis zweimal wiederholt werden kann, solange weitgehend eine Höhendifferenz zwischen Beikräutern und Keimlingen der Saatmischung besteht.
Die Schnitthäufigkeit in den Folgejahren richtet sich nach dem Standort und gewünschtem Pflanzenbestand. Auf fetten Standorten sollten zwei- bis dreimal pro Jahr gemäht werden. Der erste Schnitt wird zur Hauptblüte der Gräser gesetzt, ca. Mitte Mai bis Anfang Juni. Blühflächen auf mageren Standorten können 1-mähdig bewirtschaftet werden, der ideale Schnittzeitpunkt ist hierfür der Spätsommer. Säume werden ebenfalls 1-mähdig bewirtschaftet, ein Schnitt im Spätherbst oder im zeitigen Frühjahr ist ausreichend. Das Mahdgut muss von der Fläche entfernt werden.
Eine Düngung sollte unterlassen werden. Je magerer der Boden ist, desto blütenreicher entwickeln sich die Wildblumenmischungen.

#### Entfernung zu den Nahrungsquellen und Bruterfolg
Wildbienen legen verschiedene Flugdistanzen zwischen der Nistmöglichkeit und den Nahrungspflanzen zurück. Bei Studien wurden Flugdistanzen zwischen 150 m bis 2000 m festgestellt. Große Wildbienenarten legen größere Entfernungen zurück als kleinere Arten. Der Großteil der Wildbienenarten fliegt maximal 300 m bis 1500 m.
Größere Entfernungen bedeuten einen höheren Energie- und Zeitaufwand für den Nestbau. Der höhere energetische Aufwand wird durch geringere Pollenmengen in den einzelnen Brutzellen kompensiert, was sich nachteilig auf die Überlebensrate der Larven auswirkt. Der höhere Zeitaufwand führt dazu, dass eine Wildbiene in ihrem Leben weniger Brutzellen anlegen kann. Während der längeren Flugzeiten sind begonnene Brutzellen zwangsläufig unbewacht und dadurch anfälliger für Eiablage durch Kuckucksbienen und Parasiten. Dies kann den Bruterfolg der Wirtsart deutlich reduzieren und deren Bestand einbrechen lassen. Liegen Nistmöglichkeit und Nahrungspflanzen weiter als 150 m entfernt, sinkt die Anzahl der Brutzellen auf 75 % und diese werden zu 70 % parasitiert. Im Idealfall sollte in einem Umkreis von maximal 300 m um eine Nisthilfe ein gutes Nahrungsangebot bestehen.

#### Starthilfe durch Ausbringung von Mauerbienenkokons?

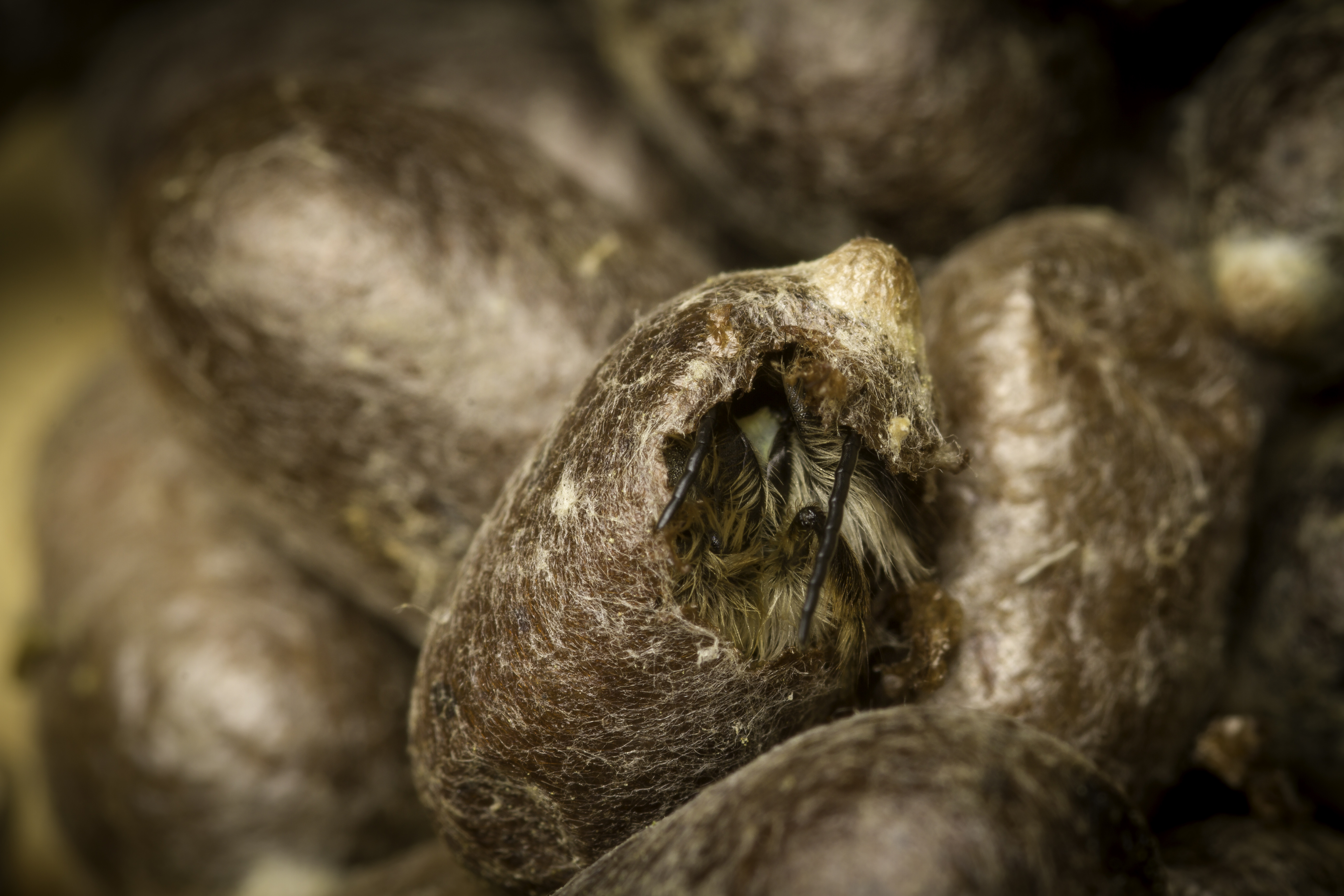
Mauerbienenkokons

Im Erwerbsobstbau hat sich als ökonomisch nachvollziehbare Antwort auf das Bienensterben und die Krise der Imkerei zur Ergänzung der Bestäubung durch Honigbienen ein künstlicher Einsatz der Roten Mauerbiene in Form einer „pflegenden Mauerbienenhaltung“ etabliert. Seit einigen Jahren werden nun auch per Internetversand Mauerbienenkokons zur Ausbringung in privaten Gärten angeboten, teilweise auch in Form von sich jährlich erneuernden Abonnements oder so genannten „Mauerbienenpatenschaften“. Meistens ist dabei auch gleich der Kauf einer Nist- und Ausbringungshilfe inbegriffen. Solche Angebote für den Privatbereich stoßen in Fachkreisen auf massive Kritik, da sie eine Mentalität des Umwelt-Ablasshandels förderten und einer wirklichen Verbesserung des Umweltbewusstseins entgegenstünden. Ein Wildbienenhotel in halbwegs bienengerechter Umgebung benötige keinerlei künstliche „Starthilfe“. Zudem kommt es durch die Verbringung von Bienen in andere Habitate zu einer Artenverschleppung und Verbreitung von Parasiten. Das Ausbringen von geschützten Wildbienen bedarf auch der Genehmigung durch die Naturschutzbehörden.

#### Pflege der Bienenhotels

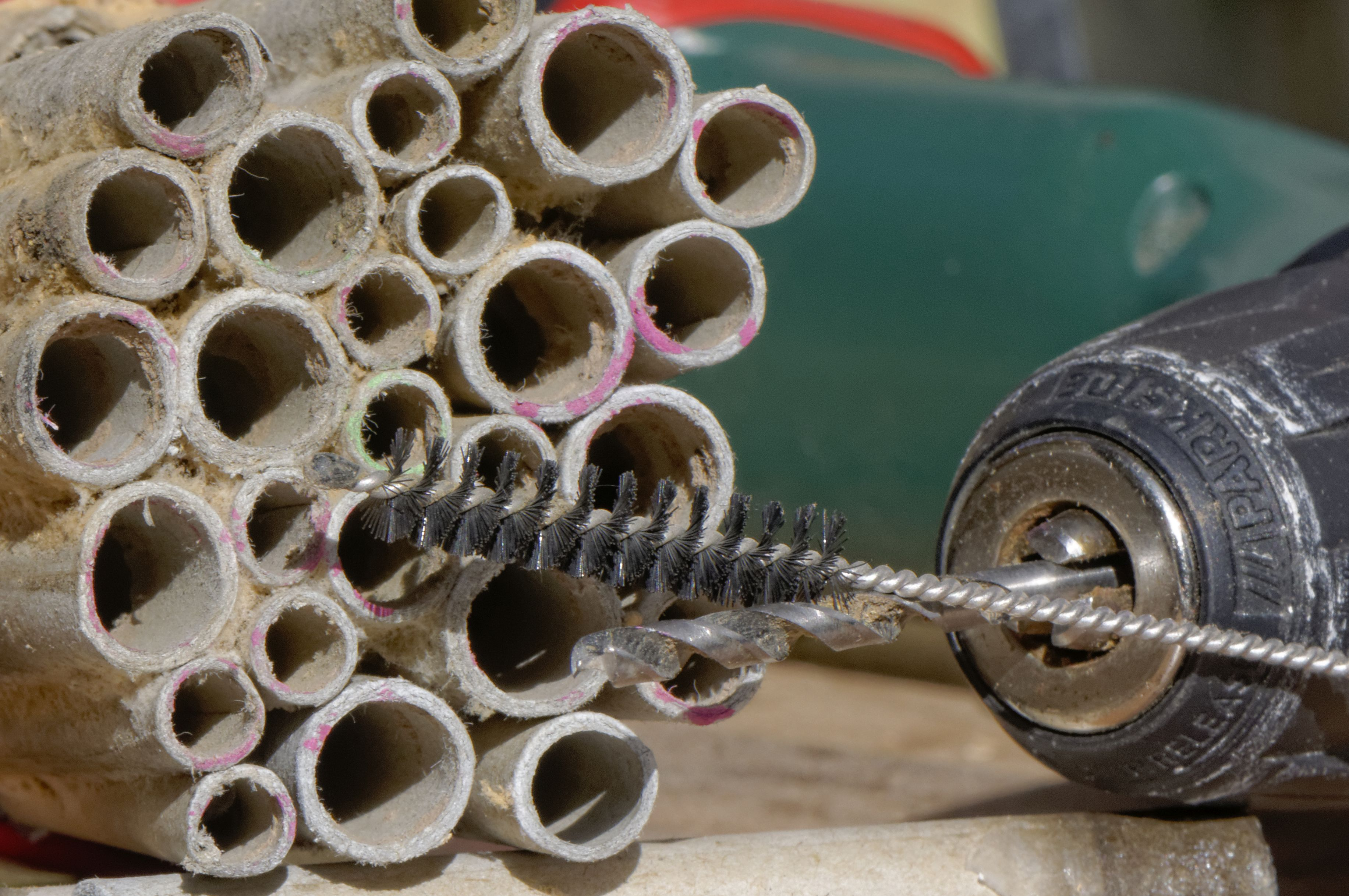
Brutröhrenreinigung mit Bohrer und Pfeifenreiniger

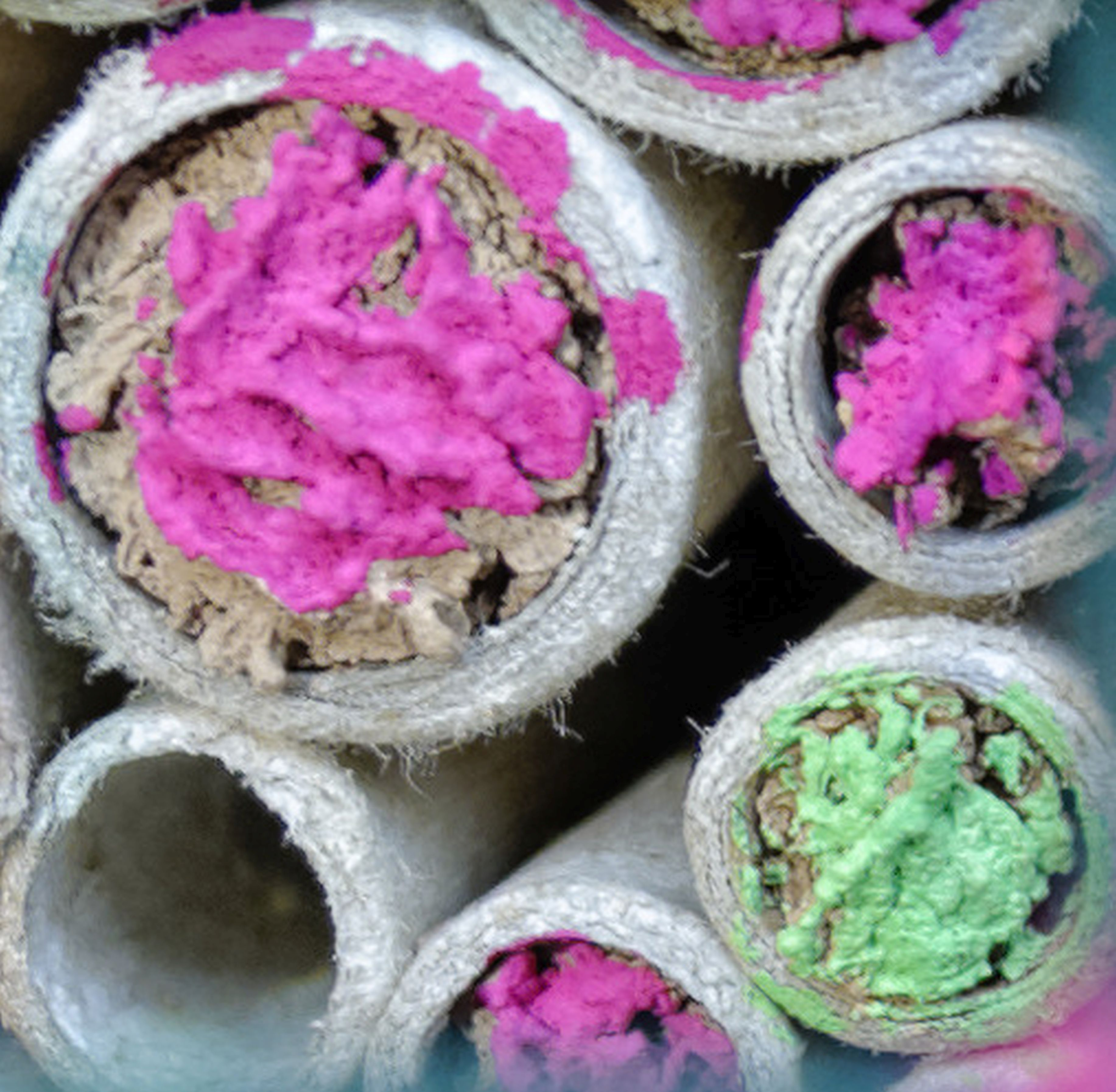
Kennzeichnung der Verschlüsse zum Saisonende

Wenn die gesamte Brut eines Brutröhrchens erfolgreich schlüpft, verbleiben nur wenige Reste (Pollen- und Kokonreste, Larvenkot, Trümmer der Trennwände) in den Röhrchen. Es kommt aber auch nicht selten vor, dass Brut in den Röhrchen verendet oder vorwiegend kleinere Parasiten wie zum Beispiel die Taufliege Cacoxenus indagator aus den Zellen schlüpfen und dabei viel Müll in den Gängen verbleibt. Auf diese Weise verlieren die angebotenen Nistmöglichkeiten mit der Zeit ihre Attraktivität für eine Neubesiedlung, da nur wenige Wildbienenarten solche Reste aus benutzten Röhrchen heraustragen. Häufiger werden solche Reste nur nach hinten geschoben (damit schrumpft die nutzbare Röhrchentiefe), oder die Tiere bevorzugen unbenutzte saubere Brutröhren. Aus diesen Gründen kann – zumindest in Abständen von einigen Jahren – eine Reinigung der Nisthilfen sinnvoll sein.
Bei Nistmöglichkeiten aus Pappröhrchen, Bambus, Hartholz oder Ton besteht die Möglichkeit, verschlossene Gänge am Ende der Wildbienensaison mit ungiftiger Farbe zu markieren. Ist diese Markierung im nächsten Herbst immer noch vorhanden, ist kein Leben mehr in diesem Strang. Diese Markierungsmethode ist aber nur aussagekräftig, wenn die Nisthilfe gegen Vögel geschützt ist. Insbesondere Spechte und Meisen versuchen, an das Innere der Gänge zu kommen, und zerstören so die Leerzellen und damit auch die Farbmarkierungen an den Brutröhreneingängen. Brutröhren mit zerstörter Leerzelle können sowohl lebende wie auch abgestorbene Brut beherbergen. Als Reinigungswerkzeuge bieten sich kleine Bohrer und Pfeifenreiniger (entsprechend dem Durchmesser der jeweiligen Brutröhre) an. Schilf und Knöterich sind zu fein, um sie mechanisch reinigen zu können.
Eine weitere sichere Methode zur Wartung von Nisthilfen besteht darin, sie für eine weitere Brutsaison nicht für eine Neubesiedlung anzubieten, aber schlüpfenden Jungtieren den Ausgang in die Natur zu ermöglichen. Dazu setzt man die Nisthilfe im Frühjahr in einen lichtdichten Kasten oder Karton, der nur ein kleines Schlupfloch nach draußen bietet. Die schlüpfenden Insekten orientieren sich nach dem Lichteinfall und finden problemlos den Ausgang. Auf diese Weise entsiedelte Nisthilfen können dann nach Ende der Bienensaison komplett gereinigt oder entsorgt werden.
Besonders einfach ist die Reinigung bei MDF-Nistblöcken, die nach Lösen des Spanngurtes auseinandergenommen werden können. Somit sind alle Brutgang-Fräsungen der einzelnen Nistbretter auf voller Länge gut zugänglich und können leicht gereinigt werden.

#### Häufige Aufbau- und Bestückungsfehler an Wildbienenhotels
Aktuell (Stand 2025) weisen schätzungsweise immer noch über 90 % aller in Deutschland installierten Wildbienenhotels (oder Kombimodelle mit Wildbienensektion) mehr oder minder gravierende Aufbau- und Bestückungsfehler auf. Das gilt für käuflich erworbene Modelle in gleicher Weise wie für Eigenbauten durch Heimwerker. Die Auswirkungen der verschiedenen Fehlerarten sind sehr unterschiedlich: Im „harmlosesten“ Fall werden die fehlerhaften Wildbienenhotels kaum oder gar nicht besiedelt. Das Gegenteil von Wildbienenförderung wird erreicht, wenn zwar eine Besiedlung erfolgt, die Brut aber nicht erfolgreich schlüpft, sondern insbesondere durch Verpilzung verdirbt. Besonders kritikwürdig sind Fehler, durch die sich Muttertiere oder schlüpfende Jungtiere die Flügel verletzen können und im schlechtesten Fall flugunfähig werden.
| Die häufigsten Fehler auf einen Blick | Die häufigsten Fehler auf einen Blick | Die häufigsten Fehler auf einen Blick | Die häufigsten Fehler auf einen Blick | Die häufigsten Fehler auf einen Blick |
| ------------------------------------- | ------------------------------------- | ------------------------------------- | ------------------------------------- | ------------------------------------- |
| ➀ ➊ ➅ ➏                               | ➃ ➍ ➁ ➋ ➂ ➌ ➄ ➎ ➃ ➍                   | ➃ ➍ ➁ ➋ ➇ ➑ ➄ ➎ ➃ ➍                   | ➁ ➋ ➄ ➎ ➆ ➐ ➃ ➍                       | ➁ ➋ ➅ ➏ ➈ ➒ ➃ ➍                       |

| ❶ | Verwendung von Weichholz → neigt stark zu Rissbildung und es sind kaum splitterfreie Bohrungen darin möglich → Flügelverletzungs- und Verpilzungsgefahr, siehe Nistgelegenheiten aus Holz                                                        |
| ❷ | Bohrungen längs der Fasern in Stirnholz/Baumscheiben → hohe Feuchtigkeitsaufnahme, Riss- und Splitterbildung → Flügelverletzungs- und Verpilzungsgefahr, siehe Nistgelegenheiten aus Holz                                                        |
| ❸ | zu große Durchmesser der Brutröhren → Durchmesser über 9 mm werden kaum oder gar nicht angenommen und dienen höchstens als nächtlicher Ruheplatz für andere Insekten, siehe Brutröhrendurchmesser                                                |
| ❹ | „Volumenschindendes“ Füllmaterial wie Kiefernzapfen, Borkenschuppen, Tischlereiverschnitt und ähnliche organische Reststoffe sind für Wildbienen wertlos und haben auch für andere Insekten keinen nennenswerten Nutzen, siehe Marienkäferabteil |
| ❺ | Kombination mit Schmetterlingskasten: Wert und Inanspruchnahme ist nach Expertenmeinung sehr zweifelhaft und eher als „volumenschindender“ Ausgestaltungstrick der Hersteller anzusehen, siehe Schmetterlingskasten                              |
| ❻ | Kombination mit zu kleinem Florfliegenkasten: unschädlich, aber auch nicht wirkungsvoll. Florfliegenkästen werden erst ab Mindestabmessungen von 30 cm × 30 cm × 30 cm gut angenommen, siehe Florfliegenkasten                                   |
| ❼ | Verwendung Hohllochziegel: die meist rechteckigen und zu großen Kammerquerschnitte werden nicht als Brutröhren angenommen. Die Ziegel eignen sich nur als Halterungen für eingelegte hohle Stängel, siehe Nistgelegenheiten aus Tonmineralien    |
| ❽ | markhaltige Stängel gebündelt und liegend: werden von den Wildbienen nicht gefunden, für eine Besiedlung müssen sie einzeln und stehend angeordnet werden, siehe Markhaltige Pflanzenstängel                                                     |
| ❾ | zu flache Modelle mit unzureichender Brutröhrentiefe → lässt bei diversen Wildbienenarten mehr Drohnen als Weibchen schlüpfen, Faustregel: Brutröhrentiefe mindestens 10× Brutröhrendurchmesser, siehe Brutröhrentiefe                           |

Die überaus weite Verbreitung nicht fachgerechter Modelle hat weitreichende negative Auswirkungen: Die kritikwürdigen Modelle dienen nach wie vor vielen Heimwerkern als (untaugliche) Vorbilder für Eigenbauten und führen zu einer nur schwer zu unterbrechenden Vererbung dieser Fehler. Noch schwerwiegender sind die umweltpädagogischen und umweltpolitischen Folgen: Die ausbleibenden Erfolgserlebnisse lassen bei den „Hotelbesitzern“ Enttäuschung und Frustration aufkommen und können auch zu dem falschen Schluss „Naturschutz funktioniert sowieso nicht“ führen. Bei einer solchen Schlussfolgerung ist auch Verallgemeinerungs- und Transfergefahr auf verwandte Themen bis hin zu einem Umweltfatalismus gegeben.
Das Expertenwissen zu fachgerechtem Aufbau und Inventar von Wildbienenhotels steht seit vielen Jahren in Buchform und im Internet öffentlich zur Verfügung. Trotz dieser Informationslage und trotz regelmäßiger Hinweise von Wildbienenfreunden an lokale und zentrale Geschäftsleitungen wird dieses Wissen von den Herstellern und vom Handel in Deutschland nach wie vor weitgehend ignoriert. Nach überschlägiger Schätzung bieten die großen deutschen Baumarktketten und Gartencenter auf ihren Internetseiten in der Kategorie „Insektenhotel“ zu mindestens 90 % nur eingeschränkt taugliche oder gänzlich untaugliche Modelle an (Stand Mai 2021). Konkrete Zahlen liegen aus einer 2014 durchgeführten wissenschaftlichen Untersuchung vor, bei der nur drei von 40 untersuchten Nisthilfen eine gute Besiedelbarkeit attestiert wurde. Nach Kritikermeinung stellen unfachgerechte käufliche Modelle einen Sachmangel nach § 434 des Bürgerlichen Gesetzbuches dar. In der branchenweit starken Verbreitung unfachgerechter Modelle sehen Kritiker Verdachtsmomente für eine systematische Verbrauchertäuschung. Im Januar 2021 sind die Deutsche Umwelthilfe und im April 2021 die Redaktionen der großen deutschen Verbraucherschutz-Testinstitute Stiftung Warentest und Öko-Test explizit auf die Problematik aufmerksam gemacht worden. Im Jahr 2024 forderte die Tierschutzpartei im EU-Parlament ein Gütesiegel für Insektenhotels.
Häufig fallen auch gut gemeinte Wildbienen-Förderprojekte von Schulen, Kindergärten und sogar lokalen Naturschutzinitiativen auf diese immer wieder weitervererbten Fehler herein. Nicht nur in Einzelfällen sind sogar größere Demonstrationsanlagen auf Geländen von Gartenschauen, in Biosphärenreservaten und auf Natur-Lehrpfaden betroffen:

Demonstrationsanlagen mit deutlichen fachlichen Fehlern - als Vorbilder problematisch!
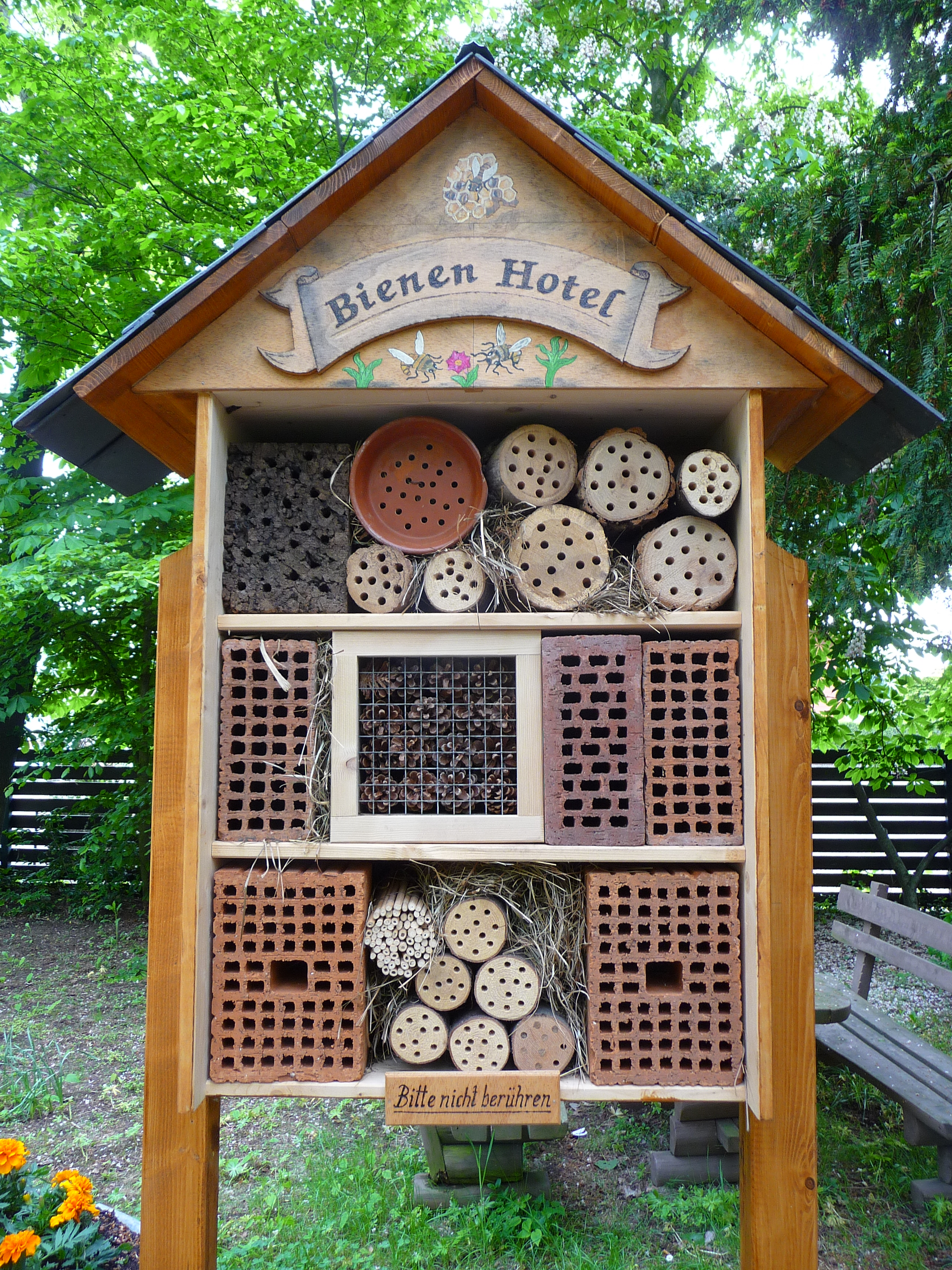
Vogelpark Plankstadt
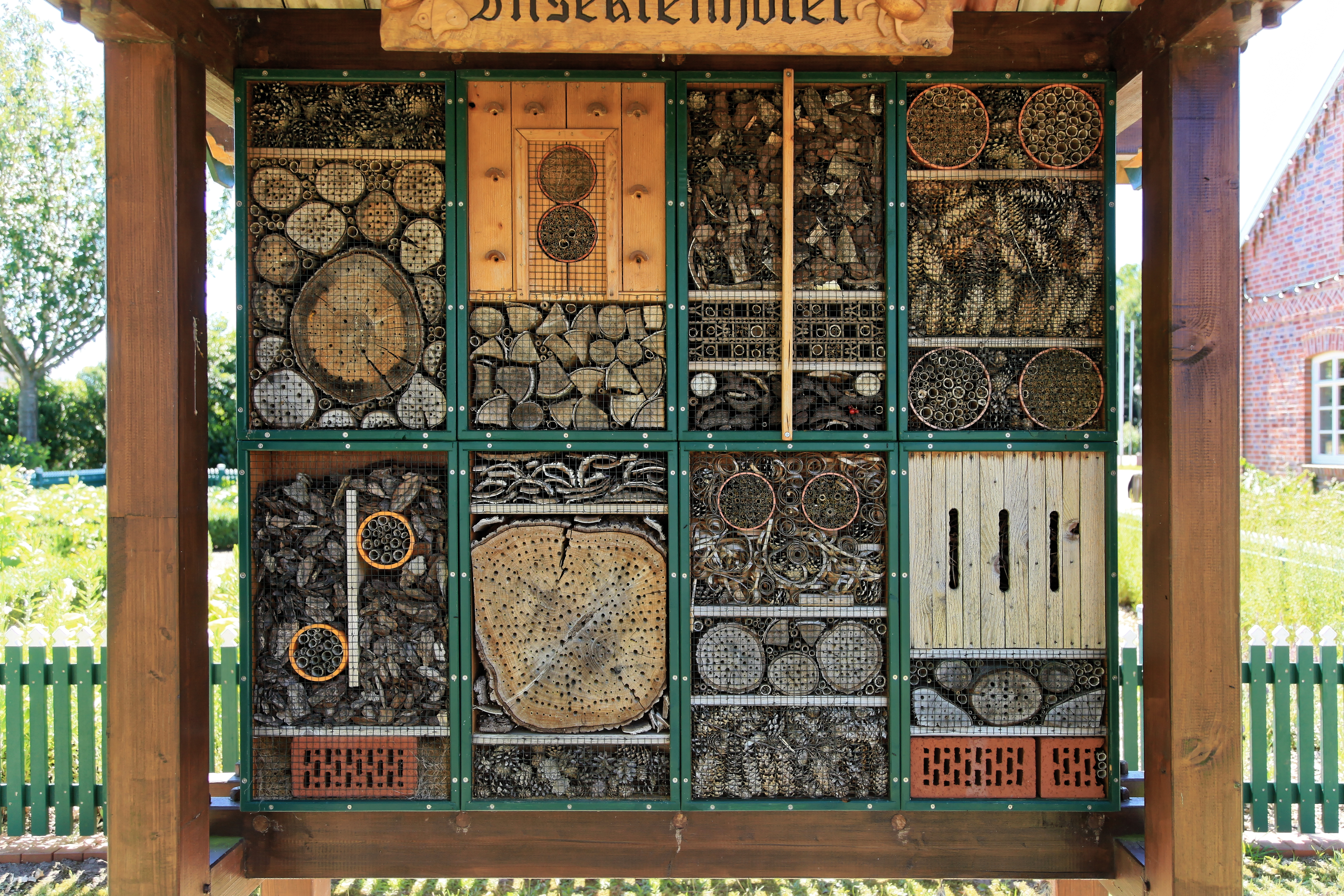
Bauerngarten im Heimathof Walchum
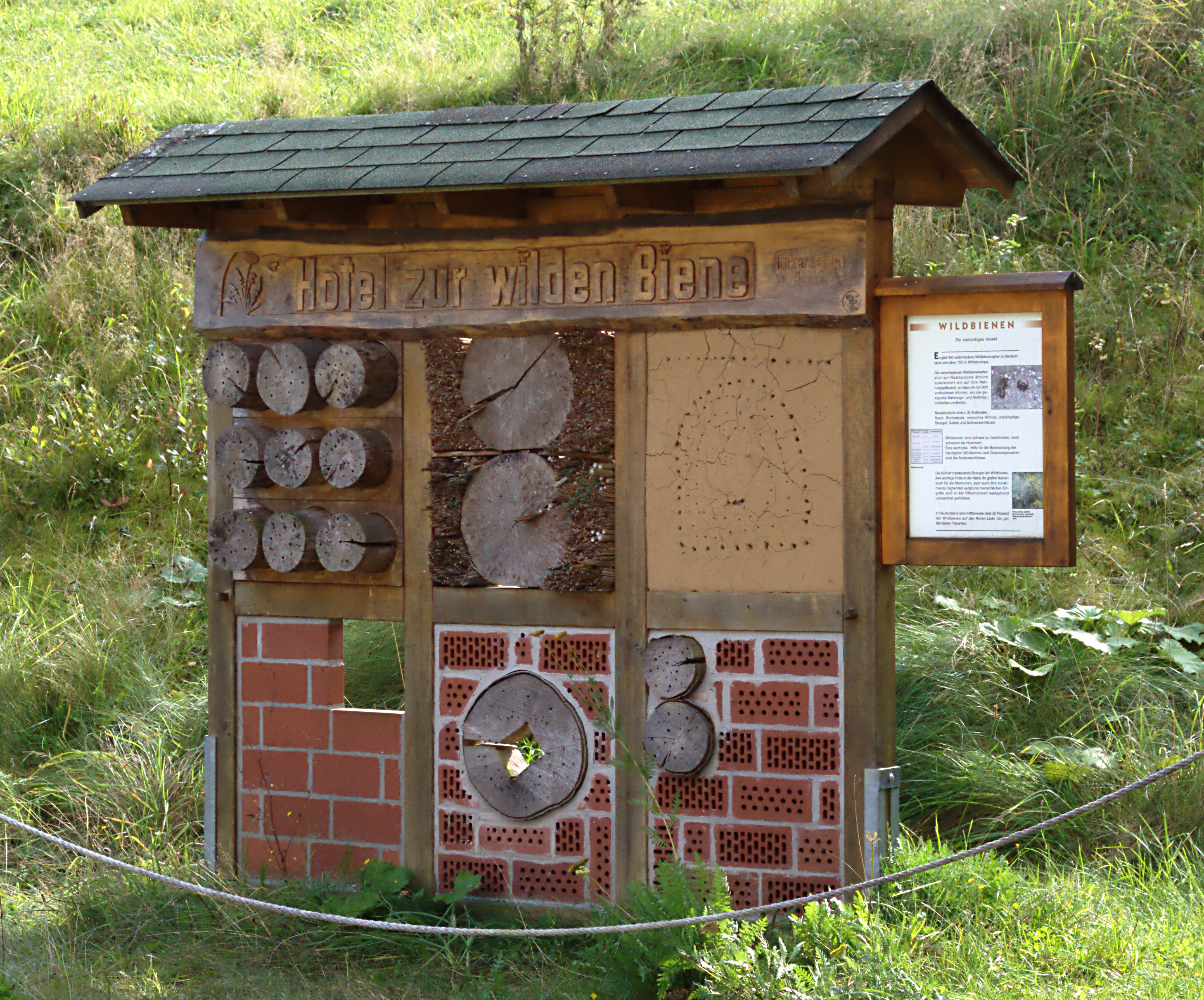
Westfälisches Freilichtmuseum Hagen
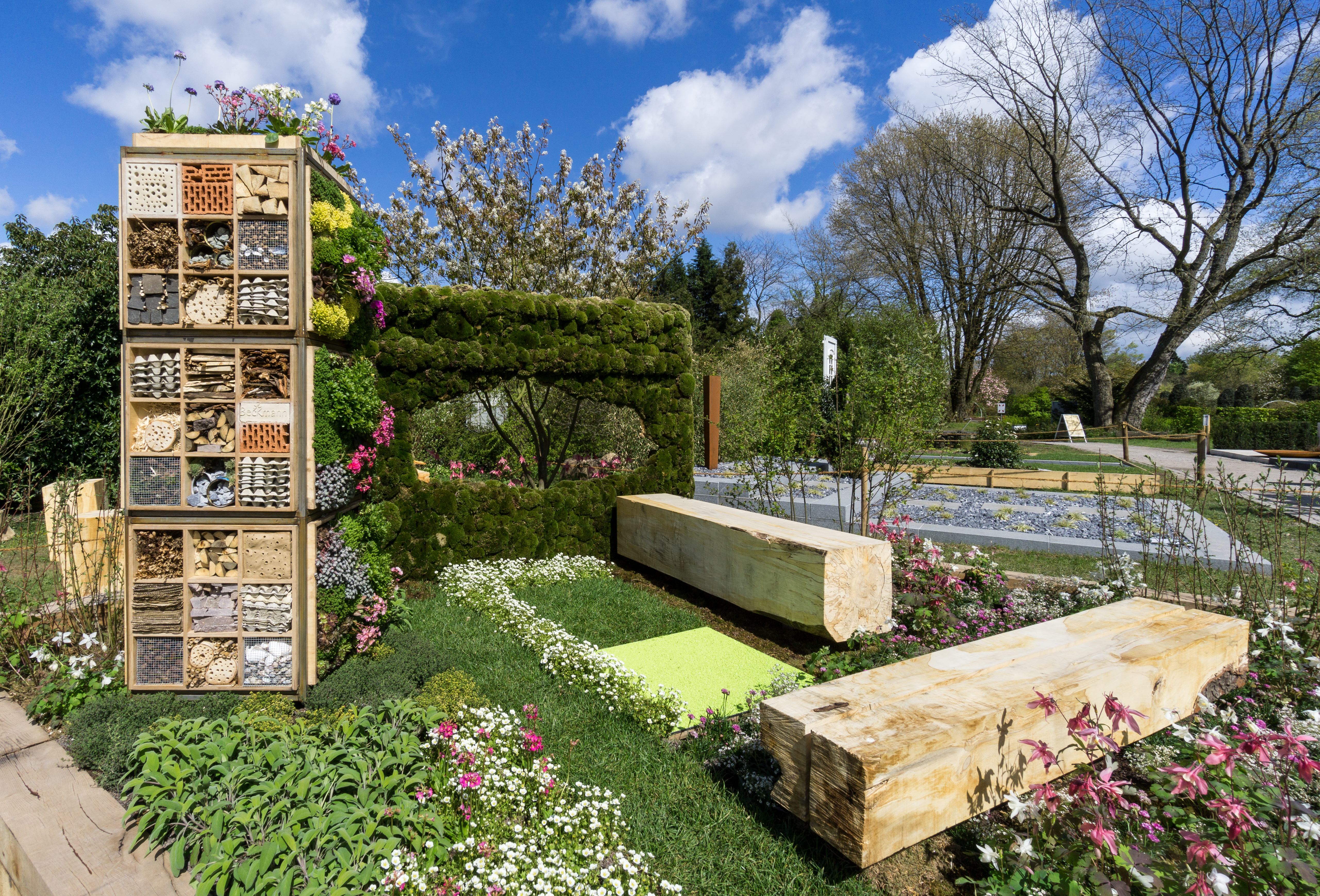
Gruga-Park Essen
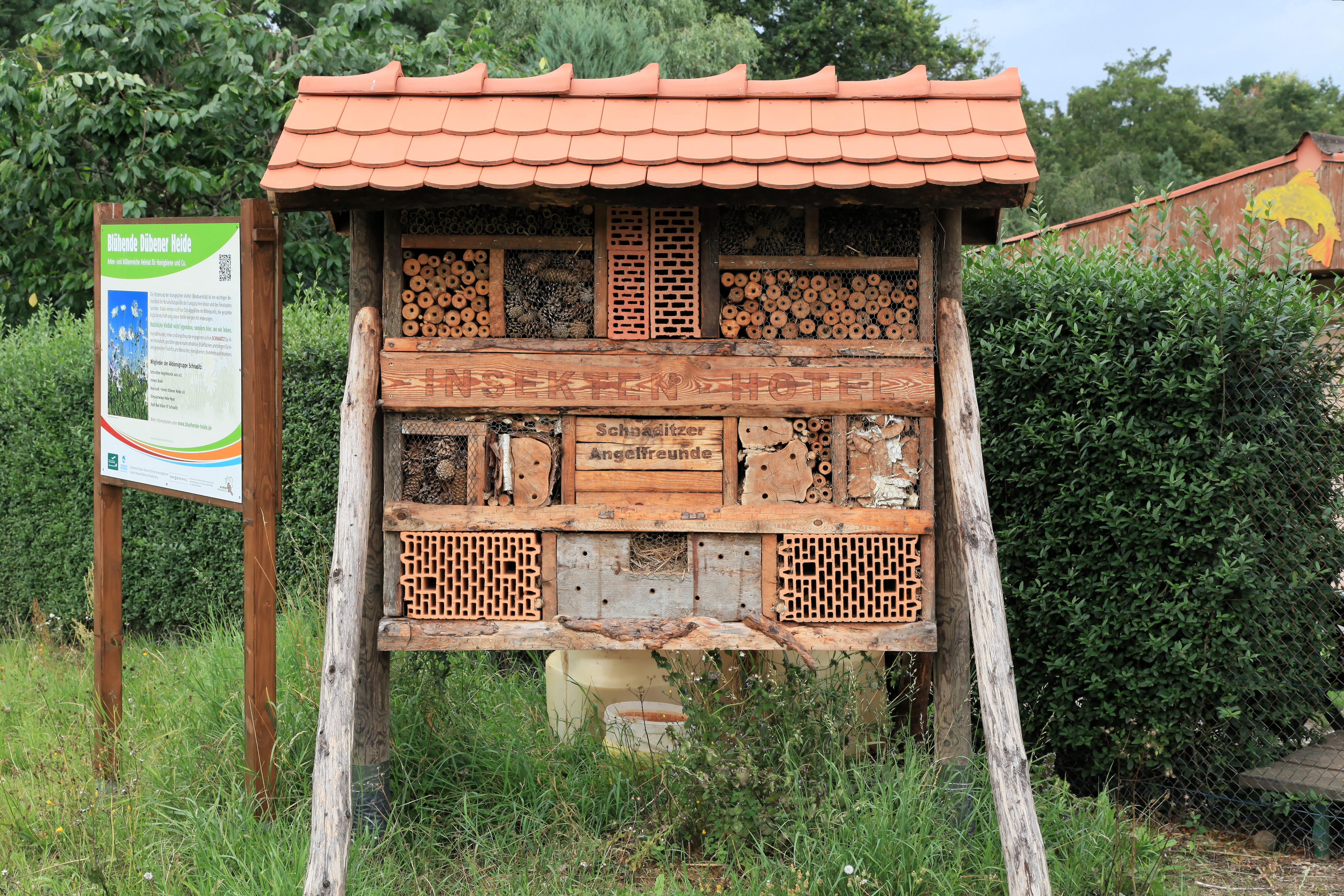
Schloß in Schnaditz, Bad Düben
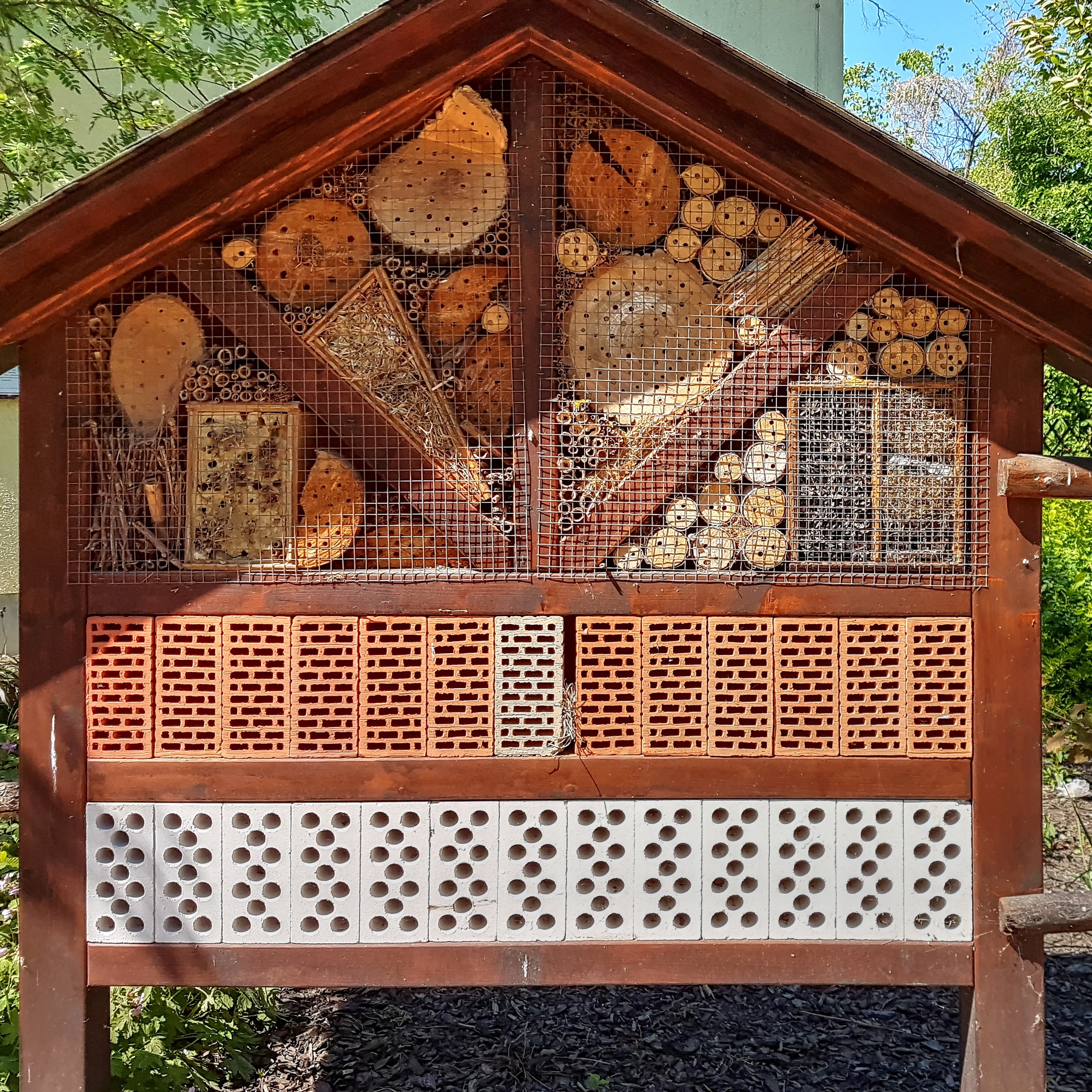
Tiergarten Delitzsch 2018
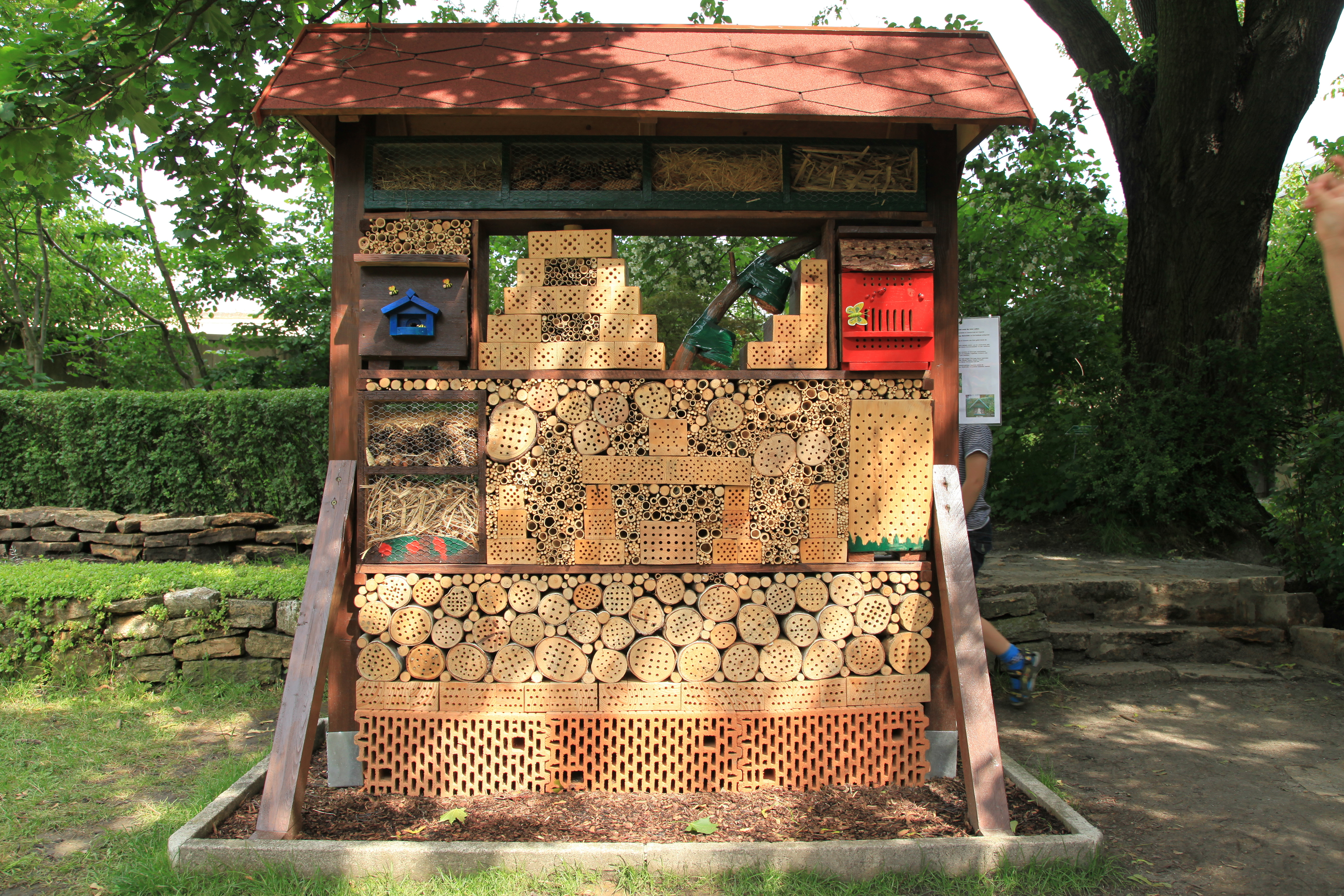
Landesgartenschau Löbau
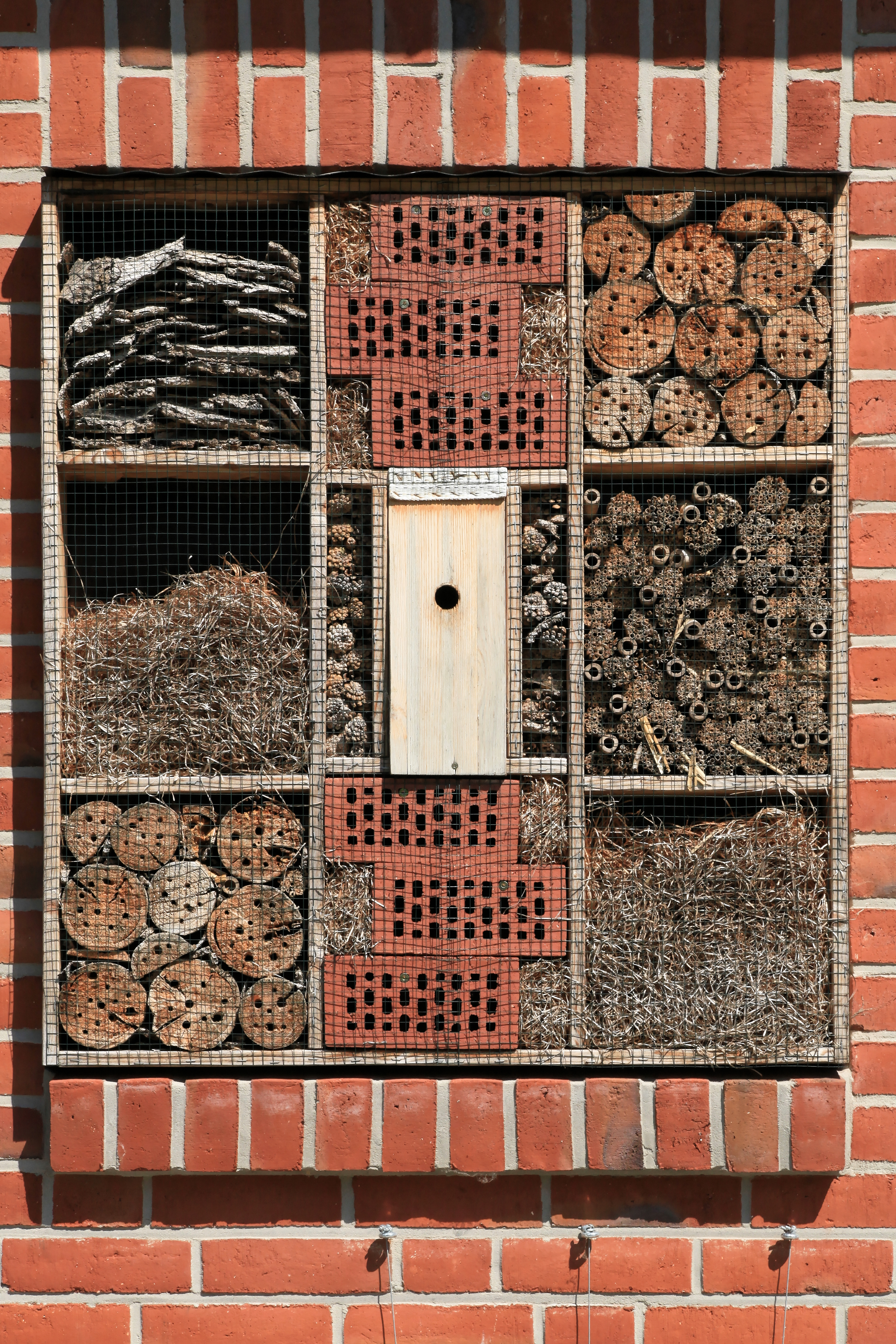
Evenburgpark in Leer (Ostfriesland)
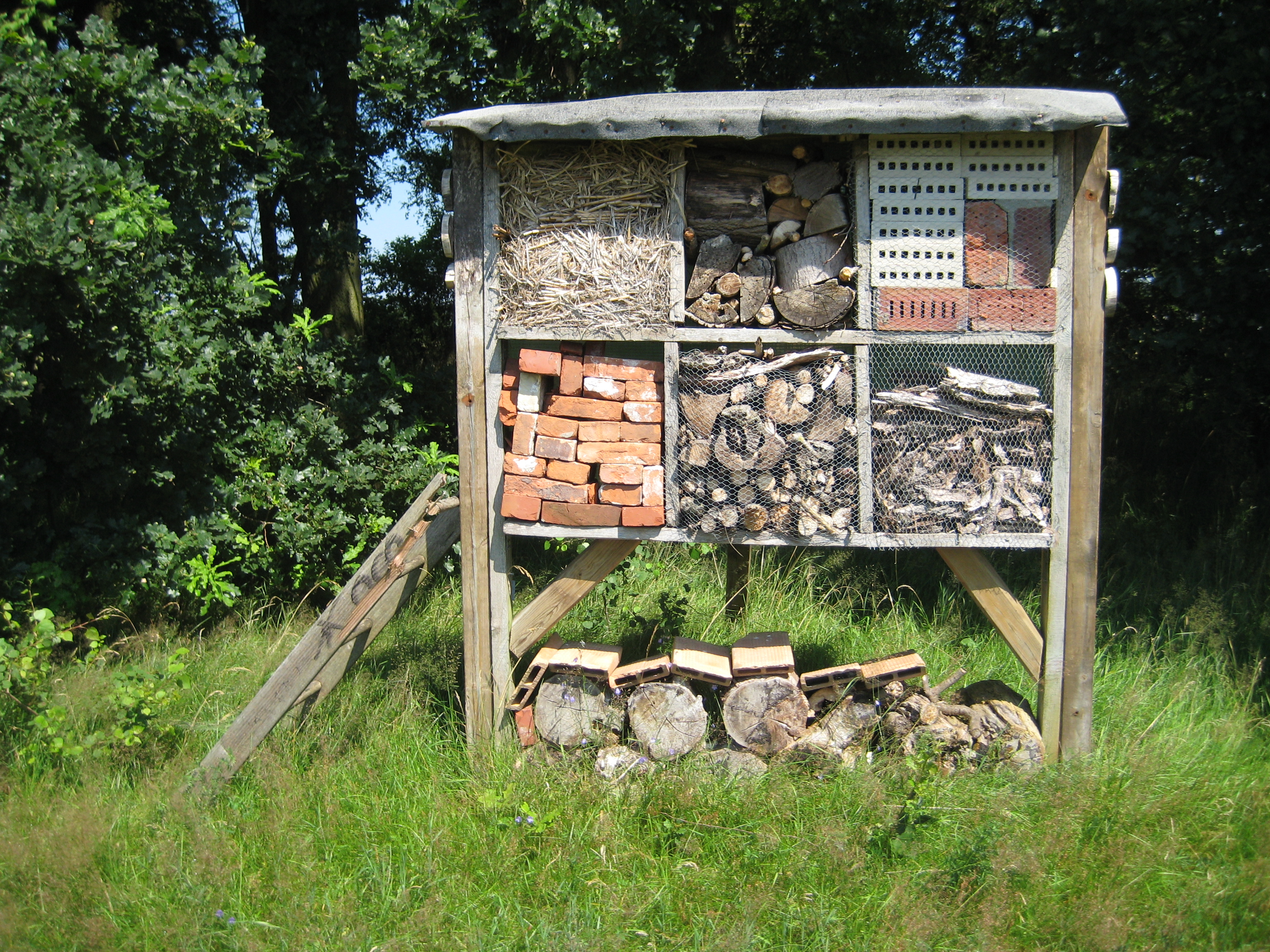
Phaenologischer Garten Quickborn
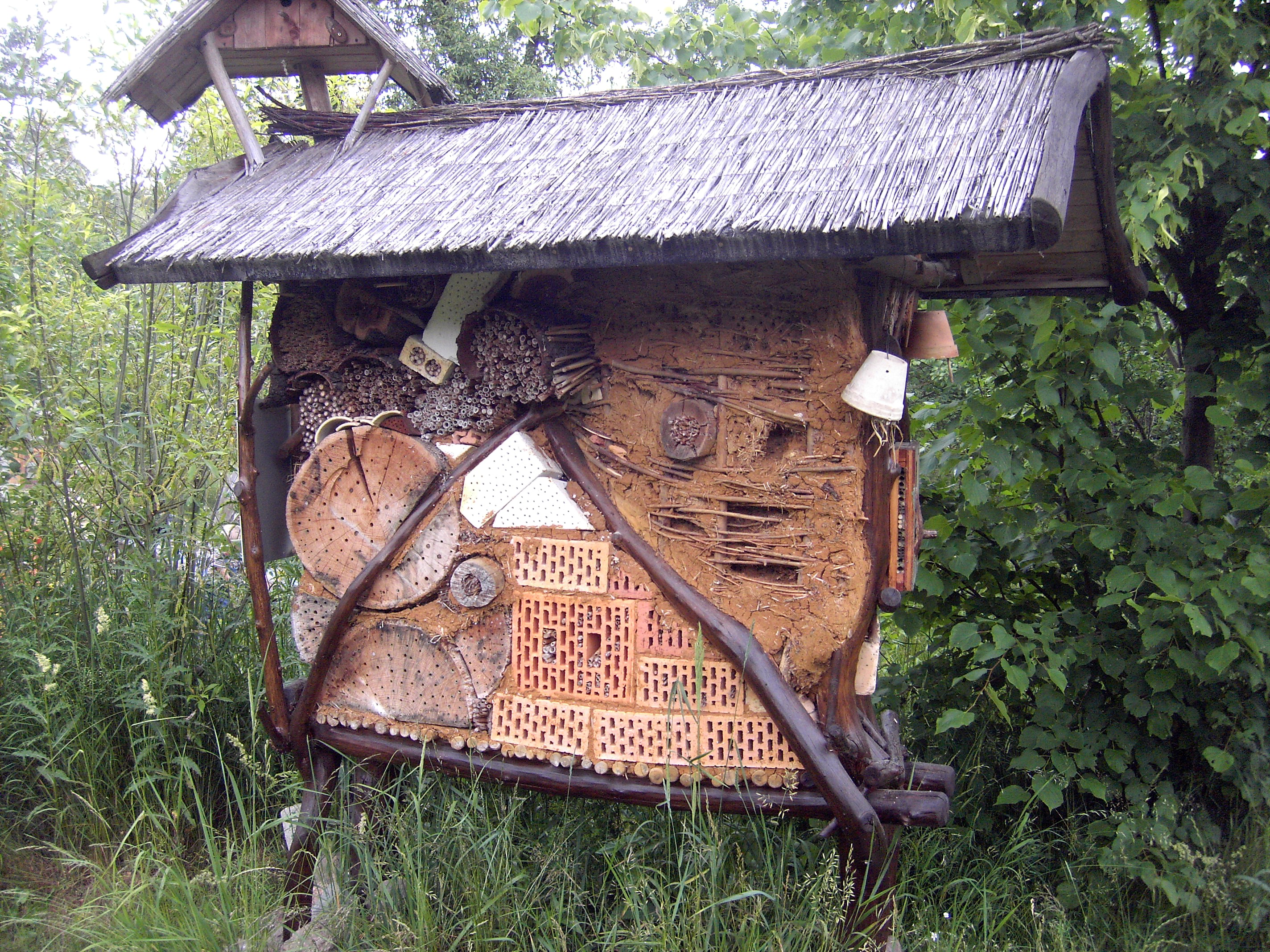
Biosphärenreservat Mittelelbe

### Hummelnistkasten

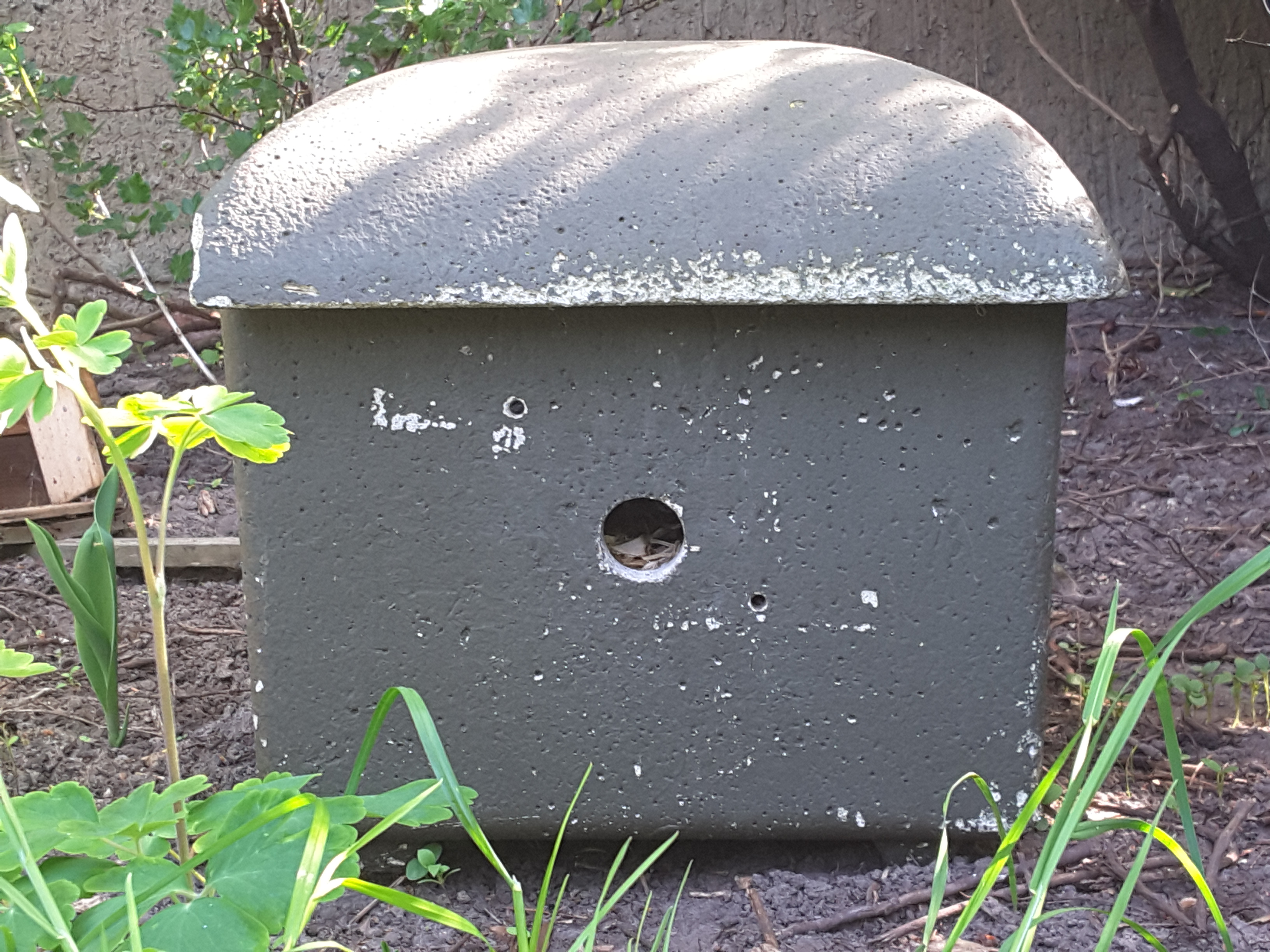
Hummelnistkasten oberirdisch

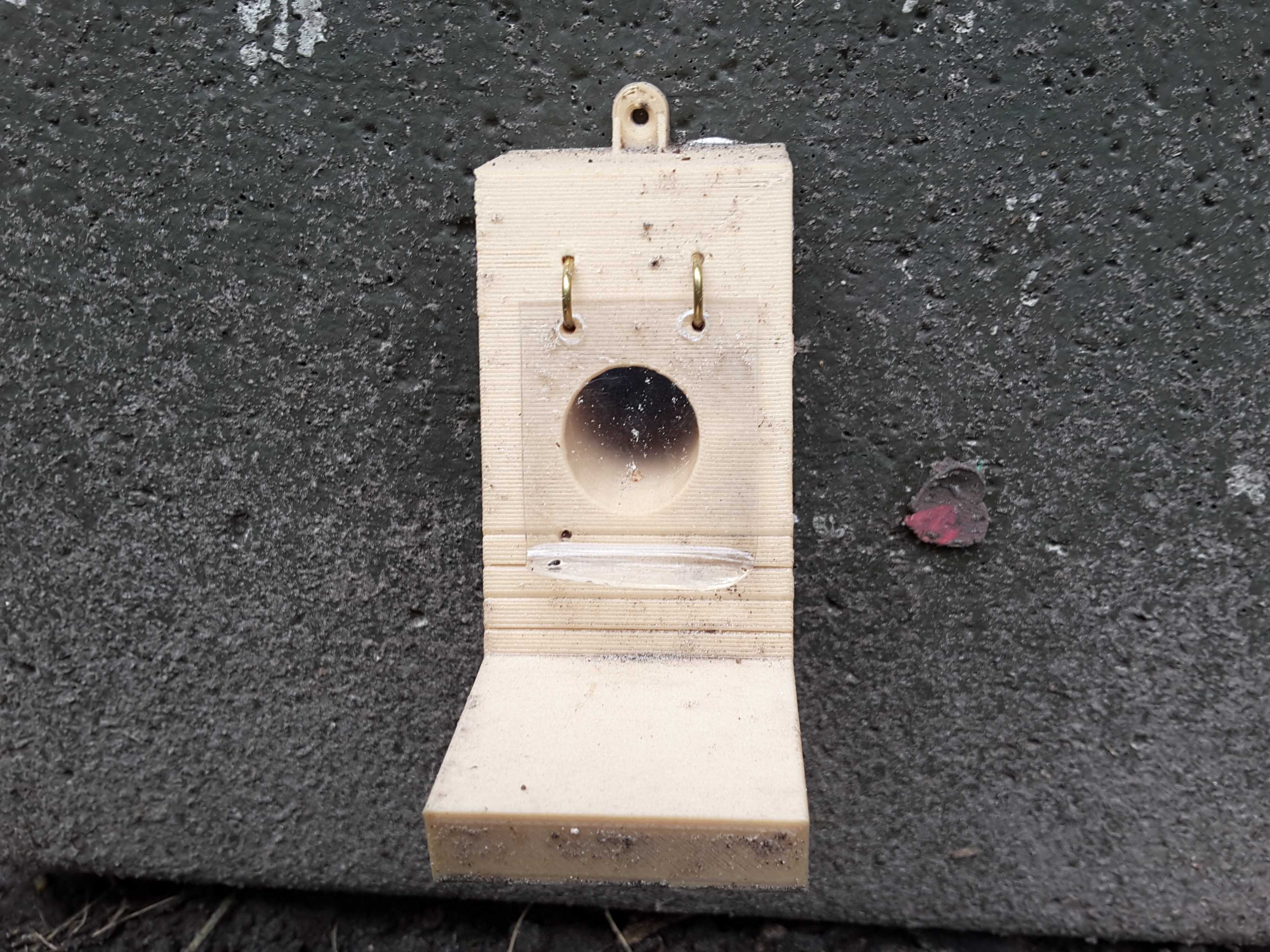
Hummelklappe

Die Hummeln (Bombus) sind eine zu den Echten Bienen gehörende Gattung staatenbildender Insekten. Von den weltweit rund 250 Hummelarten kommen in Deutschland 36 vor, von denen wiederum 16 als gefährdet auf der „Roten Liste“ geführt werden. Während Honigbienen erst ab einer Außentemperatur von mindestens 10 °C ausfliegen, sind Hummelköniginnen bereits ab 2 °C und Hummelarbeiterinnen ab 6 °C unterwegs und spielen damit eine wichtige Rolle als Bestäuber, wenn die Obstblüte bei sehr kühler Witterung stattfindet. Seit dem Ende der 1980er-Jahre werden Hummeln beim kommerziellen Anbau von Obst und Gemüse als Bestäuberinsekten eingesetzt, insbesondere beim Treibhausanbau von Tomaten. Weltweit werden jährlich Millionen von Hummelnestern künstlich aufgezogen und an Gemüsebauern versendet. Dies hat allerdings auch Auswirkungen, beispielsweise durch entwichene Hummeln, welche heimische Hummeln gefährden können.
Nisthilfen für Hummeln gibt es in vielen Variationen aus Holzbeton, Pappe oder Holz. Je nach Hummelart werden ober- oder unterirdische Nisthilfen bevorzugt. Hummeln legen ihre Nester gerne in Höhlen von Kleinsäugern an, so besiedeln zum Beispiel die Erdhummelarten oft Gänge von Maulwürfen oder Mäusen. Standorte für oberirdische Hummelnistkästen sollten ganztägig beschattet sein, z. B. unter Bäumen. Bei Hummelnisthilfen bereiten oft Ameisen ein Problem, was durch einen Standfuß mit einer umlaufenden Wasserrinne als Ameisensperre vermieden werden kann. Hummeln nehmen gerne für ihre Nester Füllmaterialien an, die einem verlassenen Mäusenest nachempfunden sind, z. B. Kleintierstreu, trockener Grasschnitt, Rindenmulch, Stroh, Moos und in jedem Fall etwas Kapok. Polsterwolle ist dagegen ungeeignet, da sie lange Kunststofffäden enthalten kann, in denen sich die Hummeln verheddern und nicht wieder selbst befreien können – dadurch sind schon ganze Hummelnester zugrunde gegangen. Hummelnester können auch durch Parasiten wie die Wachsmotte ruiniert werden; als Vorbeugung haben findige Hummelfreunde verschiedene Bauformen von Hummelklappen ersonnen, die vor das Flugloch montiert werden und nur von Hummeln, nicht jedoch von den Motten passiert werden können.

### Hornissenkasten
Die Hornisse ist die größte in Mitteleuropa lebende Faltenwespe; in Deutschland ist sie eine nach der Bundesartenschutzverordnung besonders geschützte Art. Hornissen bevorzugen als Neststandorte regengeschützte, dunkle Hohlräume wie Baumhöhlen, nehmen aber auch künstliche Plätze, zum Beispiel Vogelnistkästen, Dachböden oder Geräteschuppen an. Hornissen verteidigen ihr Nest; der Verteidigungsradius schwankt je nach Volk in der Regel zwischen zwei und sechs Metern. Daher wird überwiegend in siedlungsfernen Naturzonen durch Anbringen spezieller Nistkästen versucht, das jeweilige Gebiet durch Schaffung künstlichen Nistraums für Hornissen attraktiver oder überhaupt besiedelbar zu machen. Gelegentlich sind in größeren Insektenhotel-Schauanlagen auch Hornissenkästen integriert. Wenn diese tatsächlich durch Hornissen belegt werden, sind Führungen und Besichtigungen der Schauanlage in unmittelbarer Nähe nicht mehr uneingeschränkt möglich. Der bekannteste und vom Ergebnis her am besten besiedelte Nistkastentyp ist der so genannte Mündener Hornissenkasten.

### Ohrwurmquartier

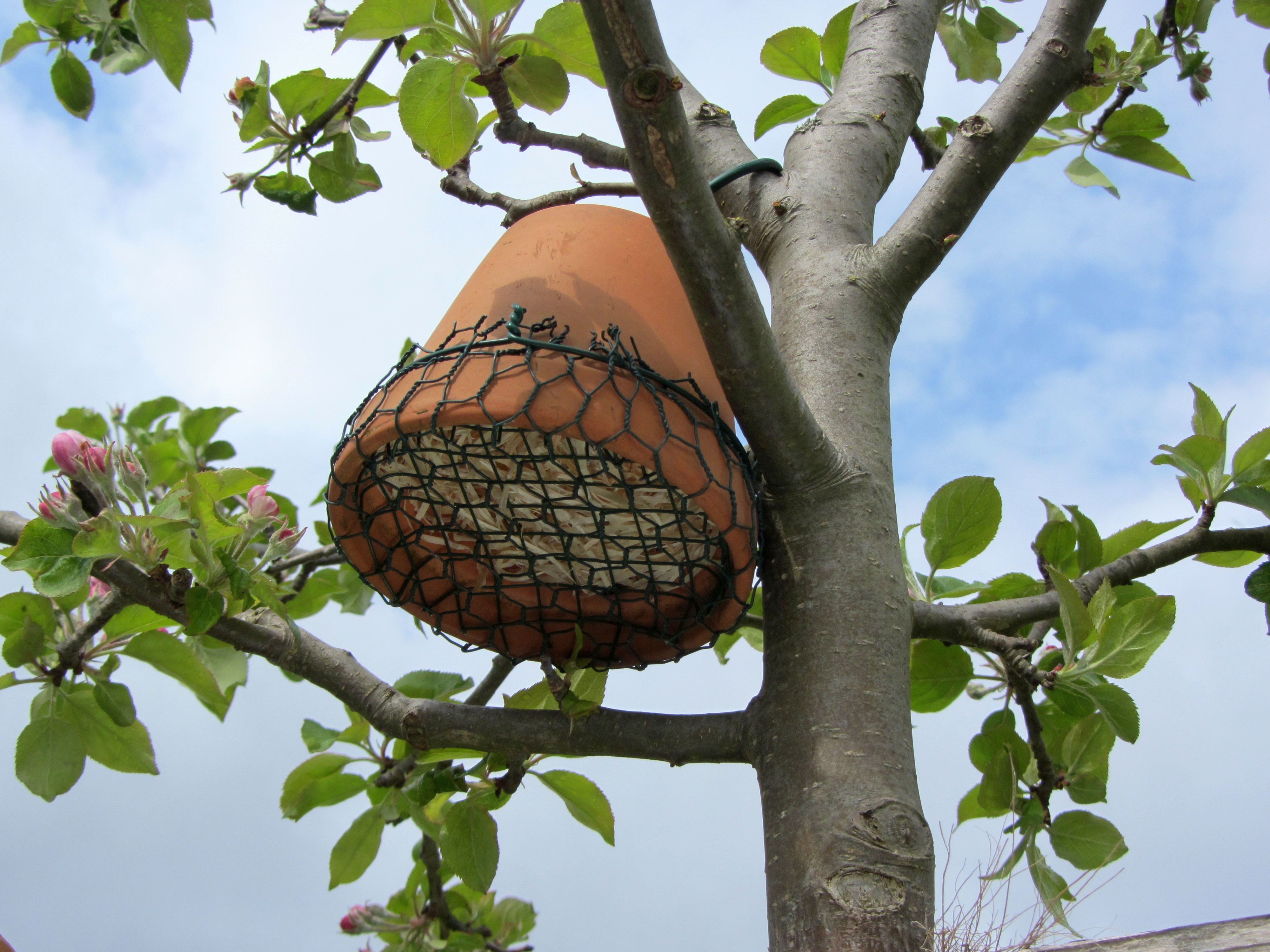
Apfelbaum mit Ohrwurmquartier

Der Gemeine Ohrwurm mit einer Vielzahl regionaler umgangssprachlicher Namen wie Ohrenkneifer ist ein Allesfresser und gilt als Nützling; er frisst zum Beispiel Blattläuse oder Larven. Er kann aber (in gärtnerischer Hinsicht) auch Schaden anrichten, wenn er weiche Pflanzenteile wie die Blüten anfrisst. Härtere Schalen und Fruchthäute kann er aber nicht anfressen: so nutzt er bei Trauben oder Äpfeln nur die bestehenden Schadstellen aus und ist nicht selbst für sie verantwortlich. Auf Apfelbäumen findet man ihn häufig in den Fraßgängen des Apfelwicklers.
Ohrwürmer können fliegen, tun dies aber sehr selten und ungern. Sie sind dämmerungs- und nachtaktiv und halten sich tagsüber in selbstgebauten Gängen, in hohlkernigen Pfirsichen, in den feuchtebietenden Blattscheiden von Doldengewächsen, unter Baumrinden oder Steinen und anderen Verstecken auf. Biogärtner bieten ihnen insbesondere in blattlausgefährdeten Obstgehölzen, aber auch in Gemüse- und Rosenbeeten gern künstliche Unterschlüpfe an, die vorzugsweise an beschatteten Stellen angebracht werden sollten.
Die am meisten verbreitete Bauart verwendet tönerne Blumentöpfe, die locker gestopft mit Holzwolle, Heu oder Stroh gefüllt werden. Damit die Füllung nicht im Laufe der Zeit von Vögeln auf der Suche nach Nahrung oder Nistmaterial herausgezupft werden kann, muss die Blumentopföffnung mit einem Drahtgeflecht überzogen werden. Die so präparierten Blumentöpfe werden kopfüber in die Gehölze gehängt, aber nicht freihängend, sondern mit dem Blumentopfrand am Baumstamm oder einem Ast anliegend, damit die Ohrwürmer eine direkte Überstiegsmöglichkeit aus ihrem Unterschlupf in das Gehölz haben. Außerdem werden becherförmige Ohrwurm-Schlafröhren aus Holzbeton angeboten, die ohne Füllung über abgeschnittene Aststummel gestülpt werden. In Gemüsebeeten werden kurze stabile Holzstäbe senkrecht so tief in die Erde gesteckt, so dass die darüber gestülpten Schlafröhren etwa fünf Zentimeter Abstand zum Boden behalten.

### Florfliegenkasten

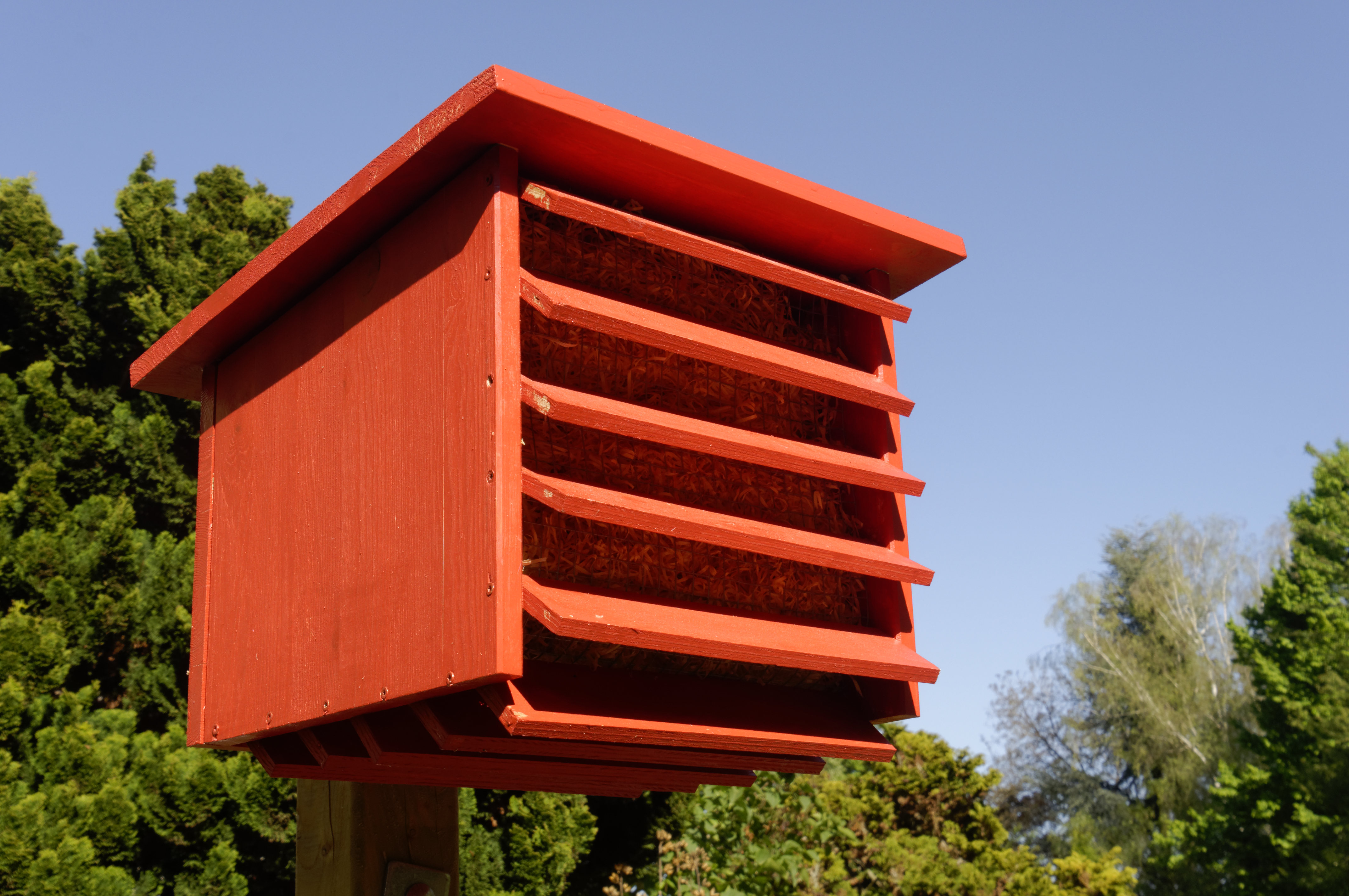
Florfliegenkasten

In den 1980er Jahren erforschte Çetin Şengonca von der Universität Bonn die Florfliegen, im Besonderen die Chrysoperla-Arten. Die Florfliegen, oder besser ihre Larven, gelten als biologischer Helfer in der Landwirtschaft, da sie während der zweiwöchigen Larvenzeit zwischen 200 und 500 Blattläuse sowie andere weichhäutige kleine Insekten vertilgen. Als geschlechtsreife Fliegen überwintern sie in Garagen, Scheunen, Schuppen oder anderen zugänglichen Gebäuden.
Florfliegen benötigen von Mitte September bis ins Frühjahr hinein ein schützendes Quartier, weil sie als ausgewachsene Tiere überwintern. Nach Untersuchungen aus dem Hopfenanbau werden Florfliegenkästen nur dann gut angenommen, wenn sie Mindestabmessungen von 30 cm × 30 cm × 30 cm und Zugangsmöglichkeiten (Lamellen) sowohl von unten wie auch von vorn aufweisen. In einer Höhe von anderthalb bis zwei Metern wird das Quartier mit der Lamellenvorderseite windabgewandt angebracht.

### Marienkäferkasten
Marienkäfer kommen in rund 80 verschiedenen Arten in Deutschland vor. Davon gelten ca. 20 Arten als stark gefährdet (z. B. der Fichten-Kugelmarienkäfer), denen aber nur durch Schutz ihrer speziellen Lebensräume und durch Pestizidvermeidung geholfen werden kann. Die Marienkäfer sind in der Bevölkerung beliebt, gelten als possierlich und als Glückssymbol, spielen in zahlreichen Kindergeschichten und -büchern eine (meistens positive Rolle) und tragen die unterschiedlichsten Namen in der jeweiligen lokalen Umgangssprache. Zu ihrer Beliebtheit trägt auch bei, dass sie im Gartenbau und der Landwirtschaft nützlich sind, da sie allein in ihrer Larvenzeit je nach Art bis zu 3000 Blattläuse oder Spinnmilben fressen.
Alle Arten von Marienkäfern sind in keiner Weise angewiesen auf eine Bereitstellung von künstlichen Unterschlüpfen oder Überwinterungshilfen; diese Meinung vertritt auch der bekannte Entomologe Bernhard Klausnitzer. Selbst bei der gezielten Anwendung z. B. des Siebenpunkt-Marienkäfers als Nützling im biologischen Gartenbau werden von den Nützlingsanbietern üblicherweise keine solchen Hilfen in ihren Produktspektren vorgehalten oder in ihren Anwendungshinweisen empfohlen. Die auf kleinen Plastikfolien angelieferten Eigelege werden einfach auf Blätter der Wirtspflanzen geklebt oder angeklammert.
Marienkäfer überwintern je nach Art an der Bodenoberfläche unter Laub, Nadelstreu, Moos- und Graspolstern, in Hohlräumen zwischen und unter Steinen oder unter der Rinde lebender und toter Bäume sowie in Baumstümpfen. Manche Arten suchen Häuser auf und sammeln sich in Bodenräumen und Fensterspalten. Als adäquate Verstecke brauchen Marienkäfer miteinander vernetzte, reich strukturierte Schlupfwinkel in Form von Hecken, Säumen, Trockenmauern, Reisighaufen, Holzstapeln und ähnlichem. Hier etablieren sich komplexe Feuchtigkeits- und Temperaturgradienten, in denen sich die Tiere dann die optimalen Rahmenbedingungen auswählen können. In künstliche Unterschlüpfe „verirren“ sie sich höchstens einmal zufällig und bleiben dort in der Regel auch nicht länger.
Trotzdem gibt es im Handel kaum ein käufliches Insektenhotel, das nicht auch mindestens ein Abteil für Marienkäfer aufweist: Eine Ausführungsform besteht darin, Fächer mit Kiefernzapfen, Borkenschuppen, Tischlereiverschnitt (Holzklötzchen etc.) oder ähnlichen organischen Reststoffen zu füllen und an der Vorderseite mit Drahtgeflecht abzuschließen. Alternativ werden auch ungefüllte Gefache mit einer massiven Frontplatte verschlossen und mit einigen Bohrungen als Zugänge für die Tiere versehen. Beide Ausführungsformen verursachen merklich geringere Herstellkosten als Gefache mit Wildbienen-Nistinventar. Wenn Teile eines Insektenhotels als Marienkäfer-Abteile ausgeführt werden, dürfen dafür also in der Regel betriebswirtschaftliche und marktpsychologische Gründe angenommen werden. Marienkäfer-Abteile machen somit ein Insektenhotel zu einer Mogelpackung und gaukeln den Kunden mehr wirksames Volumen vor als tatsächlich vorhanden. Dabei wird den Kunden die Vielfältigkeit eines Kombimodells für unterschiedliche Insektengruppen auch noch als vermeintlicher Mehrwert verkauft, was durch die Beliebtheit der Marienkäfer noch verstärkt wird.

### Schmetterlingskasten
Im Handel angebotene Insektenhotels haben oft ein Fach als Schmetterlingsüberwinterungsquartier oder werden als eigenständiger Schmetterlingskasten angeboten. Es handelt sich um geschlossene kleine Kästen mit einem senkrechten ovalen Loch oder Schlitz in der Mitte. Diese Möglichkeiten werden nicht von Schmetterlingen angenommen, da nur sechs der 180 Tagfalterarten (Kleiner Fuchs, Tagpfauenauge, Zitronenfalter, C-Falter, Trauermantel und der Große Fuchs) als Schmetterlinge überwintern. Diese finden in Höhlen, hohlen Bäumen, Scheunen, Garagen, Speichern, Unter- und Überständen genug geschützte Stellen zum Überwintern. Schmetterlingskästen in einem Kombimodell für unterschiedliche Insektengruppen sind wie bei Marienkäferkästen vornehmlich betriebswirtschaftlich und marktpsychologisch motiviert.
Der drastische Rückgang der Schmetterlinge liegt nach Aussage vieler Fachbiologen nicht an den fehlenden Überwinterungsmöglichkeiten für die Falter oder Raupen, sondern am Fehlen der Futterpflanzen und Lebensräume besonders für Raupen und später der Schmetterlinge.

## Kombimodelle für mehrere Insektengruppen
Die meisten im Handel angebotenen Insektenhotels ebenso wie Eigenbauten von Heimwerkern oder von Naturschutzinitiativen sind Kombimodelle für mehrere Insektengruppen. In der Regel enthalten alle diese Modelle anteilig zwischen ca. 30 und 90 Prozent Inventar für die Besiedlung durch Wildbienen. Zusätzlich sind sie kombiniert mit Unterschlüpfen, Nist- oder Überwinterungshilfen für mindestens eine weitere Insektengruppe, wobei die meisten dieser Kombinationen eher nachteilig oder sogar wirkungslos sind:

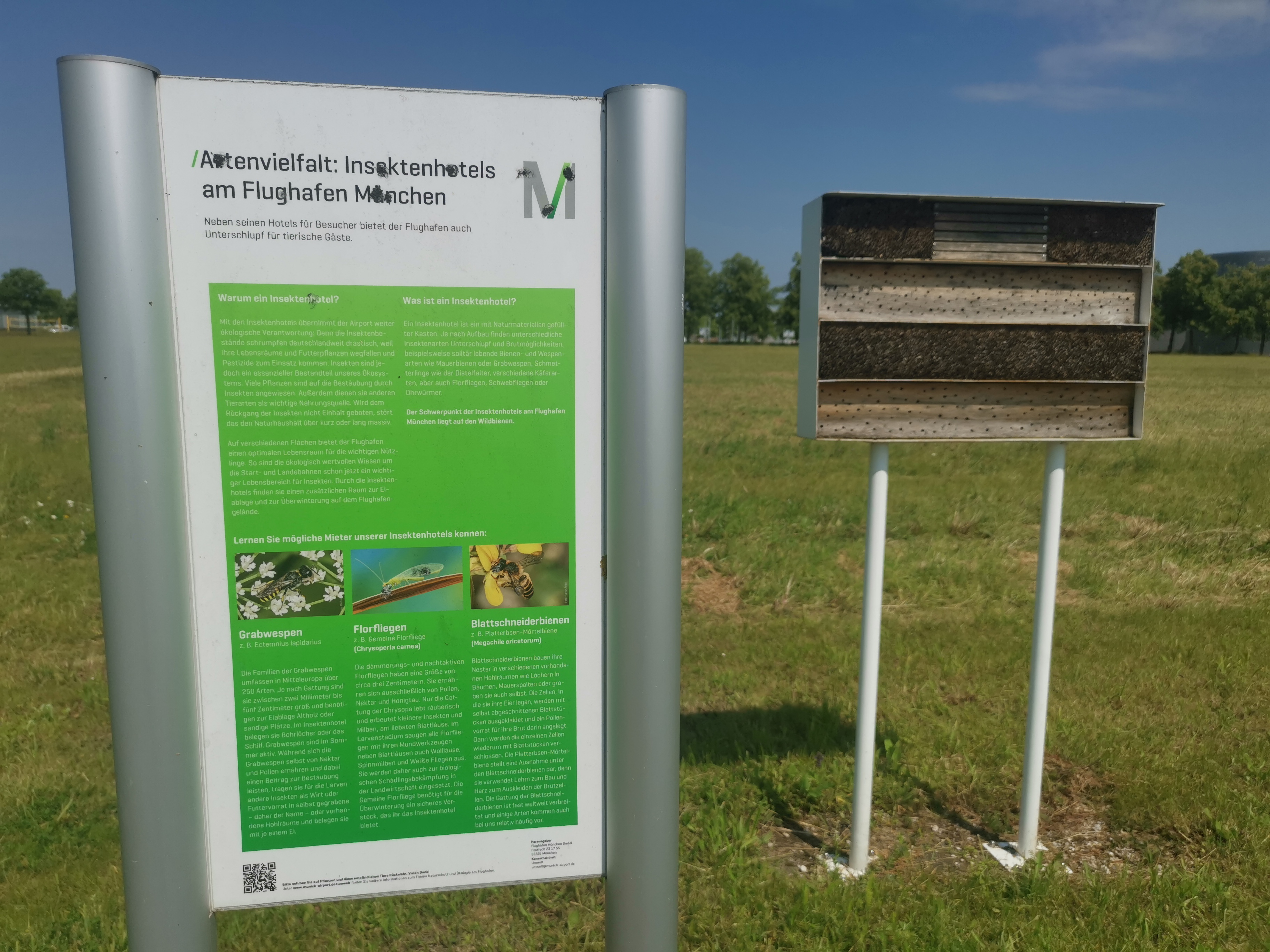
Insektenhotel Besucherpark Flughafen München

- Kombination Wildbienen-Inventar mit Hummelnistkasten
Diese Kombination kommt nur sehr selten vor und verbietet sich auch, da Wildbienen einen vollsonnigen Standort, ein oberirdischer Hummelnistkasten dagegen einen ganztägig schattigen Standort benötigen.
- Kombination Wildbienen-Inventar mit Hornissenkasten
Die Standortbedingungen für Wildbienenhotels und Hornissenkästen sind gleichartig (vollsonnig, wettergeschützt). Daher sind gelegentlich in größeren Insektenhotel-Schauanlagen auch Hornissenkästen integriert. Wenn diese tatsächlich durch Hornissen belegt werden, sind Führungen und Besichtigungen der Schauanlage in unmittelbarer Nähe nicht mehr uneingeschränkt möglich, denn Hornissen verteidigen ihr Nest; der Verteidigungsradius schwankt je nach Volk in der Regel zwischen zwei und sechs Metern.
- Kombination Wildbienen-Inventar mit Ohrwurmquartier
Die Standortansprüche von Wildbienen und Ohrwürmern sind unterschiedlich: Während Wildbienen einen freien und vollsonnigen Standort bevorzugen, werden Ohrwurmquartiere sinnvollerweise direkt in die Bäume oder Sträucher gehängt, in denen sie nachts auf Blattlausjagd gehen sollen. Ohrwurmquartiere werden vorzugsweise an beschatteten Stellen aufgehängt und sollten einen direkten Überstieg aus dem Unterschlupf ins Gehölz bieten, da die Tiere ungern fliegen.
- Kombination Wildbienen-Inventar mit Florfliegenkasten
Eine Kombination von Wildbienen-Inventar mit einem Florfliegenkasten ist eine der wenigen akzeptablen Kombinationsmöglichkeiten, wenn bestimmte Randbedingungen eingehalten werden: Nach Untersuchungen aus dem Hopfenanbau werden Florfliegenkästen nur dann gut angenommen, wenn sie Mindestabmessungen von 30 cm × 30 cm × 30 cm und Zugangsmöglichkeiten (Lamellen) sowohl von unten wie auch von vorn aufweisen. In käuflichen Kombinationsmodellen dieser Art sind die Florfliegenabteile aber erheblich kleiner, so dass diese Kombination in dieser Dimensionierung als rein betriebswirtschaftlich und marktpsychologisch motiviert einzustufen ist. Da die Flugfähigkeiten der Florfliegen sehr begrenzt sind, sollte ein Florfliegenkasten möglichst windgeschützt aufgehängt werden, z. B. in Innenhöfen.
- Insektenhotel Besucherpark Flughafen MünchenKombination Wildbienen-Inventar mit Marienkäferkasten
Da Marienkäfer in keiner Weise auf eine Bereitstellung von künstlichen Unterschlüpfen oder Überwinterungshilfen angewiesen sind und diese in Regel auch überhaupt nicht annehmen, ist diese Kombination als rein betriebswirtschaftlich und marktpsychologisch motiviert einzustufen.
- Kombination Wildbienen-Inventar mit Schmetterlingskasten
Da von den 180 in Deutschland heimischen Tagfalterarten nur sechs als Schmetterlinge überwintern und bislang keine Fälle von Überwinterungen in solchen Schmetterlingskästen belegt sind, ist auch diese Kombination als rein betriebswirtschaftlich und marktpsychologisch motiviert einzustufen.

Kombimodelle sind wegen der auseinanderklaffenden Standortansprüche der verschiedenen für sie vorgesehenen Insektengruppen eher problematisch und stellen im Vergleich zu insektengruppen-spezifischen Modellen in den allermeisten Fällen keinen Mehrwert für den Naturschutz dar. Daher werden käufliche Kombimodelle in der Fachwelt heftig kritisiert, erfreuen sich aber trotzdem im Handel einer ungebrochenen Nachfrage. Schauanlagen von Naturschutzinitiativen, auf Geländen von Gartenschauen, in Biosphärenreservaten und auf Natur-Lehrpfaden werden oft bewusst als Kombimodelle ausgeführt, um den Besuchern an einem Ort möglichst das gesamte Spektrum aller üblichen künstlichen Unterschlupf, Nist- und Überwinterungshilfen für die unterschiedlichsten Insektengruppen zu präsentieren. In Innenräumen ist eine solche „vollständige Präsentation“ problemlos, nicht dagegen im Außenbereich, da sich dann bei den Besuchern nicht nur Informationen zu Bauweise und Inventar, sondern auch die Standortgegebenheiten verankern, die wegen der auseinanderklaffenden Standortansprüche aber immer nur einen (schlechten) Kompromiss darstellen können. Daher ist eine Aufteilung auf verschiedene Anlagen – jede für sich aber in möglichst optimaler Umgebung – in allen Fällen die wirkungsvollere und umweltpädagogisch saubere Lösung.
Insbesondere größere Insektenhotels können an ihrem Fuß oder als Teil ihres Unterbaus gut kombiniert werden mit anderen ökologisch wertvollen Lebensinseln/Naturmodulen wie z. B. Steinhaufen, Trockenmauern, Sandhaufen (Sandarium), Totholz-Arrangements, Wasserstellen oder einem Käferkeller. Solche Lebensinseln können Unterschlupf oder sogar Winterquartier bieten für verschiedenste Schmetterlings- und Käferarten, Erdkröten, Igel, Zauneidechsen, Blindschleichen und allerlei andere einheimische Wildtiere.